# Travail des enfants
Vous lisez un « bon article » labellisé en 2007.

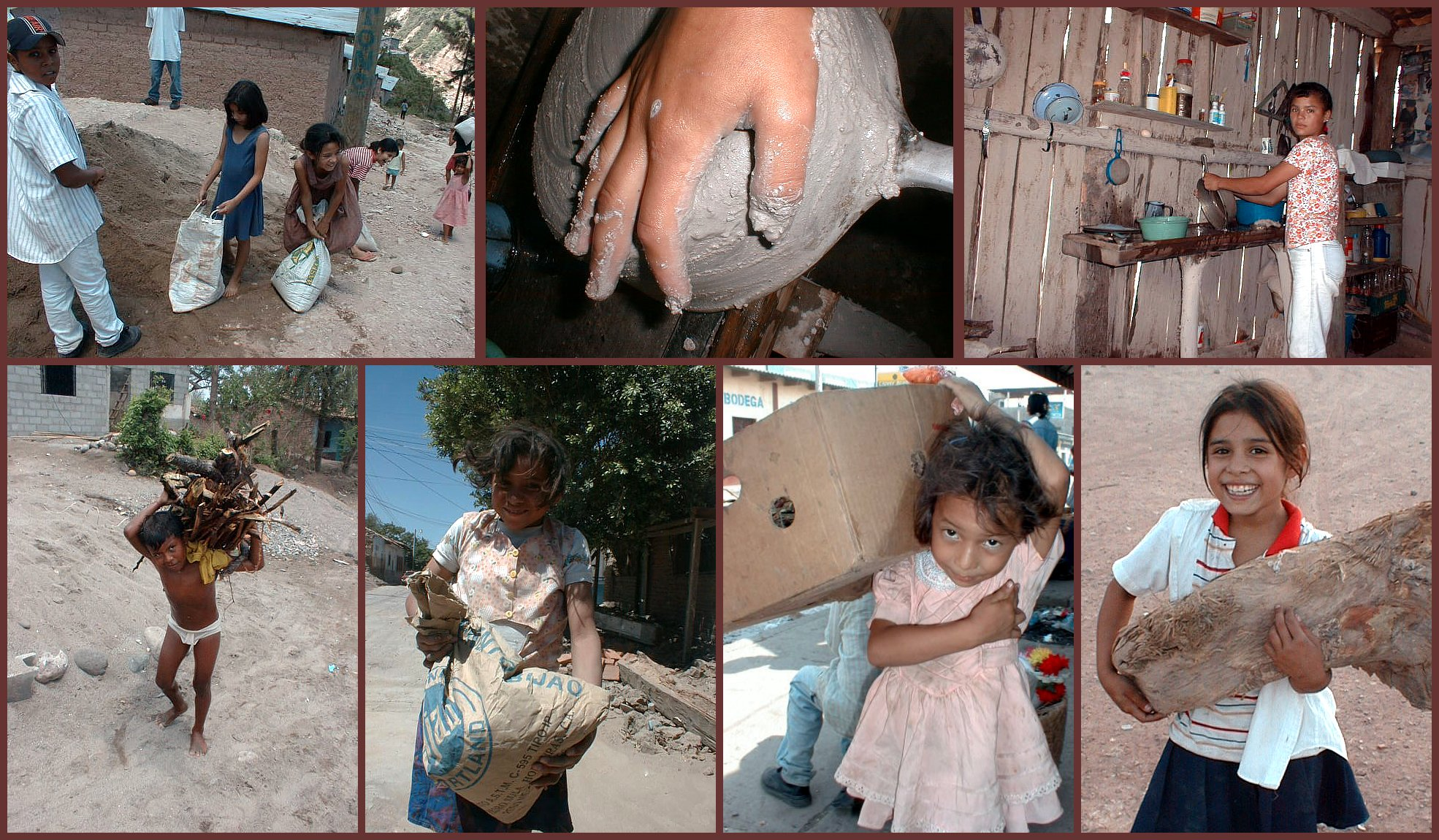
Enfants au travail au Honduras, 1999

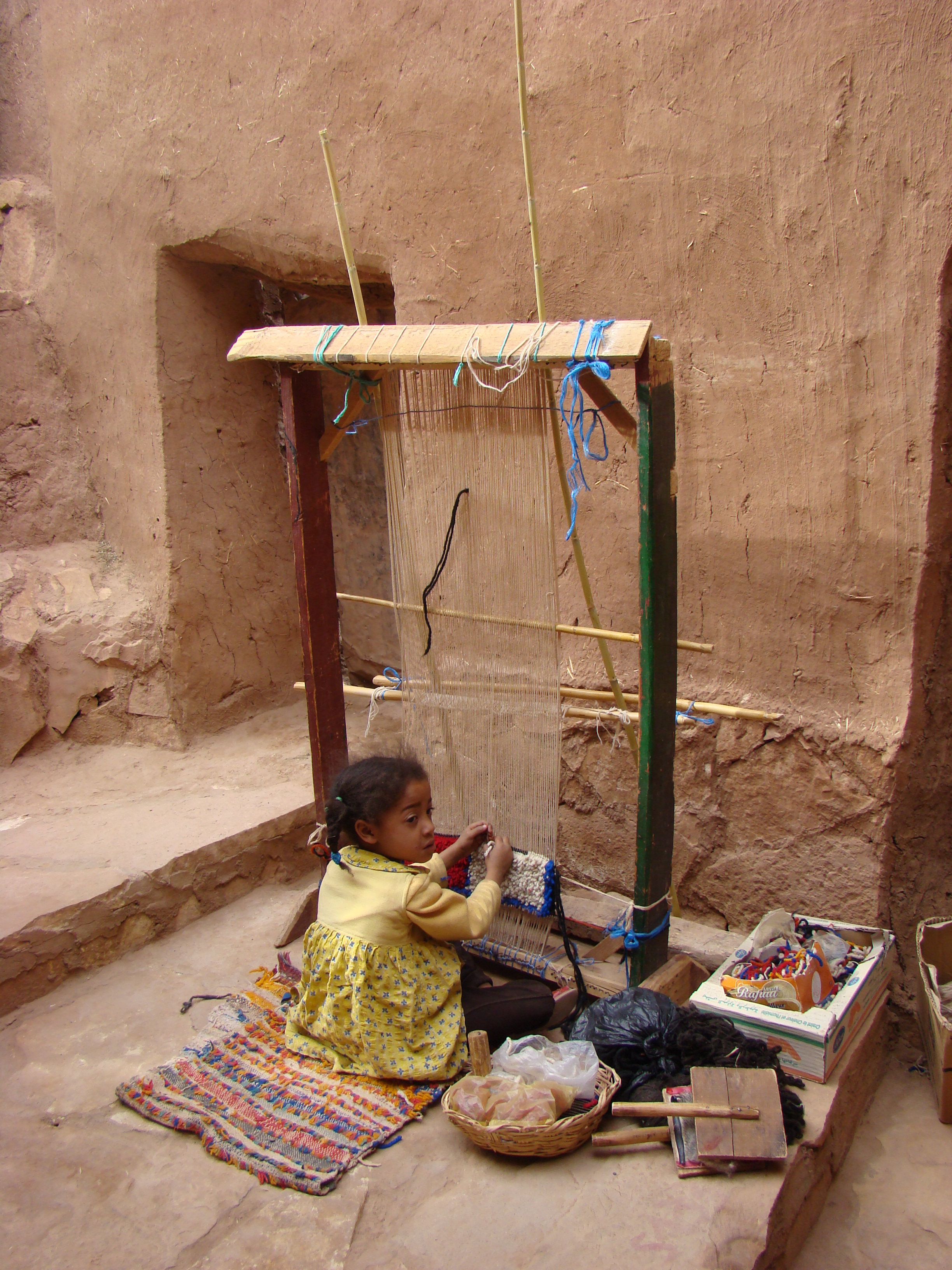
Jeune enfant travaillant seule. Photographiée à Aït-Ben-Haddou, au Maroc, le 17 mai 2008.

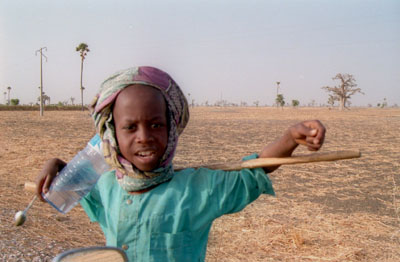
Jeune berger au Sénégal.

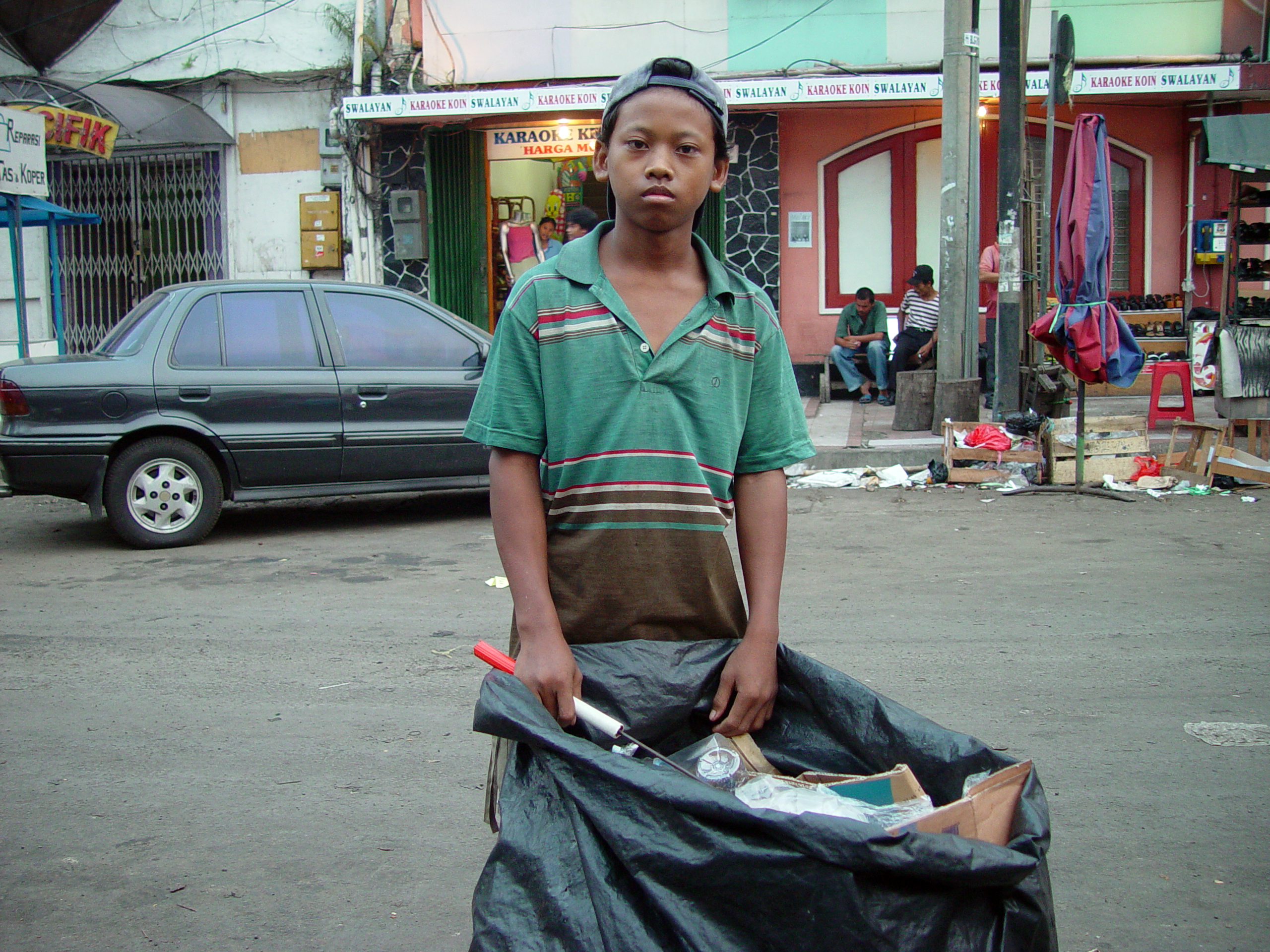
Enfant ramassant des ordures à Jakarta, en Indonésie.

Le travail des enfants est la participation de personnes mineures à des activités à finalité économique et s’apparentant plus ou moins fortement à l’exercice d’une profession par un adulte. Au niveau international, l’Organisation internationale du travail (OIT) le définit en comparant l’âge à la pénibilité de la tâche, du moins pour les enfants de plus de douze ans.

En pratique, on distingue le travail « acceptable » (léger, s’intégrant dans l’éducation de l’enfant et dans la vie familiale, permettant la scolarisation) et le travail « inacceptable » (trop longtemps, trop jeune, trop dangereux, etc.) ; c’est ce dernier que recouvre généralement la notion de « travail des enfants ». On estime en 2000 que plus de 210 millions d’enfants de 5 à 14 ans et plus de 140 millions d'adolescents de 15 à 17 ans exerceraient une activité économique dans le monde ; plus de 8 millions se trouvent dans une des « pires formes de travail des enfants » : enfants soldats, prostitution enfantine, pornographie, travail forcé, trafics et activités illicites.

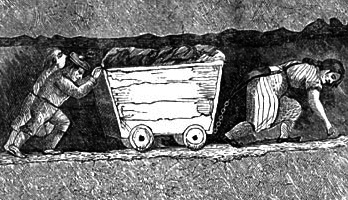
La mine et le travail des enfants ; ici en 1853 : « les esclaves blancs d'Angleterre ».

En 2013, le Bureau international du Travail avance le chiffre de 168 millions d'enfants qui travaillent dans le monde dont environ 85 millions feraient un travail dangereux. Des chiffres donc à la baisse qui témoignent d'un changement des législations plus en faveur des enfants, mais le mouvement doit indéniablement se poursuivre avec un engagement plus fort de la part des entreprises et des États,. En 2020, à la faveur de la pandémie de Covid, le nombre d'enfants forcés de travailler repart à la hausse. En 2024, 222 millions d'enfants ont une activité économique rémunérée ; dont 160 millions, âgés de 5 à 17 ans (soit un enfant sur dix environ) travaillent illégalement, dans des conditions ne respectant pas les normes internationales ; et en condition dangereuse pour plus de la moitié d’entre eux (79 millions).
Le travail des enfants est le sujet de nombreuses idées reçues dans le monde occidental, car il est surtout connu par les scandales médiatisés : un enfant au travail est souvent vu comme un « enfant-esclave », dans un pays du tiers monde, employé dans un atelier textile asiatique pour une grande marque de vêtements ou enfant des rues en Amérique du Sud. En réalité, il y a des enfants au travail dans quasiment tous les pays du monde, y compris des pays développés comme l’Italie ou les États-Unis ; les usines et les ateliers textiles masquent le fait que plus des trois quarts de ce travail se trouve dans l’agriculture ou les activités domestiques, dans la sphère familiale ; et si les enfants-esclaves existent, ils ne forment qu’une minorité. Il existait aussi bien avant l’industrialisation ou la mondialisation, même si ces deux phénomènes ont rendu le travail des enfants plus visible.
Si l’élimination des « pires formes de travail » n’est pas discutée, l’abolition est en revanche un sujet de débat pour les autres enfants ; la lutte contre la pauvreté et les mauvaises conditions de travail reste un objectif commun aux « abolitionnistes » comme aux organisations plus pragmatiques. Depuis 1992, le programme IPEC tente de fédérer les actions entreprises.

## Définitions

### Âge minimum et travail

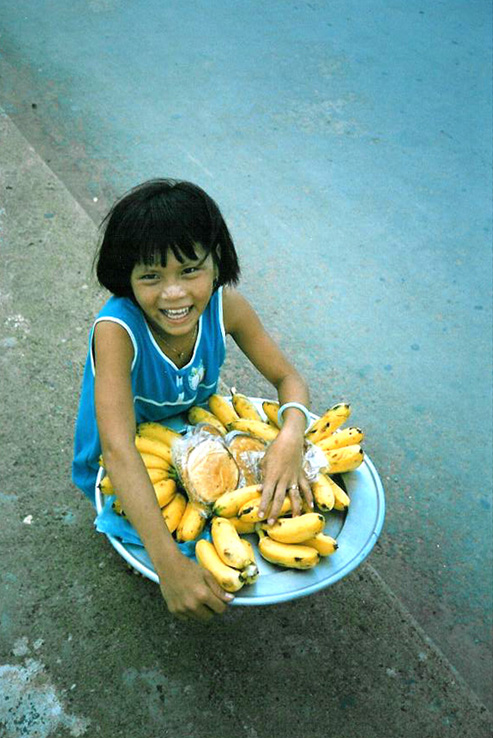
Vendeuse de bacoves à Hô Chi Minh-Ville au Viêt Nam.

L’Organisation internationale du travail retient les définitions suivantes dans ses publications qui servent souvent de référence lors de l’analyse du travail des enfants :
- Un enfant est une personne de moins de 18 ans[10] ; puisqu’il est souvent considéré que les enfants de moins de 5 ans sont trop jeunes pour travailler[11] (même s’il existe des cas d’abus), les statistiques ne prennent souvent en compte que les enfants entre 5 et 17 ans.
- Le travail est défini comme une « activité économique »[12], qu’elle soit payée ou non. Ce dernier cas permet d’inclure l’économie informelle ou le travail domestique dans un autre foyer que le sien. Les enfants sont ainsi répartis dans cinq catégories : travaillant, travaillant et allant à l’école, allant à l’école et ne travaillant pas, travail domestique, et aucune activité (malade, éducation informelle, etc.).

Ces définitions sont essentiellement statistiques et ne servent pas à établir la limite entre un travail « acceptable » (au vu des conventions internationales) ou non. La convention no 138 de l’OIT sur l’âge minimum d’emploi de 1973 est le document de référence à ce sujet actuellement. Elle distingue un âge minimum général, un âge minimum pour les travaux légers et un autre pour les travaux dangereux. Elle distingue aussi les « pays où les services économiques et d’éducation sont insuffisamment développés » et les autres ; pour les autres pays, l’âge minimum général est de 15 ans ou l’âge de fin de scolarisation obligatoire s’il est plus élevé (14 ans dans ces pays en développement) ; pour les travaux légers, 13 ans (resp. 12 ans) ; pour les travaux dangereux, 18 ans, voire 16 ans selon certaines conditions (idem).

### Type de travail, acceptabilité

Diagramme des différents types de travaux des enfants, d’après l’OIT. Les chiffres correspondent au nombre d’enfants dans ces conditions (en millions), d’après l’évaluation globale de 2002. La ligne pointillée sépare les formes acceptables et non-acceptables au sens de l’OIT.

La convention no 138 de l’OIT impose de définir également les travaux « légers » et « non dangereux ». D’après cette même convention, un « travail léger » doit être sans danger pour la santé et le développement de l’enfant et ne doit pas l’empêcher d’aller à l’école ou de « bénéficier de sa formation ». C’est ce que l’Unicef appelle childwork (ou « travail conforme aux normes de l’OIT ») : ces travaux sont souvent bénéfiques pour leur éducation. Dans les statistiques, cela est souvent simplifié pour devenir « un travail non dangereux prenant moins de 14 heures par semaine ». Les deux autres catégories de travaux sont les travaux dits dangereux et les « pires formes de travail des enfants » (en anglais : Unconditional worst forms of child labour).
Un « travail dangereux » est de façon générale ce qui peut « compromettre la santé ou la sécurité physique ou morale d’un enfant » ; plus précisément, cela inclut les métiers de la construction, dans les mines, avec certaines machines, au contact de pesticides, de plus de 43 heures par semaine, etc. : la convention OIT no 190 définit ces formes plus précisément, de même que les lois nationales.
L’Unicef retient la notion de child labour (ou « travail non conforme aux normes de l’OIT ») en y incluant les travaux dangereux (tous âges), les moins de 12 ans qui travaillent dans une des branches de l’économie et les travaux non dangereux effectués plus de 14 heures par semaine (12-14 ans).
Les « pires formes de travail des enfants » sont définies par la convention OIT no 182, article 2, et incluent le trafic d'enfants, le travail forcé ou en remboursement d’une dette, la participation des enfants à des conflits armés (en tant qu’enfants soldats mais aussi comme messagers, porteurs, etc.), l’exploitation sexuelle par la prostitution et la pornographie ainsi que les activités illicites comme le trafic de drogue (voir les détails dans la partie dédiée).

## Histoire
Il semble que les enfants aient travaillé depuis l’Antiquité, principalement aux champs avec leurs parents et en participant aux tâches domestiques. En Europe et en Amérique du Nord, la révolution industrielle entraîne une prise de conscience de leurs conditions de travail et mène progressivement à une restriction du travail des enfants. Dans les pays actuellement « en développement », ce n’est qu’à partir de la mondialisation du XXe siècle qu’une véritable prise de conscience s’opère.

### Avant l’industrialisation

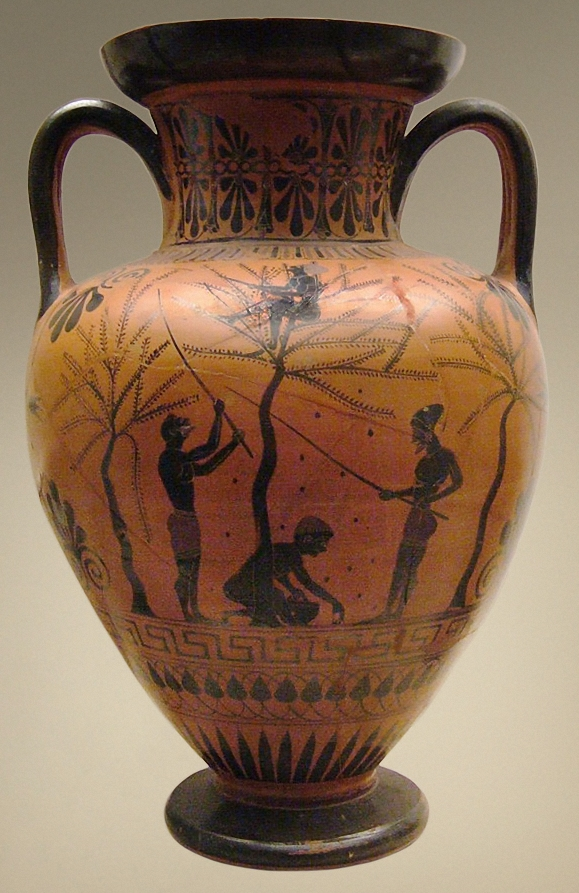
Scène de gaulage d’olives par des adolescents en Grèce antique.
Amphore à col attique à figures noires du Peintre d’Antiménès, vers 520 av. J.-C., British Museum, Londres.

Le travail des enfants existe depuis l’Antiquité : l’enfance était alors une période courte en raison de la faible espérance de vie. Les enfants participent aux tâches domestiques et agricoles. Le cercle familial est le principal « lieu de travail », les enfants participant ainsi à l’économie du ménage. Si les garçons apprennent progressivement le métier du père, les filles sont éduquées à la tenue de la maison puis, à partir du Moyen Âge, sont employées dans l’artisanat à domicile, par exemple avec le tissage.

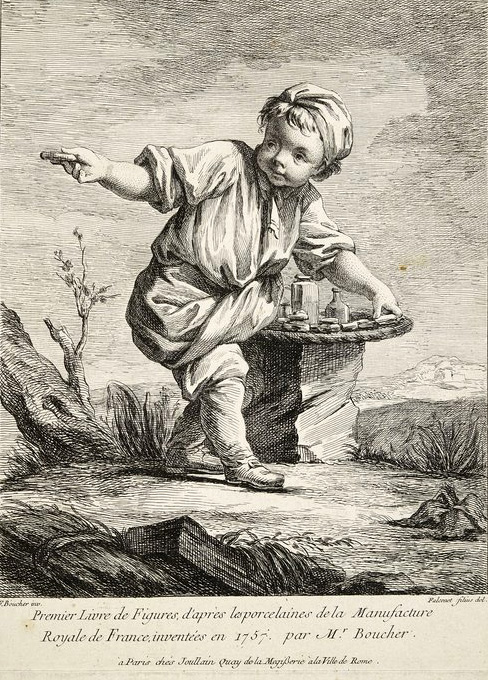
Petit marchand de biscuits, F. Joullain d'après F. Boucher,

L’instruction au Moyen Âge n’est guère répandue et reste réservée aux familles aisées. Toujours à partir du Moyen Âge, les enfants commencent à travailler hors du foyer pour répondre à la fois à la demande d’employeurs à la recherche de main-d’œuvre peu coûteuse et au besoin des familles pauvres de subvenir à leurs besoins : les garçons sont affectés aux travaux des champs et les filles travaillent comme servantes.
Des contrats de travail apparaissent sous la forme de « contrats de louage » ou de placement comme apprenti dans les corporations des villes et ce dès 12 ou 13 ans. On trouve ainsi des enfants et adolescents sur les grands chantiers de construction, bénéficiant toutefois d’un salaire inférieur à celui d’un adulte quand ils en reçoivent un.
Les enfants abandonnés et les orphelins (environ 2 000 abandonnés par an à Paris au début du XVIIIe siècle, 35 000 par an en France vers 1830) sont mis au travail par les institutions qui les recueillent, comme pour des travaux de couture (travaux vendus par la suite), mais aussi placés en apprentissage. Certaines mineures sont prostituées (de force) et des enfants vivent de la mendicité comme c’est parfois le cas actuellement.

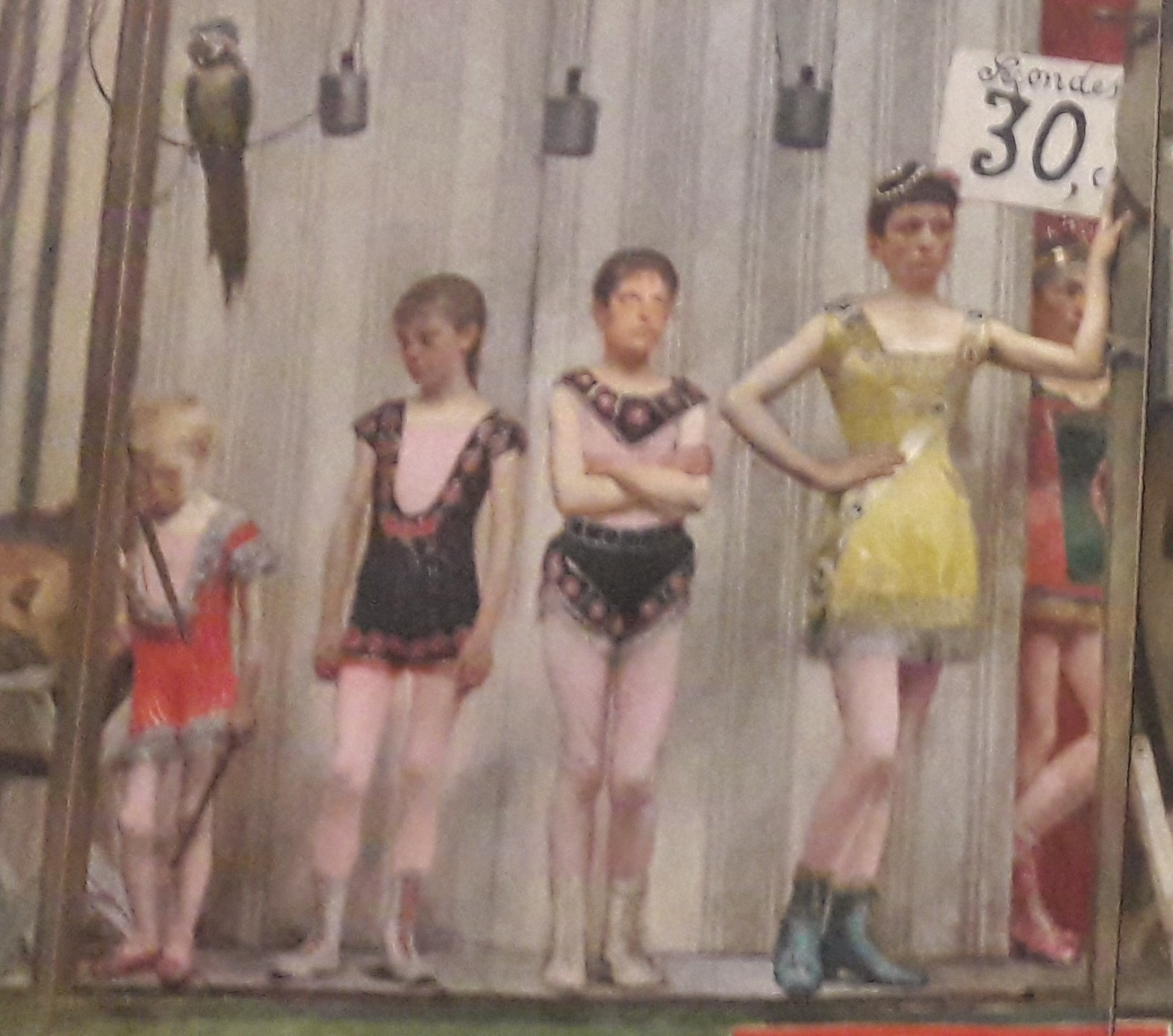
Détail des enfants exploités au cirque in Les Saltimbanques - Grimaces et misères par F. Pelez, 1888

À la fin du XVIIIe siècle, l’école reste toujours aussi peu répandue et les enfants sont couramment placés comme valets de ferme à la campagne (dès 9 ou 10 ans) ou comme domestiques en ville. On en rapporte ainsi plus de 120 000 à Londres dans les années 1850. Le travail informel se développe avec les grandes villes et l’on trouve ainsi de jeunes cireurs de chaussures, vendeurs de journaux, porteurs, éboueurs ; on trouve même des enfants dans les théâtres et les cirques à Paris. En l’absence de protection sociale, leur salaire sert de supplément à celui des parents et permet entre autres de subvenir à leurs propres besoins.

### La révolution industrielle

#### Les enfants ouvriers

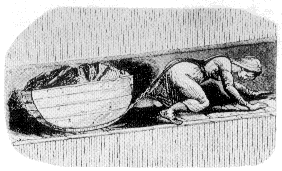
Enfants employés dans une mine de charbon à l'époque victorienne

La révolution industrielle survient tout d’abord au Royaume-Uni et en France à la fin du XVIIIe siècle et au début du XIXe siècle. Alors que les nombreuses manufactures, les mines ou les chantiers embauchent des ouvriers en masse, ceux-ci, le plus souvent avec de nombreux enfants et un faible revenu, encouragent leurs enfants à entrer avec eux à l’usine où ils effectuent les tâches subalternes dans les mêmes mauvaises conditions que les adultes. On trouve ainsi des enfants dans les cotton mills du Nord de l’Angleterre, dans les docks et les ateliers textiles des États-Unis ou dans les filatures françaises.

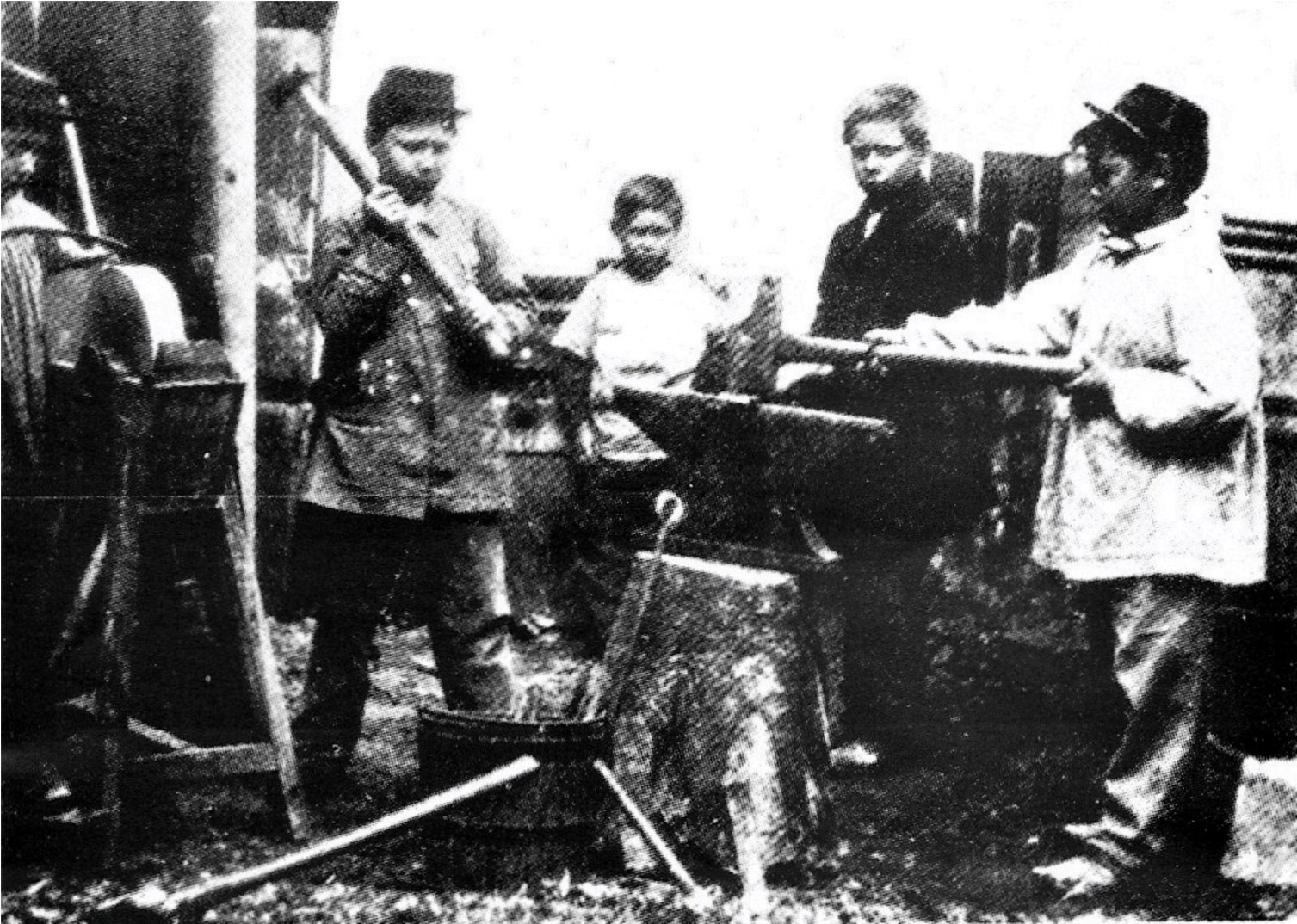
Enfants en usine à la forge sous le Second Empire français, v. 1865

Le travail des enfants, avec celui des femmes, a trois avantages pour les industriels. Il permet de faire pression à la baisse sur les salaires des ouvriers adultes masculins ; il permet de livrer la famille entière au travail ouvrier, ce qui accélère la rupture avec le monde rural traditionnel ; enfin il fournit une main-d’œuvre plus abondante, permettant d’utiliser les machines à plein rendement.

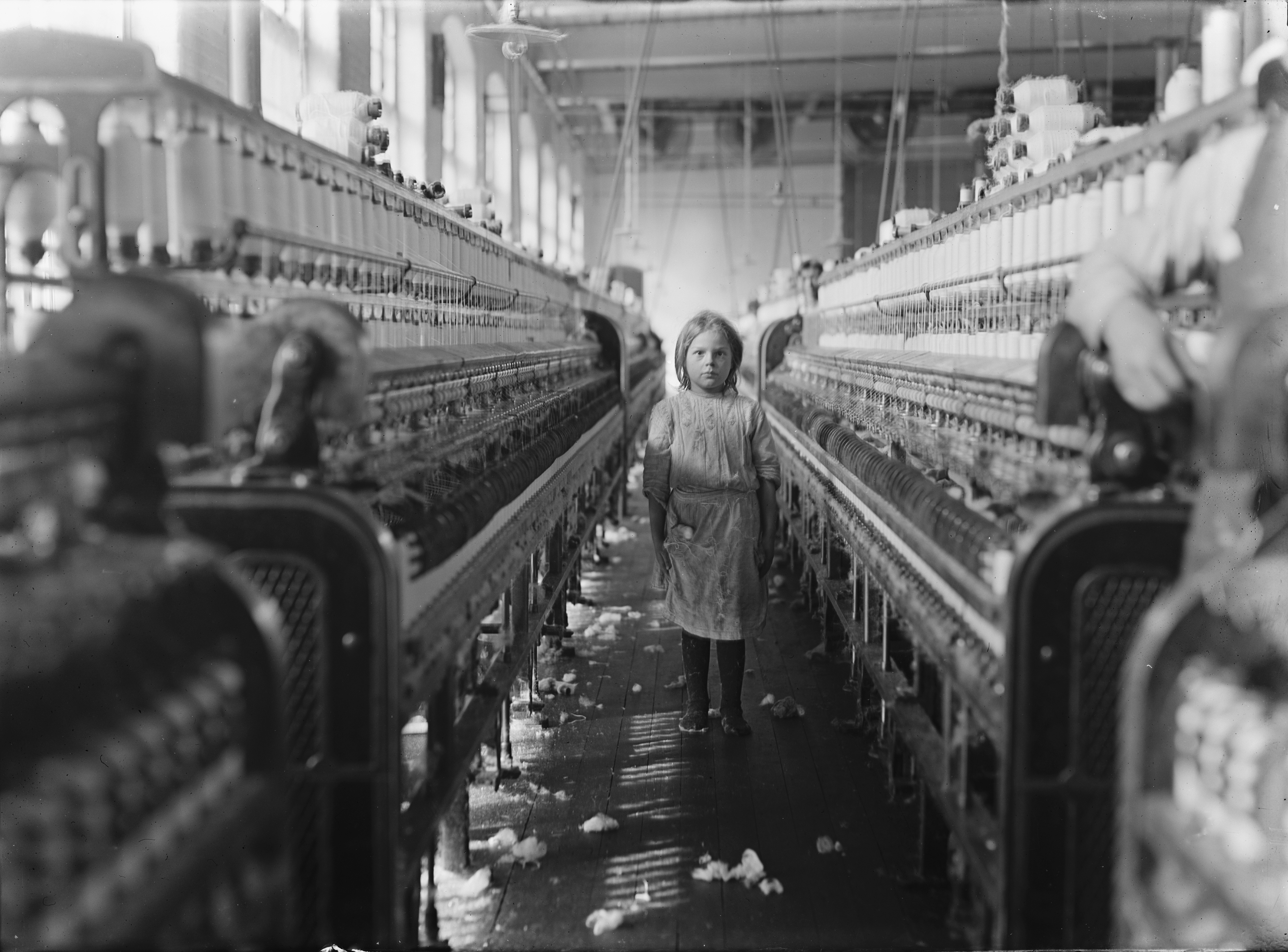
Dans une usine américaine à Newberry, Caroline du Sud, en 1908.

La souplesse et la petite taille des enfants leur attribueraient des aptitudes que les adultes n’ont pas. Ils sont employés à des travaux très précis, ils peuvent tirer en rampant les berlines dans les boyaux des mines (Hercheur), nettoyer les parties les moins accessibles des machines ou encore rattacher les fils brisés derrière les métiers à tisser. Le travail est très précoce : les enfants de quatre ans sont assez recherchés afin d’être « formés » sur les machines dès qu’ils en ont l’aptitude physique.

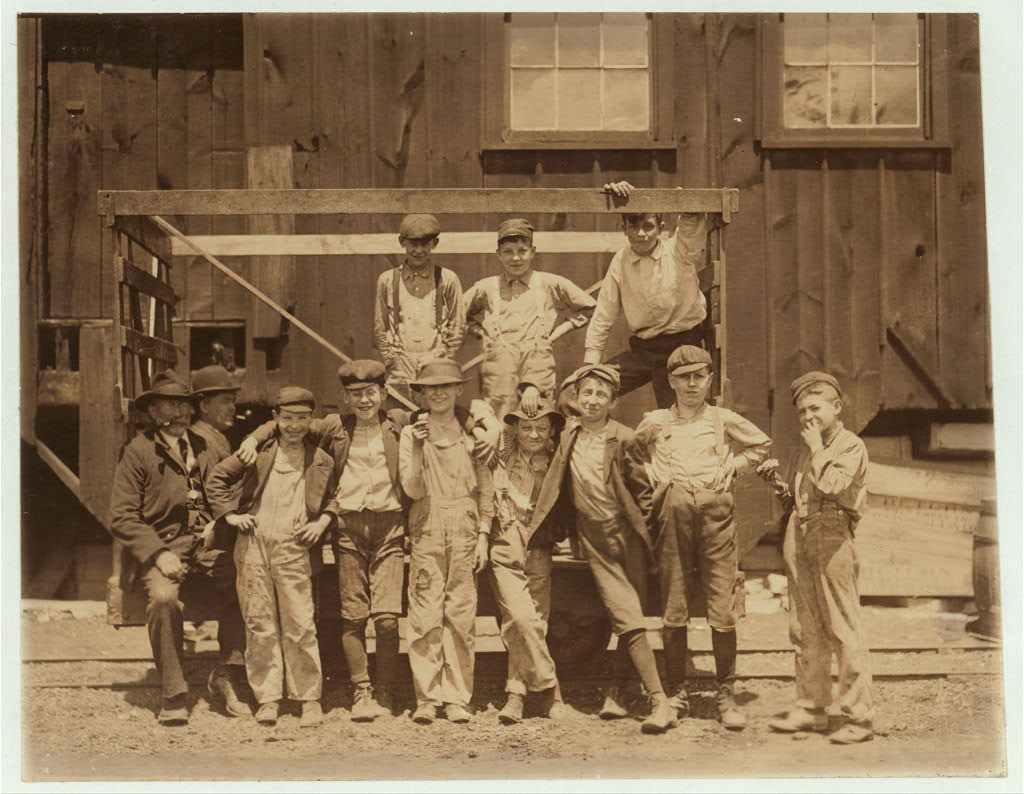
Garçons travaillant dans une manufacture de verre, Illinois, 1910

En Angleterre, les paroisses civiles, qui ont la charge du secours aux enfants déshérités, les vendent aux industriels, par l’intermédiaire de petites annonces dans la presse, lorsqu’elles ne souhaitent plus les secourir ou font face à des surplus d’enfants. Cette traite se fait souvent sans même l’avis des parents. Les enfants et jeunes de moins de dix-neuf ans représentent plus de la moitié des effectifs dans les manufactures de coton de Grande-Bretagne, dont la majorité sont des orphelins. 
Le travail est non seulement très dur, mais les enquêtes de l’époque témoignent en outre de sévices infligés par des employeurs : les membres trop courts des enfants sont adaptés à la machine par des appareillages, ils sont fouettés lorsque la cadence de production se met à baisser. Ces conditions ont des conséquences sanitaires.

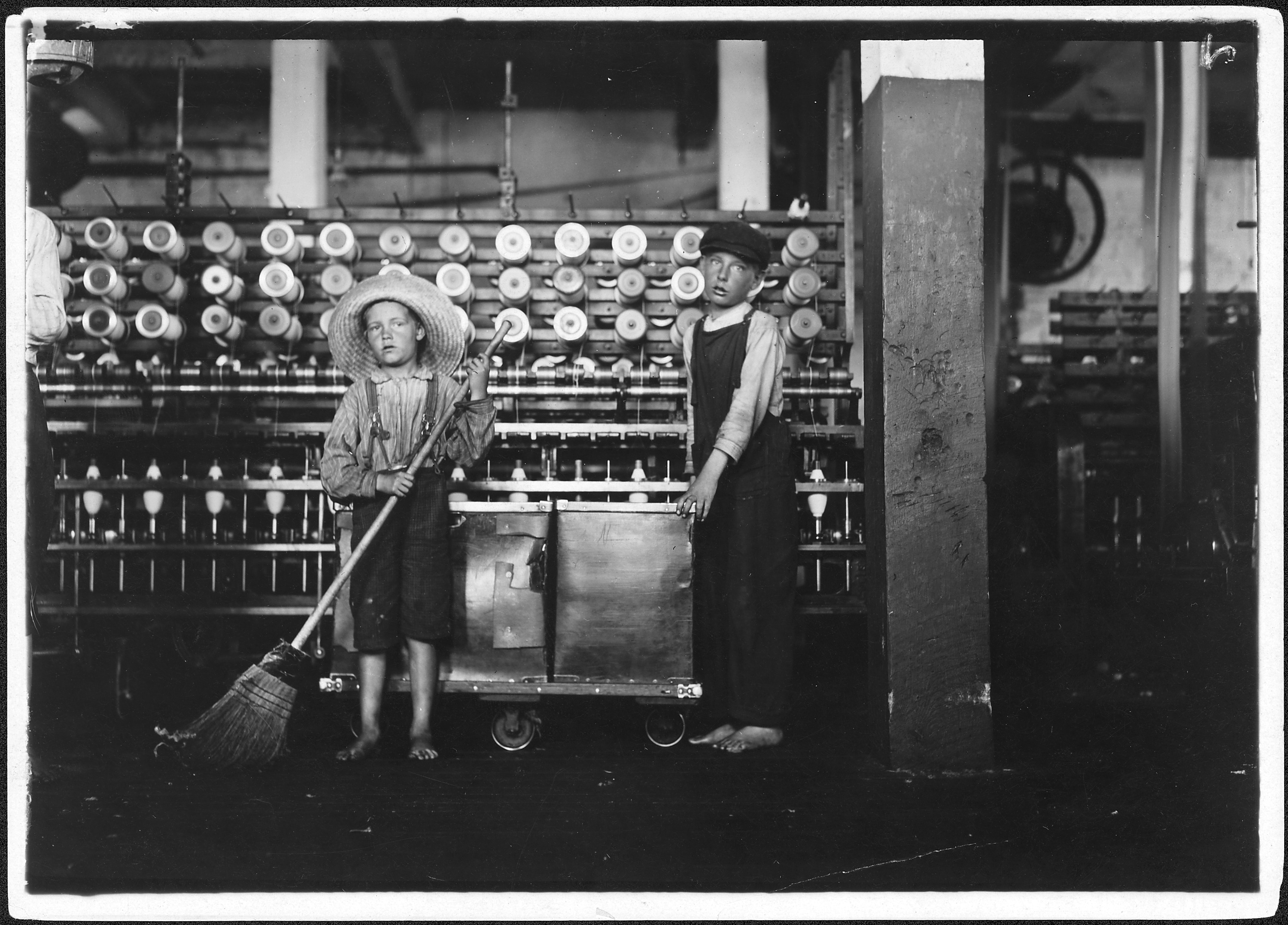
« Ronald Webb, 12 ans, garçon peigneur, et Frank Robinson, 7 ans, qui aide à balayer et débarrasser. Le père est le patron de la salle de cartes. Roanoke, Virginie » (1911)

Comme les femmes, les enfants travaillant dans le textile sont souvent frappés par la tuberculose, du fait de la poussière et de l’humidité. Ils subissent aussi l’asthme, les allergies diverses. Les enfants souffrent plus particulièrement de scolioses et de rachitisme. D’après une enquête de la British Association de 1878, les garçons de onze et douze ans des milieux ouvriers ont une taille en moyenne inférieure de 12 cm à ceux des milieux bourgeois et aristocratiques allant à l’école.
Au cours du XIXe siècle, l’importance du travail des enfants varie selon les secteurs et les périodes. Ainsi, si en Angleterre la part des enfants dans la main-d’œuvre de l’industrie cotonnière est de seulement 5 % en 1850, contre 13,3 % en 1834, elle remonte beaucoup à l’occasion des crises économiques (14 % en 1874). L'historien Howard Zinn précise qu'aux États-Unis en 1880, un enfant de moins de seize ans sur six travaille (16,7 %).

#### La prise de conscience
Où vont tous ces enfants dont pas un seul ne rit ?

Ces doux êtres pensifs, que la fièvre maigrit ?

Ces filles de huit ans qu’on voit cheminer seules ?

Ils s’en vont travailler quinze heures sous des meules ;

Ils vont, de l’aube au soir, faire éternellement

Dans la même prison le même mouvement.

Accroupis sous les dents d’une machine sombre,

Monstre hideux qui mâche on ne sait quoi dans l’ombre,

Innocents dans un bagne, anges dans un enfer,

Ils travaillent. Tout est d’airain, tout est de fer.

Jamais on ne s’arrête et jamais on ne joue.

Aussi quelle pâleur ! la cendre est sur leur joue.

Il fait à peine jour, ils sont déjà bien las.

Ils ne comprennent rien à leur destin, hélas !

Ils semblent dire à Dieu : « Petits comme nous sommes,

« Notre père, voyez ce que nous font les hommes ! »

Ô servitude infâme imposée à l’enfant !

Rachitisme ! travail dont le souffle étouffant

Défait ce qu’a fait Dieu ; qui tue, œuvre insensée,

La beauté sur les fronts, dans les cœurs la pensée,

Et qui ferait — c’est là son fruit le plus certain —

D’Apollon un bossu, de Voltaire un crétin !

Travail mauvais qui prend l’âge tendre en sa serre,

Qui produit la richesse en créant la misère,

Qui se sert d’un enfant ainsi que d’un outil !

Progrès dont on demande : « Où va-t-il ? Que veut-il ? »

Qui brise la jeunesse en fleur ! qui donne, en somme,

Une âme à la machine et la retire à l’homme !

Que ce travail, haï des mères, soit maudit !

Maudit comme le vice où l’on s’abâtardit,

Maudit comme l’opprobre et comme le blasphème !

Ô Dieu ! qu’il soit maudit au nom du travail même,

Au nom du vrai travail, saint, fécond, généreux,

Qui fait le peuple libre et qui rend l’homme heureux !
Si la révolution industrielle n'a peut-être pas accru le nombre d’enfants au travail – car nombre d’entre eux étaient auparavant affectés aux travaux des champs ou aux tâches domestiques – ce sont les nouvelles conditions induites par l'industrialisation et le développement d'une discipline du travail propre au fonctionnement des nouvelles fabriques qui en ont profondément affecté la nature. L’historien E. P. Thompson soutient que l’intensité du travail des enfants s’est considérablement accrue entre 1780 et 1840 et il précise : « Dans les fabriques, la main d'œuvre enfantine et adolescente augmentait tous les ans ; et, dans plusieurs métiers « indignes », la journée de travail s'allongeait et le travail s'intensifiait ». D’après Paul Bairoch, ils commencent à travailler plus jeunes, et les conditions de travail sont aggravées par l’absence des parents dans la mesure où les enfants ne travaillent plus pour leurs parents comme dans les sociétés traditionnelles. La durée du travail s’allonge (parfois à 16 heures par jour dans la première phase de l’industrialisation), pour des tâches monotones et répétitives, et ce pour des salaires dérisoires.

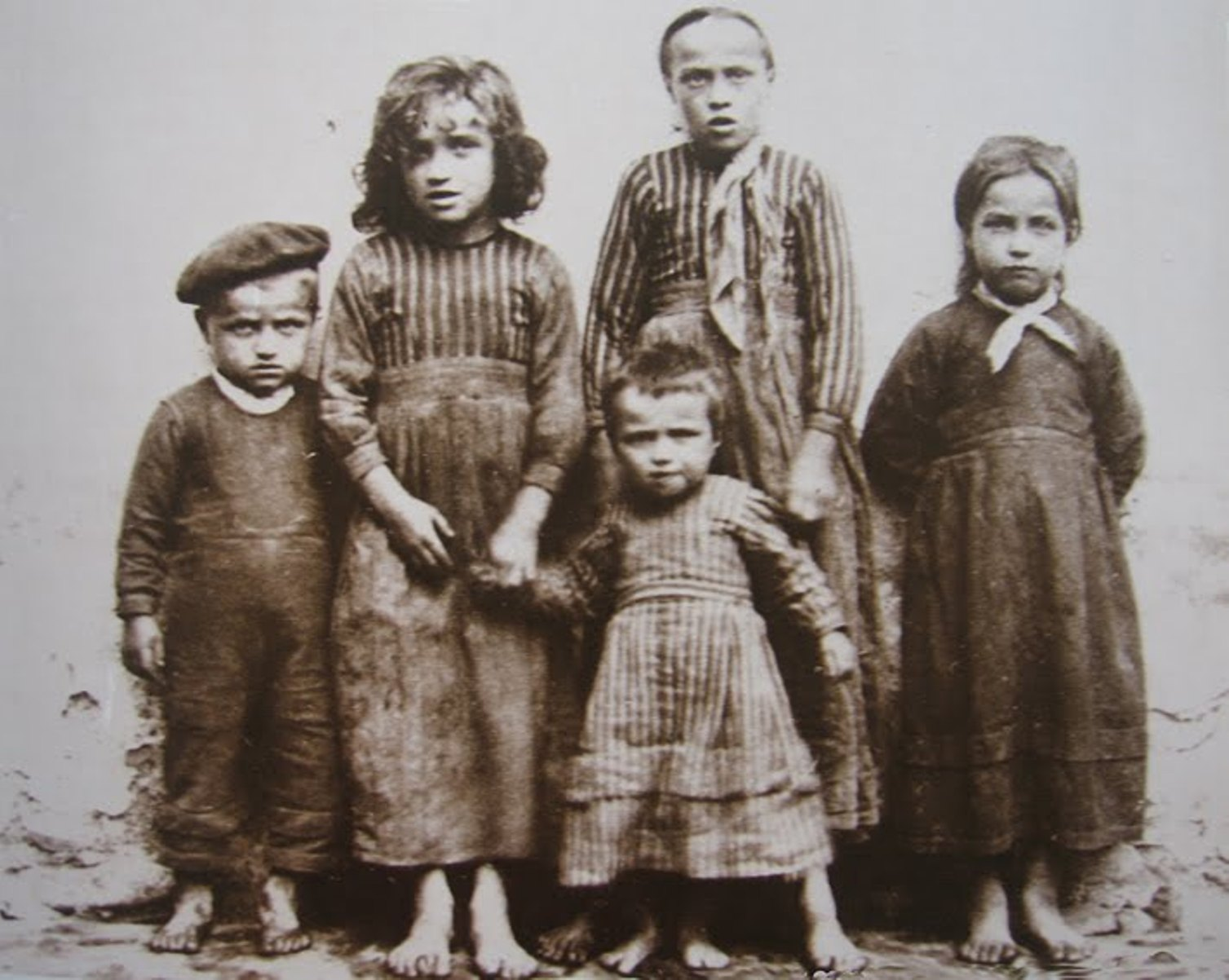
Enfants du peuple sous le Second Empire, v. 1865

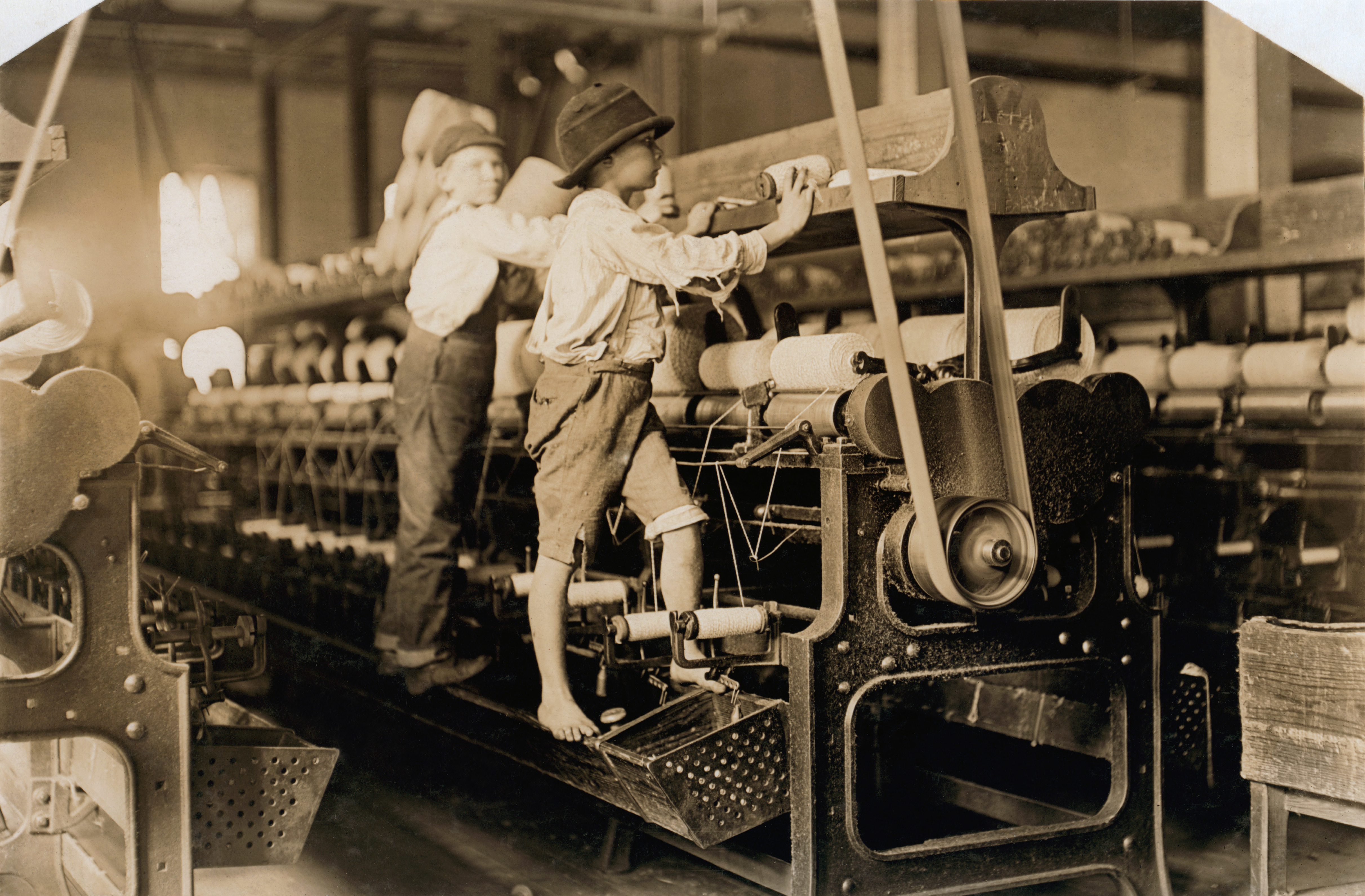
Enfants affectés au travail du coton, Macon en Géorgie, 1909

L’arrivée massive des enfants dans les usines rend bien visibles leurs conditions de travail misérables et surtout les expose au grand jour. Des enquêtes permettent d’obtenir des évaluations du phénomène. La Statistique générale de la France de 1840 recense 130 000 enfants de moins de 13 ans dans les ateliers de plus de dix salariés, 20 % des mineurs de Carmaux sont des enfants en 1850 et vers 1840, les enfants forment 12 % des ouvriers de l’industrie. Les accidents dans les usines, les éboulements et les explosions dans les mines causent de nombreux blessés et morts et attirent l’attention du public.
Les premiers rapports émanent de médecins, d’inspecteurs ou d’élus décrivant les accidents et les conditions de travail des enfants. De même, les œuvres de Charles Dickens puis de Victor Hugo, d'Émile Zola ont un certain retentissement ; le travail des enfants est utilisé pour dénoncer l’exploitation de la classe ouvrière (Karl Marx et Friedrich Engels, dans le Manifeste du parti communiste, prônent ainsi l’interdiction du travail des enfants). Une partie des industriels réplique que la petite taille des enfants leur permet d’effectuer certaines tâches impossibles aux adultes (un point actuellement réfuté mais couramment admis à l’époque) et que l’emploi d’enfants leur évite de devenir des vagabonds, contribue ainsi à la paix sociale et aide les familles pauvres. Entre ces deux positions, la réglementation puis l’abolition du travail des enfants en Europe et en Amérique du Nord prend plus d’un siècle.

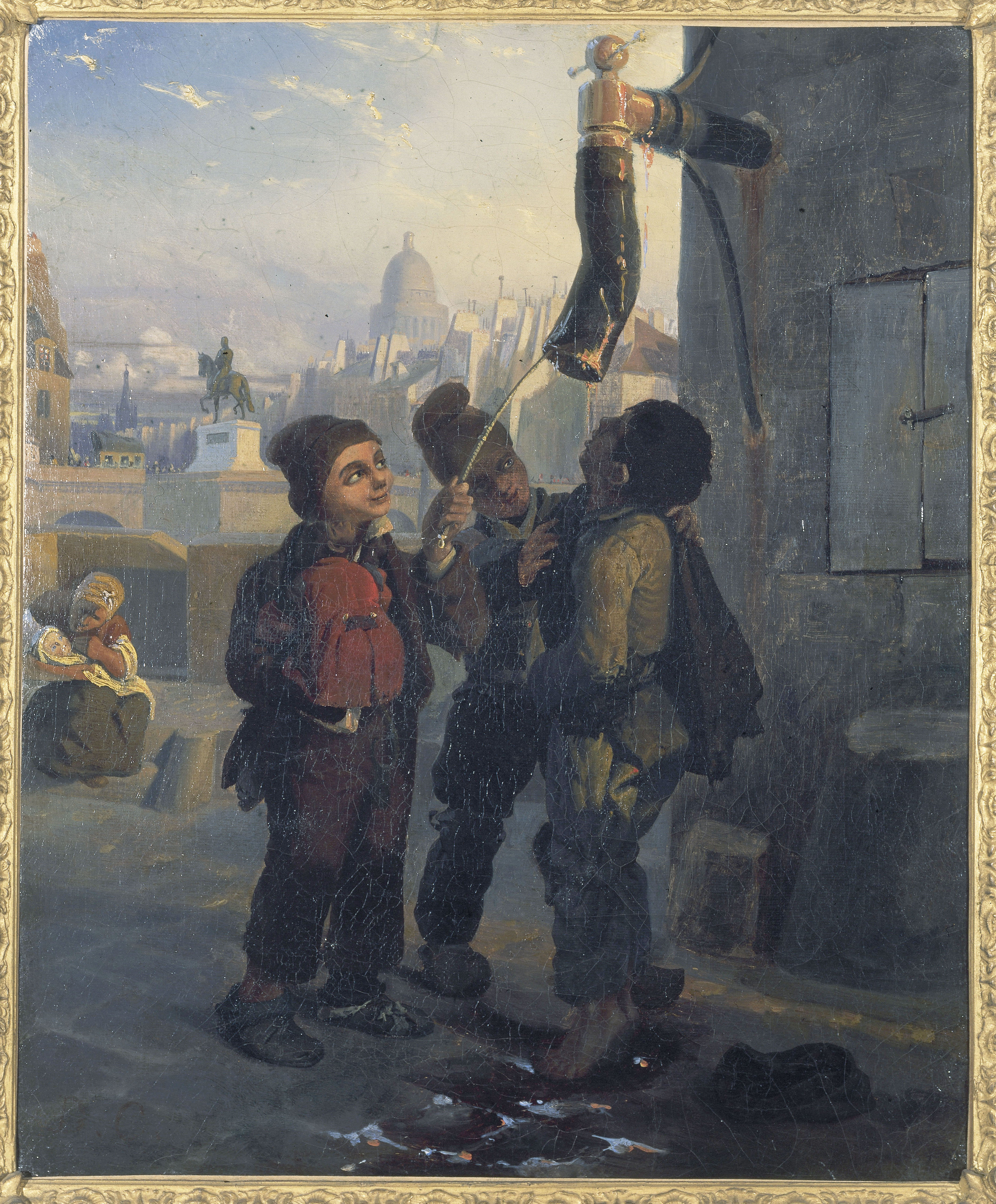
Petits ramoneurs se désaltérant à l'eau d'une pompe, v. 1830
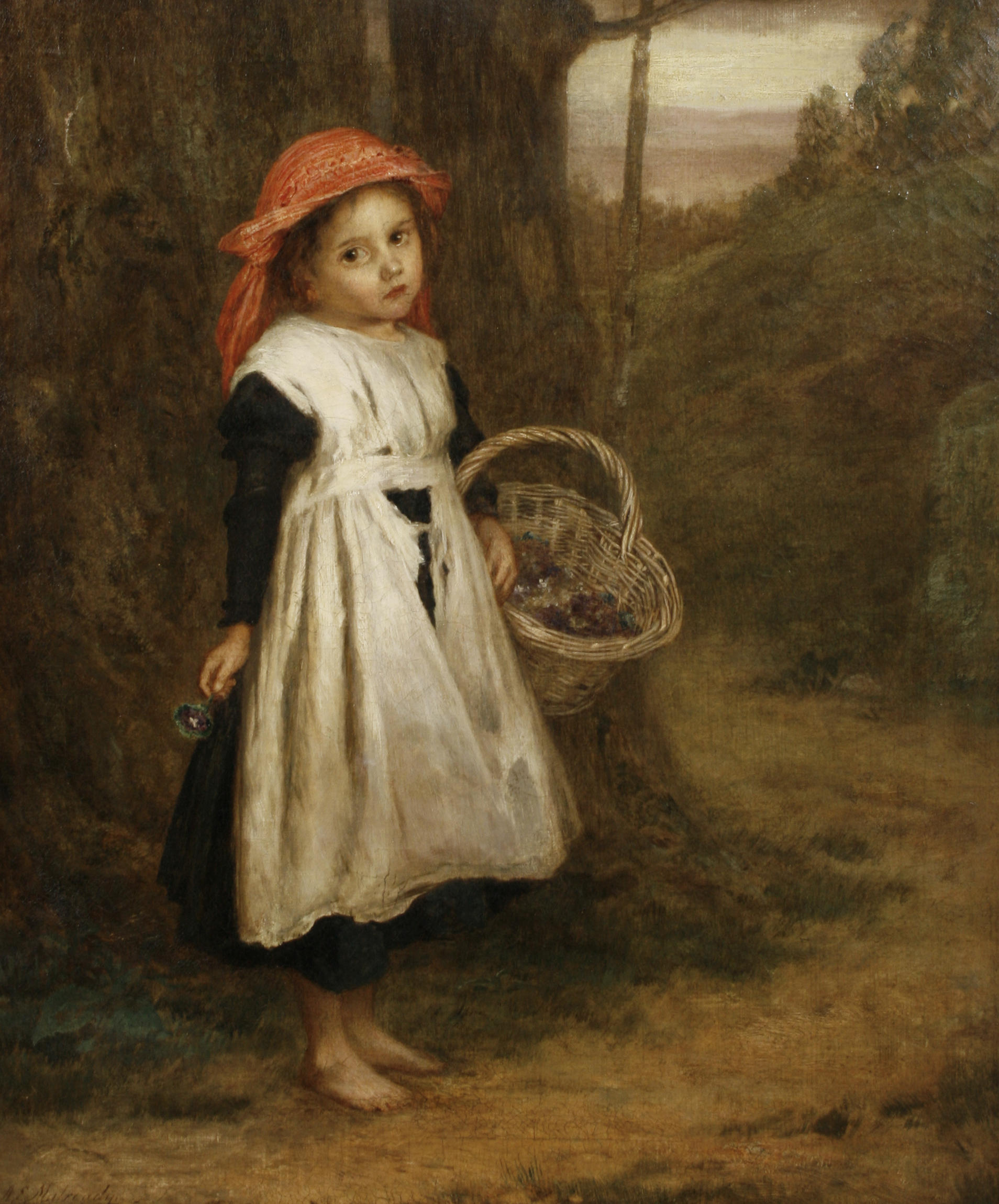
Une petite marchande de violettes, (en) A. E. Mulready (en), 1877
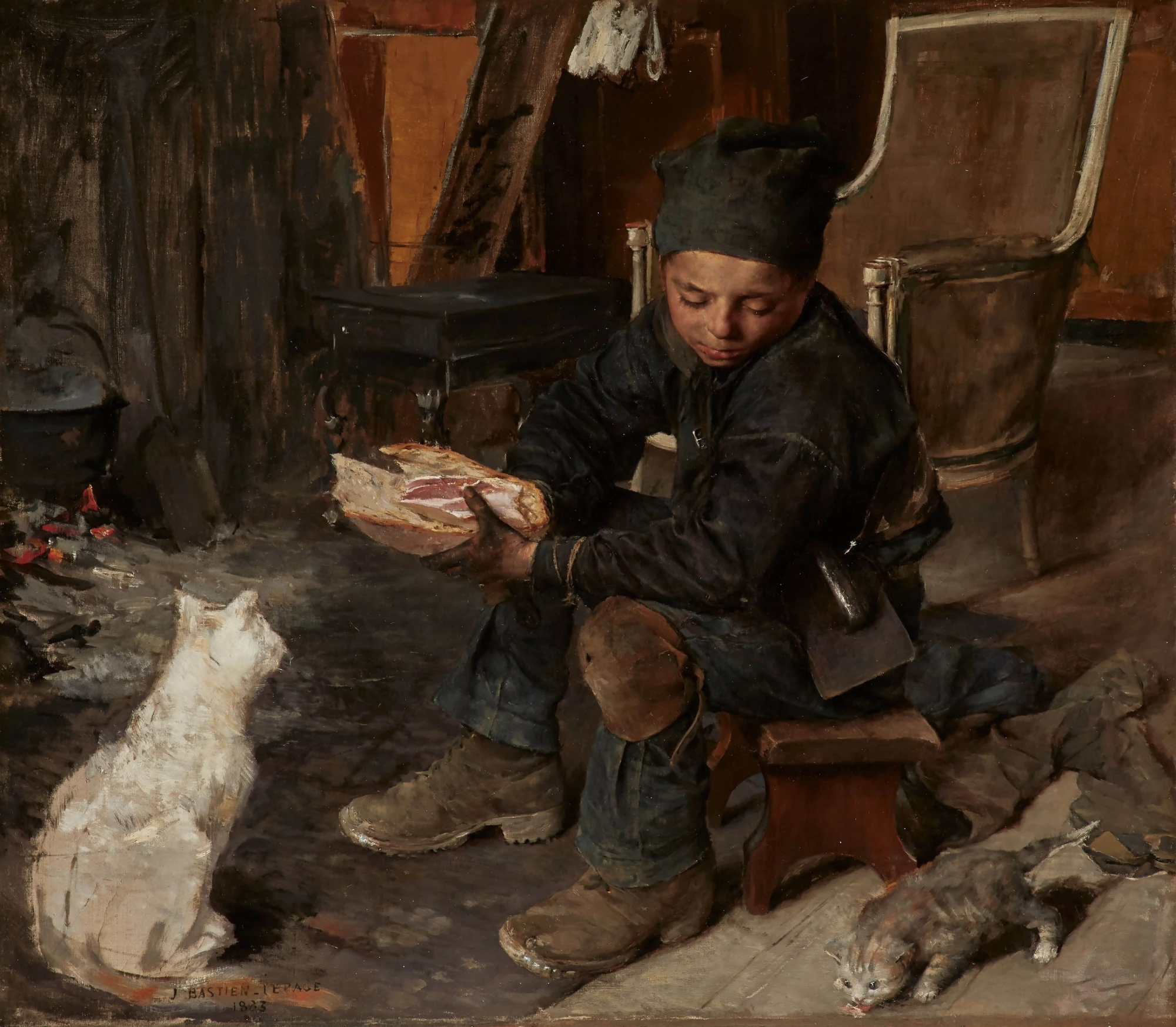
Le Petit Ramoneur, J. Bastien-Lepage, 1883
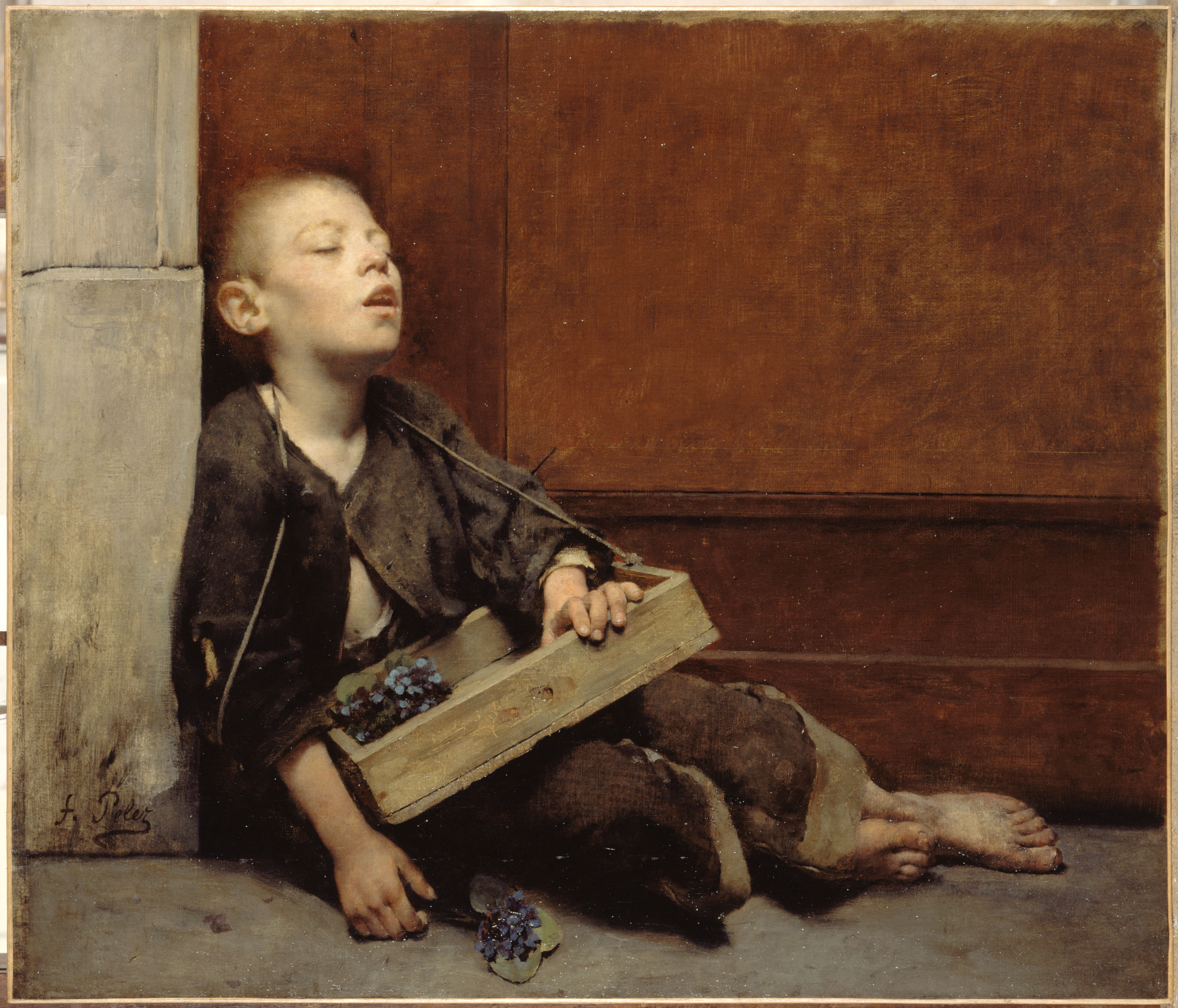
Martyr, ou Le petit marchand de violettes, F. Pelez, 1885
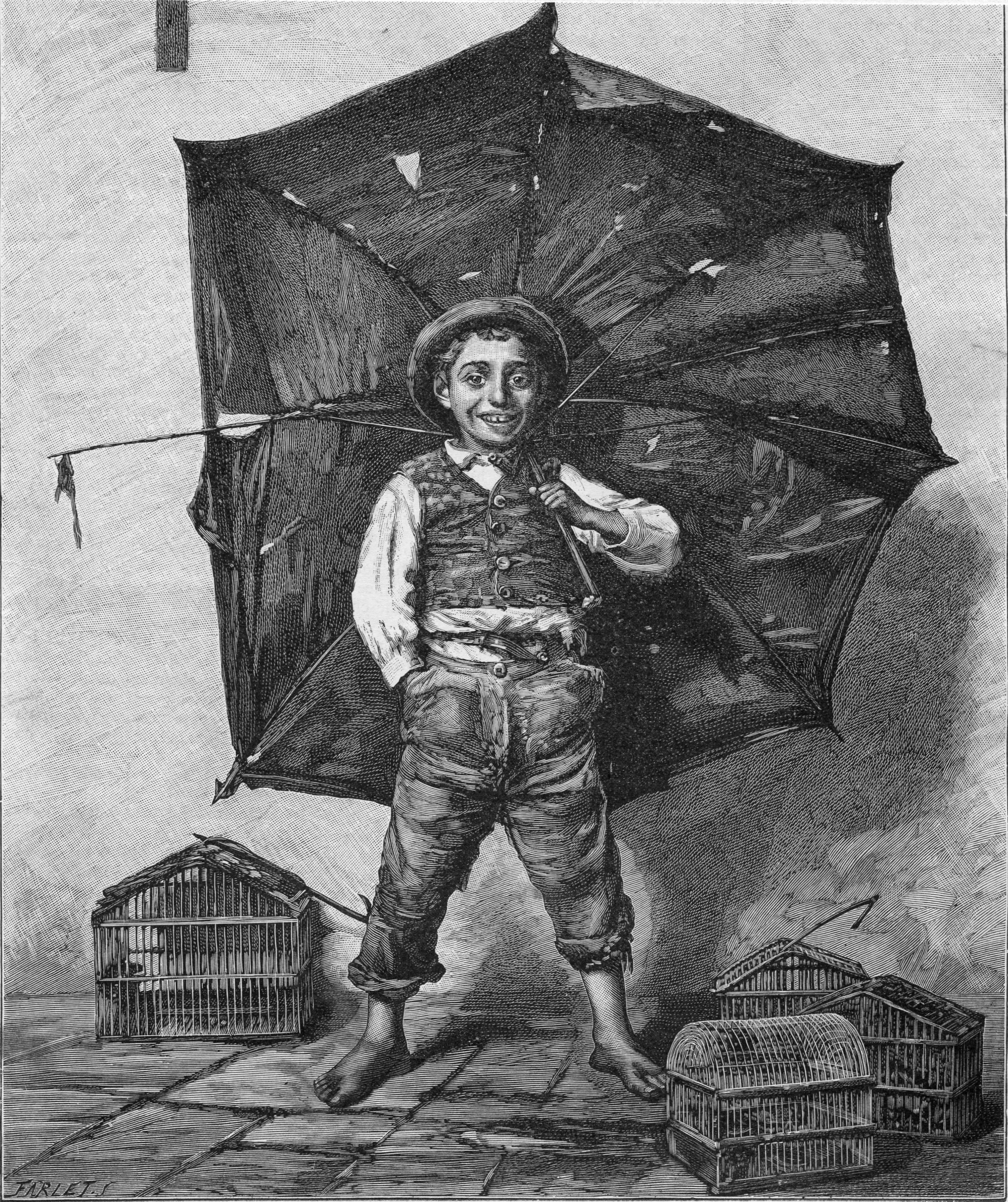
Le petit marchand par Georges Farlet, 1894
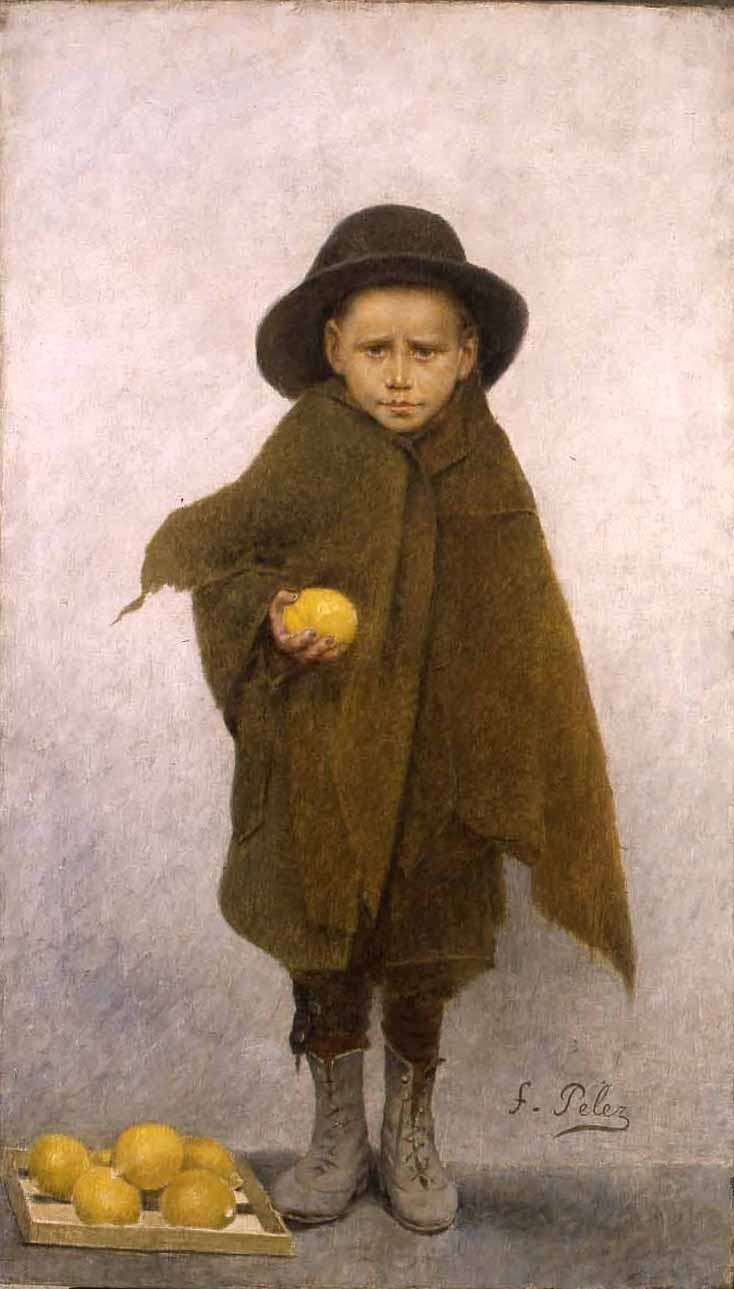
Le Petit marchand de citrons, F. Pelez, 1895
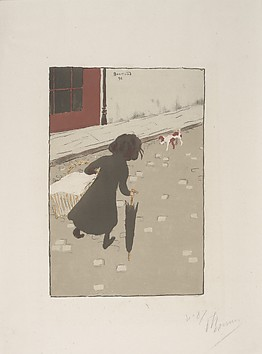
La Petite Blanchisseuse, P. Bonnard, 1896
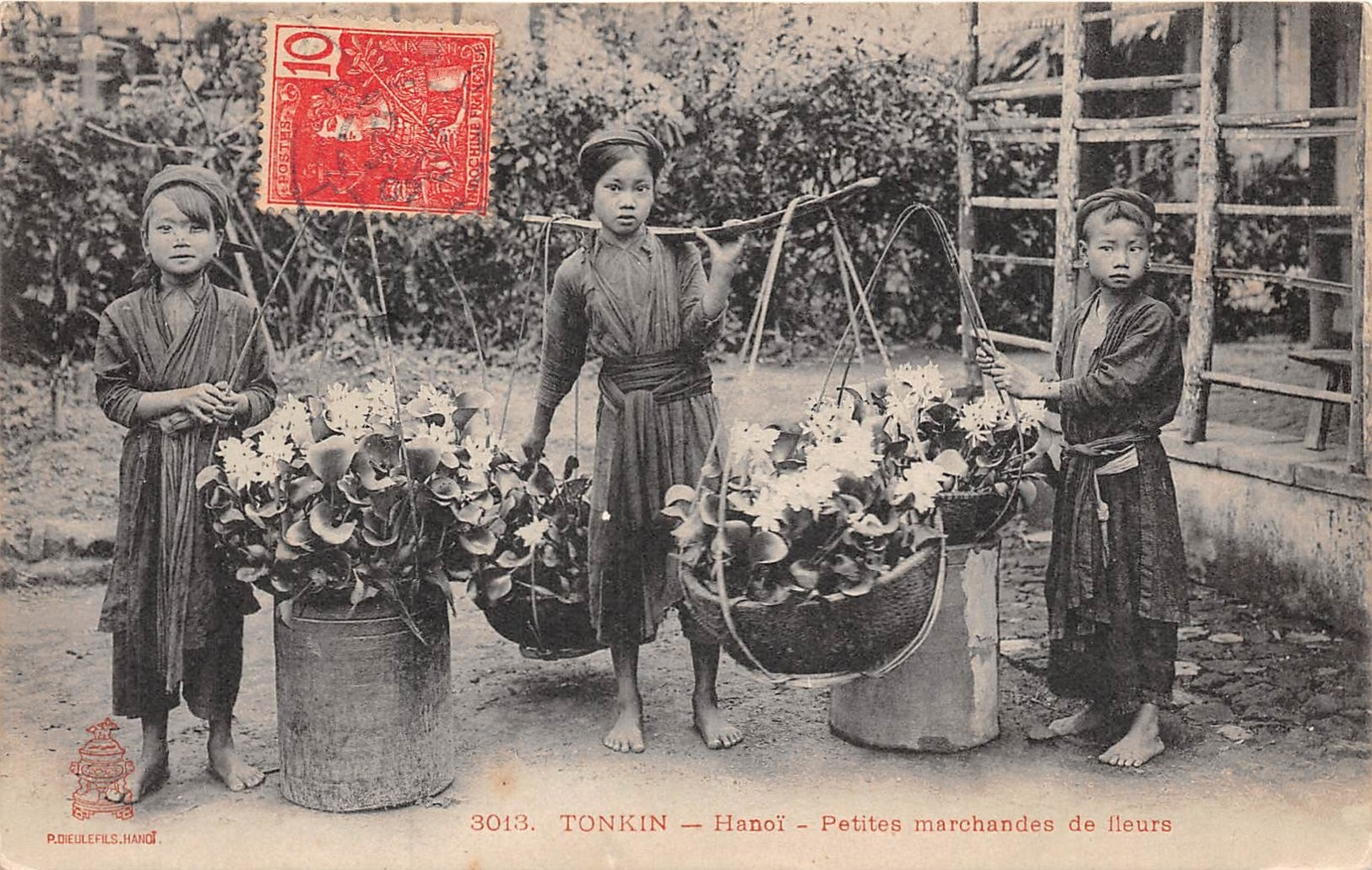
Petits marchands de fleurs, Tonkin (Viet Nam), début du XXe
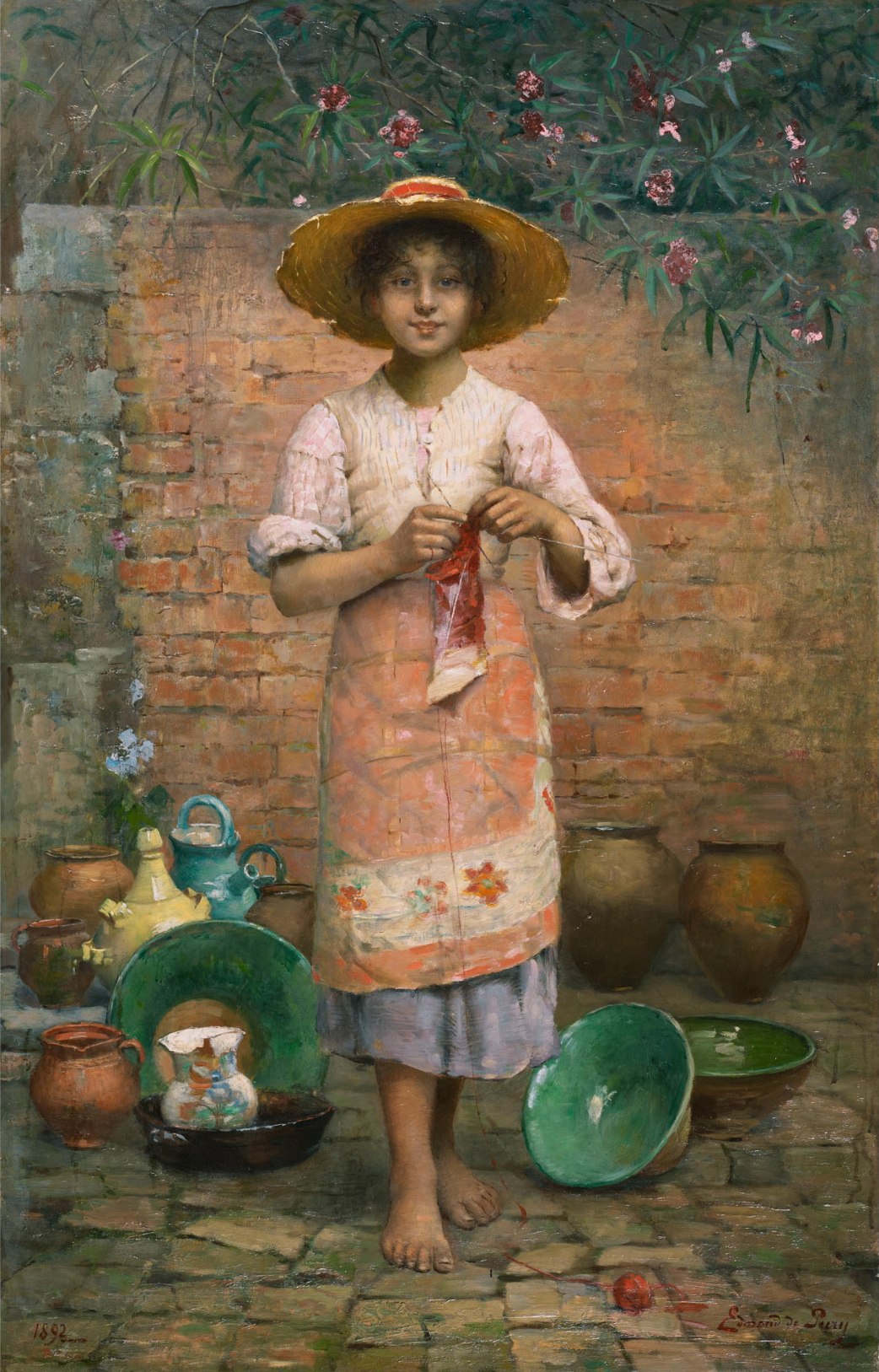
Hélène, la petite marchande, Edmond-Jean de Pury, av. 1911
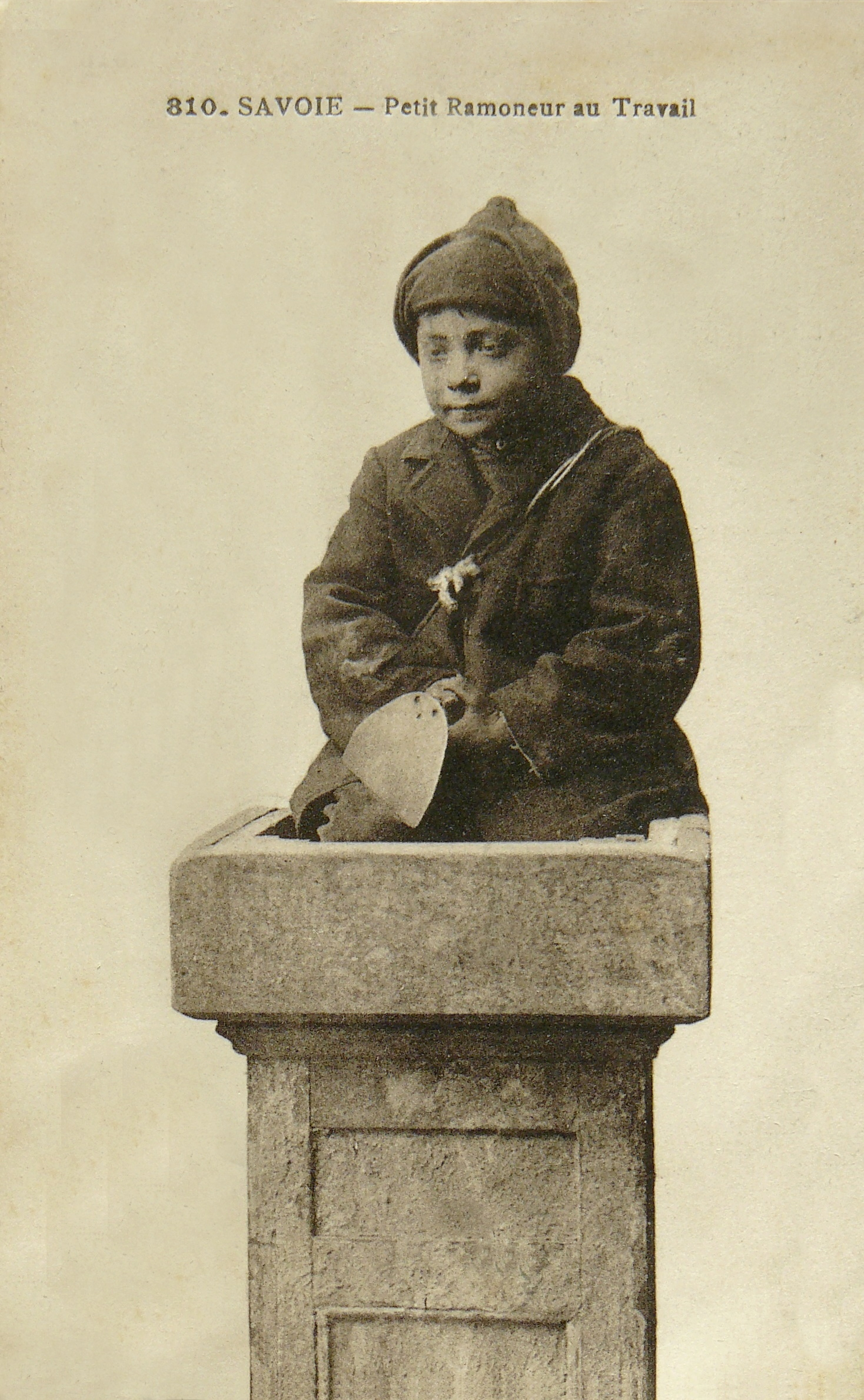
Petit ramoneur au travail en Savoie, 1910
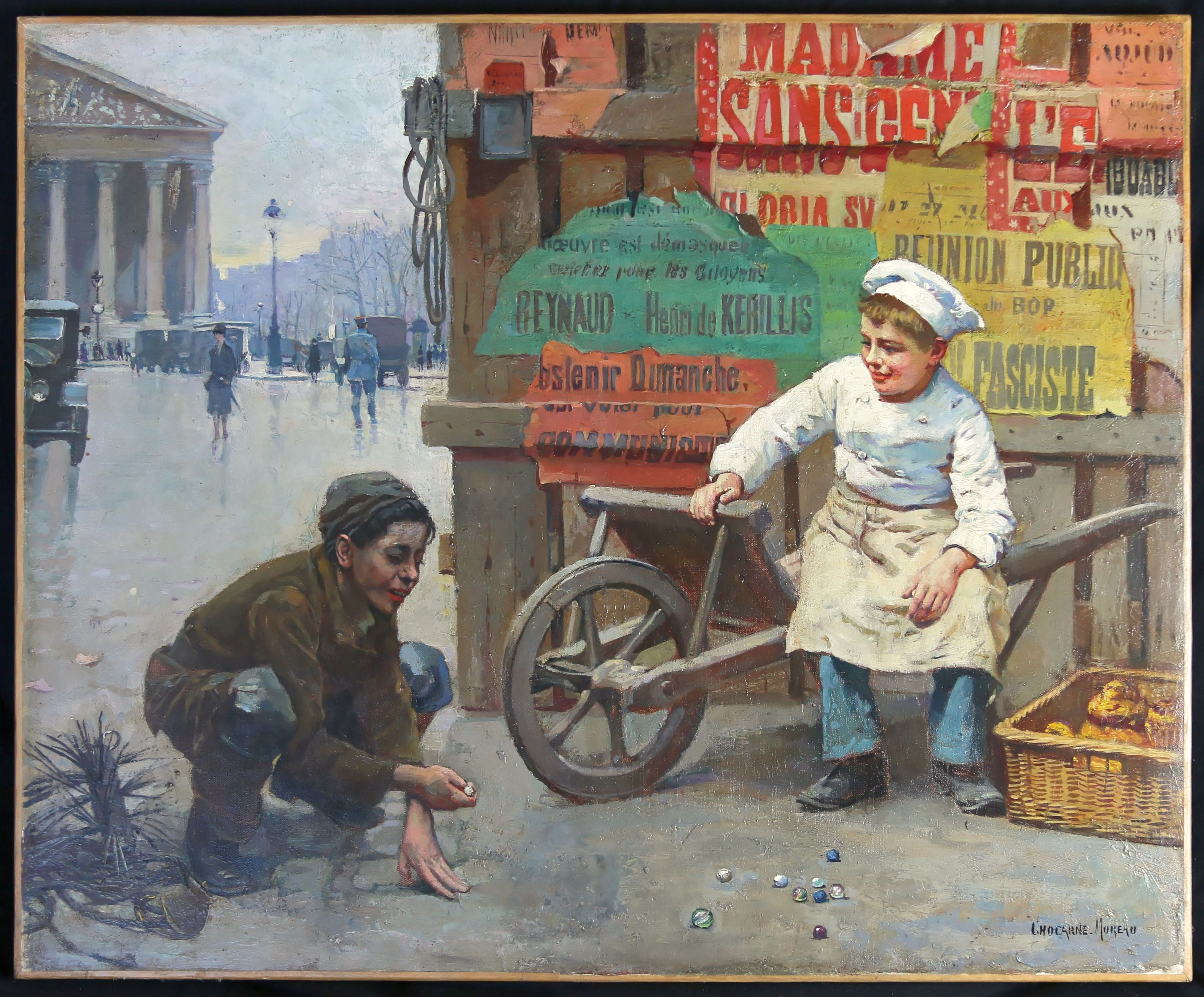
Ramoneur et mitron place de la Madeleine (Paris), Chocarne-Moreau, 1926

### Abolition progressive en Europe et aux États-Unis
Le travail des enfants est d’abord limité avant d’être aboli. 
En France, le décret impérial du 3 janvier 1813 interdit d'employer des enfants de moins de dix ans dans les mines.
En Angleterre, le Factory Act de 1833 interdit, dans l’industrie textile, le travail des enfants de moins de 9 ans, et limite le temps de travail journalier en fonction de l’âge (10 heures pour les enfants de 9 à 14 ans, 12 heures pour ceux entre 14 et 18 ans) ; cette loi n’est élargie à l’ensemble des activités qu’en 1853. En France, le docteur Villermé publie son Tableau de l’état physique et moral des ouvriers, tableau horrifiant des conditions de travail des enfants, tandis que le mathématicien Dupin écrit Du travail des enfants qu’emploient les ateliers, les usines et les manufactures en 1840, ce qui mène à la loi du 21 mars 1841 (Loi relative au travail des enfants employés dans les manufactures, usines et ateliers) portant l’âge minimum à 8 ans et limitant le travail de nuit. La durée de travail est aussi réglementée et la scolarisation obligatoire jusqu’à 12 ans mais ces mesures n’ont que peu d’effet, Louis Villermé dénonçant des industriels qui cachent les enfants lors d’inspections. En 1874, une nouvelle loi limite l’emploi avant 12 ans. Aux États-Unis, certains états industriels comme le Connecticut ou le Massachusetts limitent la durée de travail à dix heures quotidiennes en 1843.
À la fin du XIXe siècle en Europe, l’âge minimum est encore de 9 ans en Italie, 10 ans au Danemark, 12 ans en Allemagne et aux Pays-Bas mais de 14 ans en Suisse. Le travail de nuit, les dimanches et les jours fériés est prohibé avant 16 ans dans de nombreux pays. L’âge minimum pour la descente dans les mines est en général de un à deux ans plus élevés. La durée de travail est ramenée à 6 heures en Angleterre avant 14 ans, 8 heures en Italie, 12 heures en Belgique.

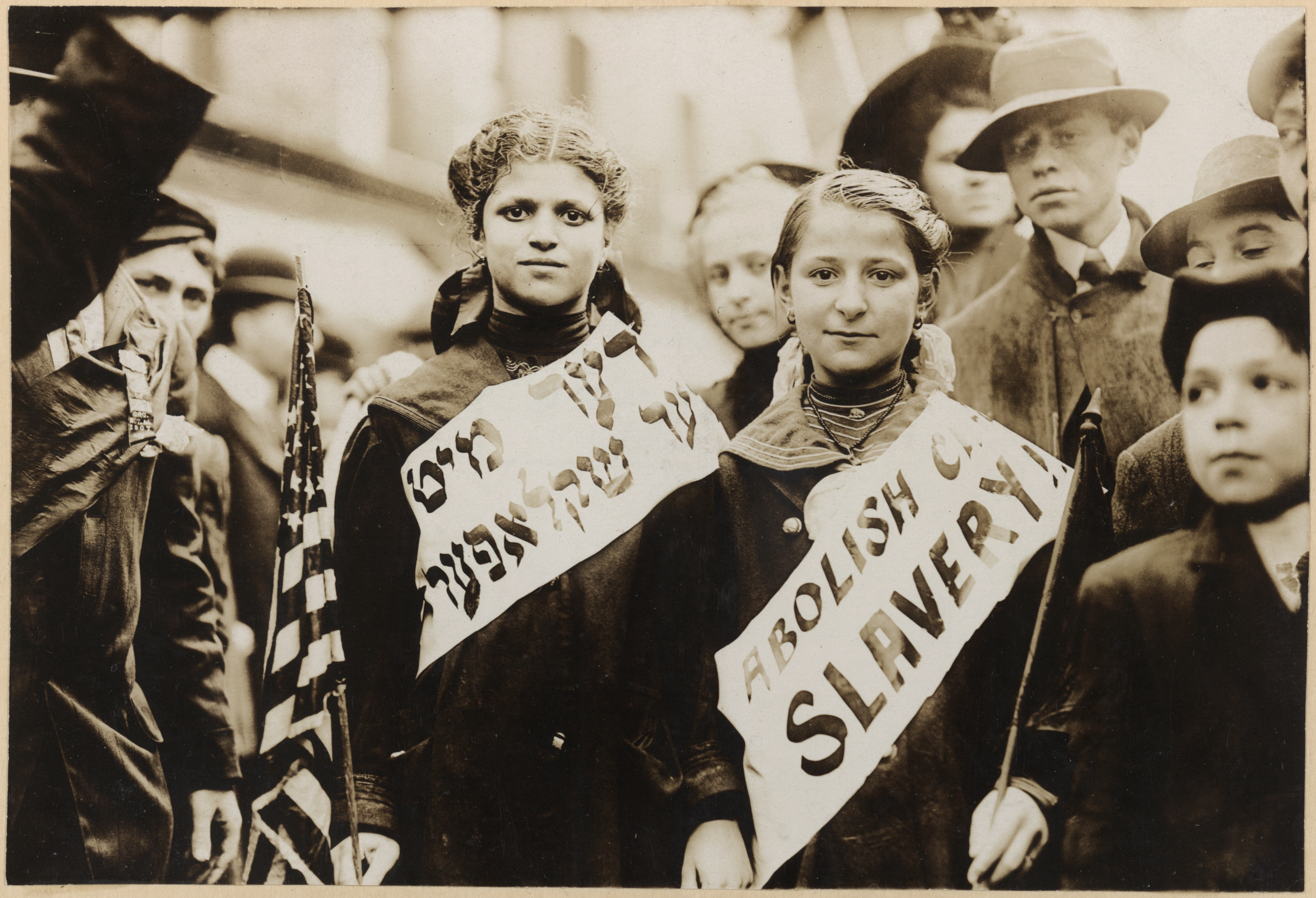
Deux filles arborant des slogans « Abolish child slavery » (« Abolissez l’esclavage des enfants »), en anglais et en yiddish, pendant la labor parade à New York le 1er mai 1909.

L'arrivée de la scolarisation obligatoire est le facteur le plus décisif de la baisse du travail des enfants en Europe. L’école entre d’abord en conflit avec l’usine : pour les parents, la scolarité coûte cher tandis qu’avoir un enfant qui travaille améliore l’ordinaire ; pour les industriels, les horaires de l’école concurrencent les heures de travail autorisées. En France, il faut l’imposition de l’école primaire obligatoire de 6 à 13 ans par Jules Ferry en 1880-1881. Sa gratuité permet de changer lentement les mentalités en faisant de l’école la norme, même pour les enfants d’ouvriers qui mettront un certain temps à en comprendre l'intérêt. Les allocations familiales octroyées en fonction de l’assiduité scolaire contribuent encore à cette généralisation, tout en compensant pour les familles pauvres la perte de salaire associée à la fin du travail des enfants. C’est aussi cette mesure qui a permis de réduire significativement (mais pas totalement) le travail domestique et agricole des enfants, jusque-là invisible pour le législateur.
Les autres pays d’Europe et d’Amérique du Nord ont suivi des voies similaires tout en relevant l’âge minimum au cours du XXe siècle pour atteindre généralement 16 ans à la fin de la scolarité obligatoire (en France en 1959, aux États-Unis en 1938).
En France, l'âge minimum pour travailler est de 16 ans, mais il existe quelques cas particuliers permettant certaines activités avant l'âge de 14 ans (par exemple, le cas des enfants acteurs), ainsi que dès les âges de 14 ans et de 15 ans pour les adolescents.

### Les pays en développement

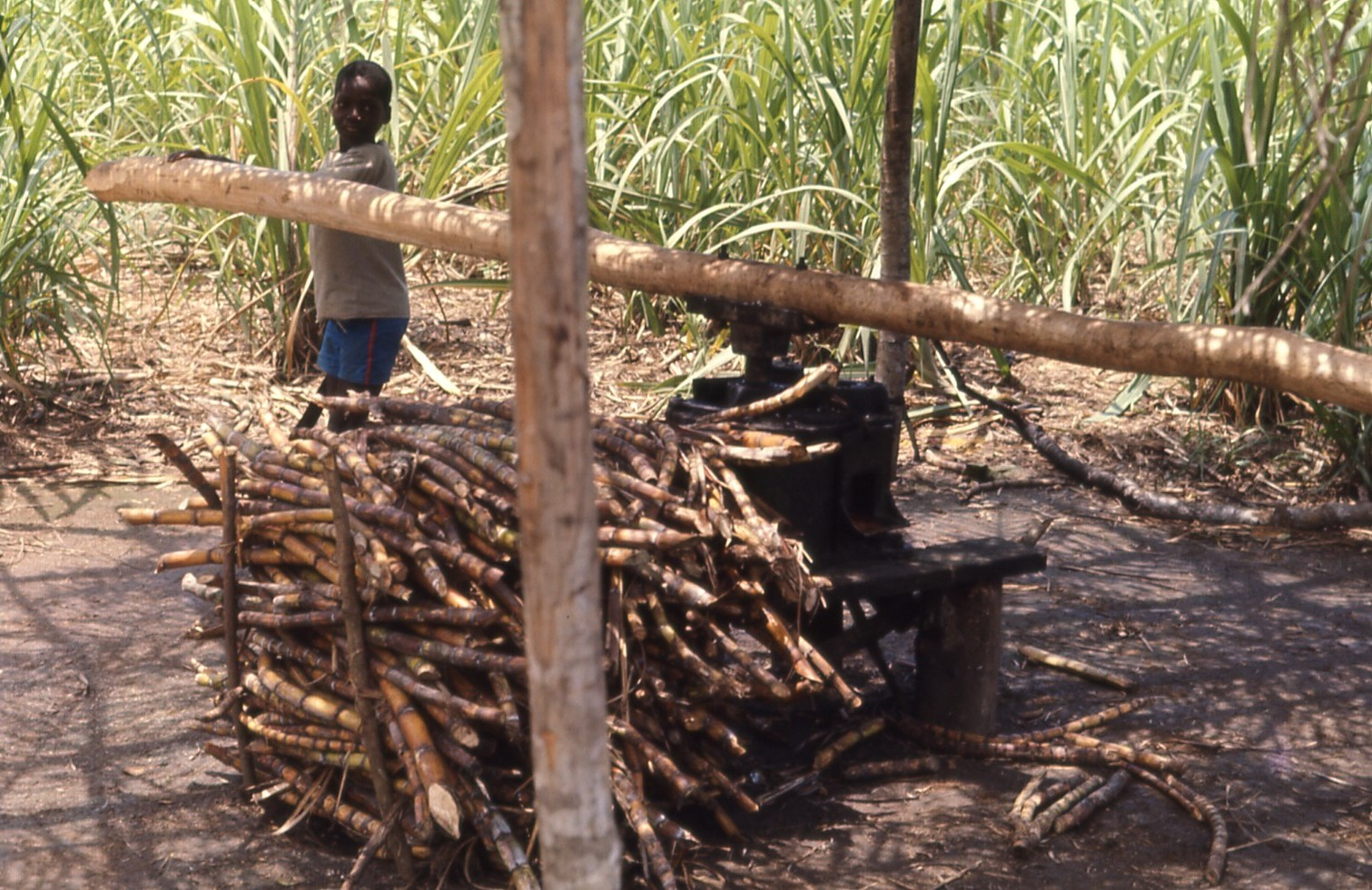
Moulin à canne à sucre, Liberia, 1968.

Si le travail des enfants existe toujours dans les pays développés, son incidence y est devenue et restée faible dans la seconde moitié du XXe siècle : l’OIT indique qu’environ 3 % des enfants des pays industrialisés sont « économiquement actifs ». En revanche, dans les pays en développement, l’incidence du travail des enfants reste élevée. Ce travail est resté en grande partie « invisible », souvent cantonné à la sphère familiale ou aux zones rurales.

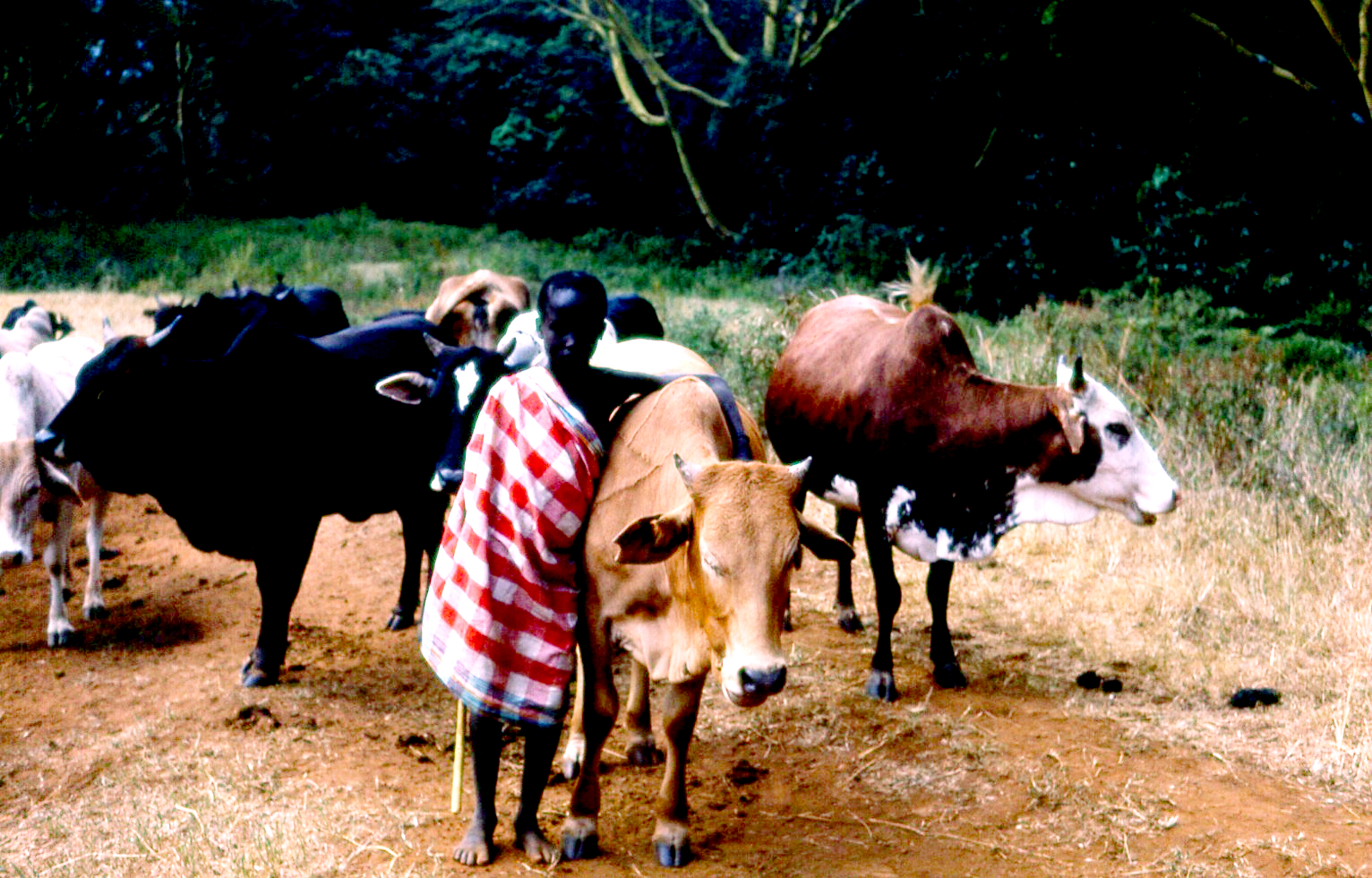
Jeune berger Maasai au Kenya en 1979 : le travail avec la famille dans l’agriculture reste majoritaire, et difficilement quantifiable.

La mondialisation a changé cet état et, à l’image de la révolution industrielle, a rendu plus visible ce travail et les conditions sordides qui l’entourent parfois. Dans les années 1980, certains scandales ont ainsi attiré l’attention du public occidental sur les enfants travaillant dans les ateliers de confection asiatiques (les fameux ateliers de misère ou « sweatshops ») ou sur les enfants des rues survivant de petits travaux. Certaines ONG, tant locales qu’internationales, se sont créées dans le but d’éliminer le travail des enfants. L’OIT a lancé le « Programme focal sur le travail des enfants » en 1992 et des campagnes ont été menées afin de pousser les entreprises européennes et nord-américaines ainsi que les multinationales à ne pas utiliser le travail des enfants. La première estimation globale du nombre d’enfants au travail paraît en 1996 puis est révisée en 2002. Cette estimation a permis de mieux saisir l’ampleur du phénomène ainsi que ses caractéristiques. Toujours en 2002, le 12 juin a été déclaré « journée mondiale contre le travail des enfants ».
Depuis août 2014, la Bolivie autorise le travail des enfants dès l'âge de 10 ans. Si cette nouvelle loi permet d'encadrer ce secteur, une demande des syndicats, elle est aussi critiquée pour risquer d'encourager des enfants à travailler très jeunes. L'UNICEF a fait part de sa « préoccupation » et l'OIT a annoncé une enquête. La loi est annulée en 2018.
En République Démocratique du Congo, de nombreux enfants travaillent dans les mines d'or de Kamituga, dans la province du Sud-Kivu.
Il a été constaté à plusieurs reprises et dans différents pays en développement que les cigarettiers Philip Morris International et British American Tobacco se fournissent en tabac dans des fermes qui exploitent des enfants,. Au Kazakhstan, en 2010, les fermes dans lesquelles se fournit Phillip Morris ont recours à des enfants esclaves. En 2016, l'organisation Human Rights Watch relève que des milliers d'enfants, dont certains ont seulement 8 ans, travaillent dans les plantations d'Indonésie, dans des conditions dangereuses pour eux-mêmes et leur santé (avec par exemple des enfants malades d'avoir manipulé sans aucune protection les feuilles humides, qui peuvent rendre malades, ou des pesticides) ; le tabac en question fait partie de celui qu'achètent certains des gros cigarettiers internationaux.

## Situation actuelle

### Estimations globales

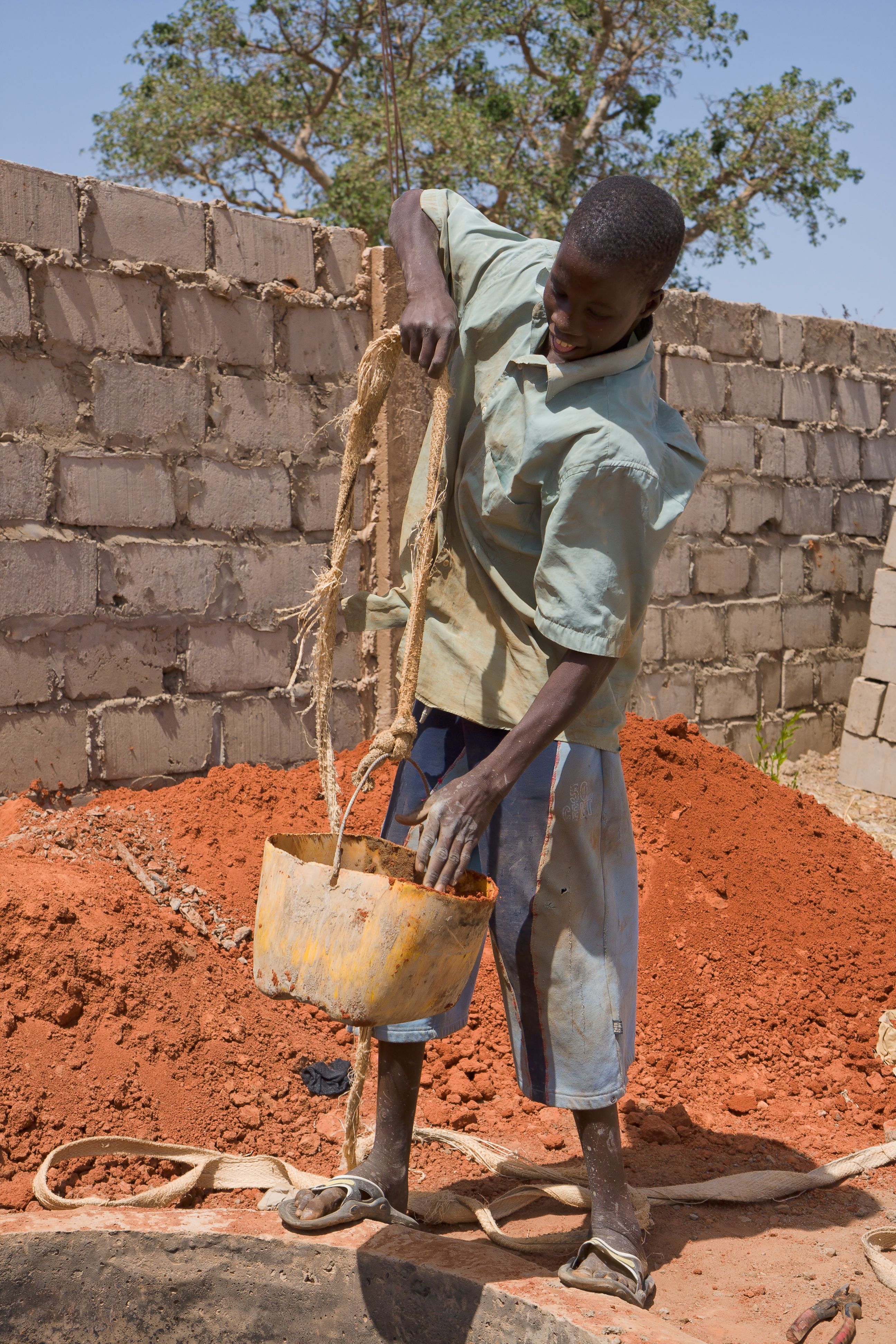
Jeune adolescent travaillant à évacuer la poussière d'un puits, Gambie, 2008.

La majorité des statistiques existantes sur le travail des enfants ne sont que des estimations en grande partie à cause du caractère informel et parfois illégal des activités concernées, de la confusion avec le travail des adultes et du fait que la plupart des activités ont lieu dans la famille. Elles proviennent de plusieurs sources : l'Organisation internationale du travail (et plus particulièrement le Bureau international du travail, BIT) a conduit deux évaluations au niveau mondial, l'une publiée en 1996 à partir de questionnaires effectués dans les années 1990 portant sur les 5-14 ans, l'autre publiée en 2002 avec une méthodologie revue portant sur les 5-17 ans. Les chiffres sont souvent extrapolés à partir d’enquêtes de terrain et de questionnaires, ne donnant ainsi qu'une indication du nombre d’enfants concernés dans chaque pays et dans chaque secteur, mais ces indications sont tout de même utiles pour obtenir un ordre de grandeur du phénomène. L'OIT fournit ses données aux autres agences de l'ONU comme l'Unicef ou l'Unesco, ces estimations étant utilisées par de nombreuses ONG, des syndicats, des gouvernements ainsi que par la Banque mondiale et sont devenues la référence de facto. Des statistiques réactualisées ont été publiées en 2006 avec la même méthodologie qu’en 2002, permettant pour la première fois une comparaison.
D’autres estimations proviennent de l’Unicef, de la CISL qui tire ses données d’études effectuées par les syndicats locaux ainsi que d’ONG impliquées dans ces domaines comme Amnesty International pour les enfants-soldats, Anti-Slavery International pour l’esclavage d’enfants ou ECPAT pour l’exploitation sexuelle des enfants ; les gouvernements produisent également leurs propres estimations. L’OIT reste la seule organisation à avoir produit une méthodologie et des estimations globales, notamment grâce au projet SIMPOC (Statistical and Information Monitoring Programme) dans 29 pays différents et au programme IPEC (Programme international pour l'abolition du travail des enfants).
Dans son rapport de 2002, l’OIT donne ainsi le chiffre de 351,7 millions d’enfants entre 5 et 17 ans exerçant une activité en 2000, 23 % de cette tranche d’âge, dont 210,8 millions entre 5 et 14 ans (détails dans le tableau ci-dessous). Bien que ce chiffre représente près d’un quart des 5-17 ans, il est encore souvent considéré comme une estimation « minimale » en raison d’une part de l’invisibilité du travail domestique et d’autre part de la prudence de l’OIT dans sa méthodologie. Les filles représentent 47 à 50 % des enfants au travail selon les tranches d’âge, 45 % pour les travaux dangereux, mais sont davantage impliquées dans le travail domestique qui est moins visible.
| Tranche d’âge | Total d’enfants | Enfants au travail | Enfants au travail | dont travail : | dont travail : | Enfants non scolarisés | Enfants non scolarisés | Enfants scolarisés | Enfants scolarisés |
| Tranche d’âge | Total d’enfants | Total              | Proportion         | à abolir       | dangereux      | actifs                 | non actifs             | actifs             | non actifs         |
| ------------- | --------------- | ------------------ | ------------------ | -------------- | -------------- | ---------------------- | ---------------------- | ------------------ | ------------------ |
| 5 - 9 ans     | 600,2           | 73,1               | 12,2 %             | 186,3          | 111,3          | 12 %                   | 20 %                   | 7 %                | 68 %               |
| 10 - 14 ans   | 599,2           | 137,7              | 23,0 %             | 186,3          | 111,3          | 23 %                   | 10 %                   | 13 %               | 67 %               |
| 15 - 17 ans   | 332,1           | 140,9              | 42,4 %             | 59,2           | 59,2           | 42,5 %                 | 14 %                   | 31 %               | 43,5 %             |
| Tous          | 1 531,5         | 351,7              | 23,0 %             | 245,5          | 170,5          |                        |                        |                    |                    |

| Tranche d’âge | Total d’enfants | Enfants au travail | Enfants au travail | Variation p/r 2000 | dont travail : | dont travail : |
| Tranche d’âge | Total d’enfants | Total              | Proportion         | Variation p/r 2000 | à abolir       | dangereux      |
| ------------- | --------------- | ------------------ | ------------------ | ------------------ | -------------- | -------------- |
| 5 - 14 ans    | 1 206,5         | 190,7              | 15,8 %             | - 9,6 %            | 165,8          | 74,4           |
| 15 - 17 ans   | 359,8           | 126,7              | 35,2 %             | - 9,8 %            | 51,9           | 51,9           |
| Tous          | 1 566,3         | 317,4              | 20,3 %             | - 10,1 %           | 217,7          | 126,3          |

Depuis 2015, l'Agenda 2030 établi par l'ONU comporte des Objectifs de développement durable (ODD), qui comprennent l'élimination du travail des enfants à la date de 2025 et prévoient celle du travail forcé, de l'esclavage et de la traite d'êtres humains en 2030 ; les pays membres se sont engagés à prendre et mettre en œuvre des mesures pour mettre fin à ces situations, conformément aux objectifs et à ces dates buttoirs.
Le nombre d'enfants au travail a diminué entre 2000 et 2016, passant de 245 millions à 152 millions. En 2017, ce sont 152 millions d'enfants qui travaillent dans le monde — ce qui équivaut à environ un enfant sur dix —, selon le directeur général de l'OIT, Guy Ryder, dont 73 millions d'enfants qui ont entre 5 et 11 ans. Sur les millions d'enfants au travail, environ un sur deux est confronté à des travaux dangereux.
En juin 2021 — année qui a par ailleurs été déclarée « Année internationale pour l'élimination du travail des enfants » —, l'ONU alerte sur l'augmentation récente du nombre d'enfants travaillant, nombre qui risque une hausse encore plus forte du fait des conséquences de la pandémie de Covid-19,,. Ceci accompagne la parution d'un rapport de l'Organisation internationale du travail (OIT) et de l'Unicef — intitulé Travail des enfants : estimations mondiales 2020, tendances et le chemin à suivre — dans lequel il est estimé que début 2020, il y avait dans le monde 160 millions d'enfants forcés à travailler, ce qui marque une augmentation de 8,4 millions sur quatre ans,,. De plus, les projections concernant l'augmentation de la pauvreté dans le monde envisagent aussi qu'il pourrait y en avoir 9 millions de plus d'ici fin 2022. La statisticienne de l'Unicef Claudia Cappa, qui est co-auteure du rapport, précise que l'un des modèles de simulations statistiques met en évidence la possibilité que ce nombre pourrait même être cinq fois plus haut — soit potentiellement 46 millions d'enfants en plus fin 2022 — si différentes facteurs, dont d'éventuelles mesures d'austérité, enclenchaient une baisse des protections sociales. L'Unicef souligne que le nombre d'enfants entre 5 et 11 ans forcés à travailler a particulièrement augmenté et que ces enfants composent plus de la moitié du nombre total d'enfants travaillant dans le monde. De plus, il y a eu une augmentation de 6,5 millions d'enfants entre 5 et 17 ans forcés à effectuer des travaux dangereux, ce qui fait un total de 79 millions.

### Populations touchées

#### Répartition géographique

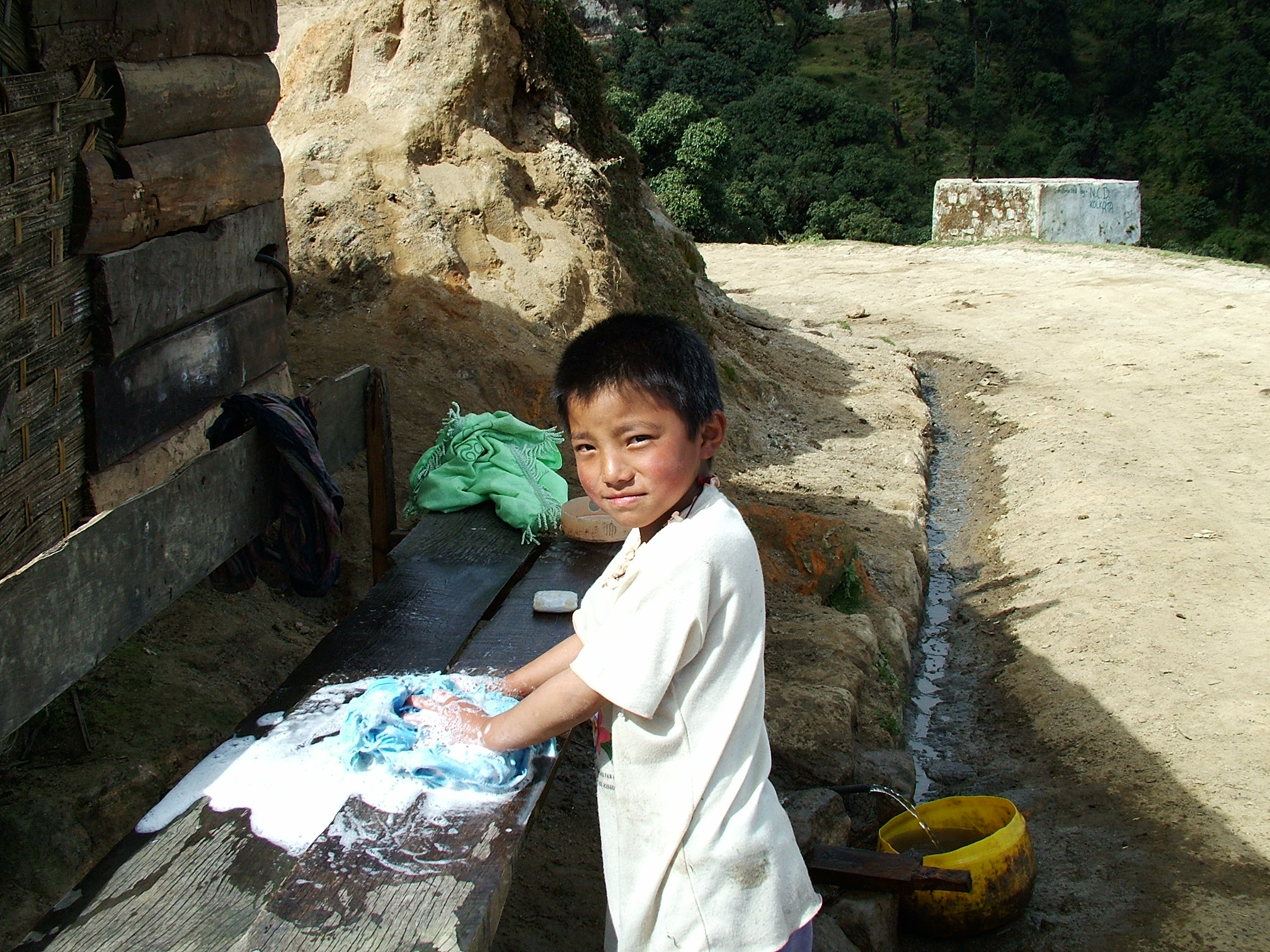
Travail domestique à Sandakphu, au Bengale-Occidental.

Si le travail des enfants existe dans quasiment tous les pays du monde, c’est dans les pays en développement qu’il est le plus fréquent. En valeur absolue, c’est dans la zone Asie – Pacifique que se trouvent le plus d’enfants au travail avec 60 % du total mondial. En Inde, les estimations varient entre 16 millions d’enfants entre 5 et 14 ans (d’après les ONG locales) et 150 millions d'enfants actifs de moins de 18 ans ; la Banque mondiale retient une valeur de 40 millions et l’Unicef 60 millions. En termes de proportions, c’est l’Afrique subsaharienne qui montre les taux les plus élevés, souvent liés à la pauvreté du pays : le Niger et le Sierra Leone affichent des taux de près de 70 % d’enfants au travail tandis que le Mali ou le Burundi approchent les 50 %. Le Proche et le Moyen-Orient ne sont pas épargnés, notamment en Irak à la suite de l’embargo et de la guerre de 2003 ou dans les territoires palestiniens occupés. En Amérique latine, le phénomène concerne près d’un enfant sur six.
Mais les pays développés — ainsi que les « économies de transition » — sont également concernés : 3 % des enfants de 10 à 14 ans sont économiquement actifs dans les pays industrialisés, ce qui ne se limite pas aux petits « jobs » mais inclut également le travail au noir ou certaines des pires formes de travail (prostitution et trafics). Officiellement, l’Italie compte à elle seule 320 000 enfants au travail de 6 à 13 ans, nombre qui augmente de 50 % pendant la période estivale, tandis qu’en Grande-Bretagne, le Trades Union Congress estime que deux millions d’enfants travaillent régulièrement et de plus en plus souvent pour suppléer au revenu familial. Les États-Unis compteraient 5,5 millions de jeunes actifs durant l’été dont 800 000 dans l’agriculture (plusieurs centaines de milliers dans les champs de tabac pour Philipps Morris et d’autres cigarettiers). En Europe de l'Est, 4 % des 10 – 14 ans sont actifs, un million en Russie et près de 100 000 en Bulgarie.

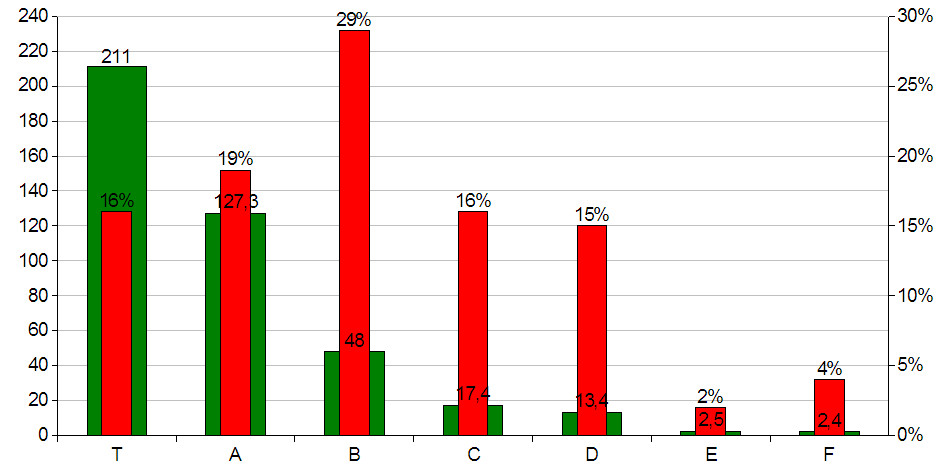
Distribution du travail des enfants par région du monde, pour les enfants entre 5 et 14 ans. La colonne verte (axe de gauche) indique le nombre en millions d'enfants de 5 à 14 ans économiquement actifs, et la colonne rouge (axe de droite) indique leur pourcentage parmi les enfants du même âge de cette région.

|  |  |

- T : Total
- A : Asie / Pacifique
- B : Afrique sub-saharienne
- C : Amérique latine / Caraïbes
- D : Moyen-Orient / Afrique du Nord
- E : Économies développées
- F : Économies en transition

#### Répartition sociale

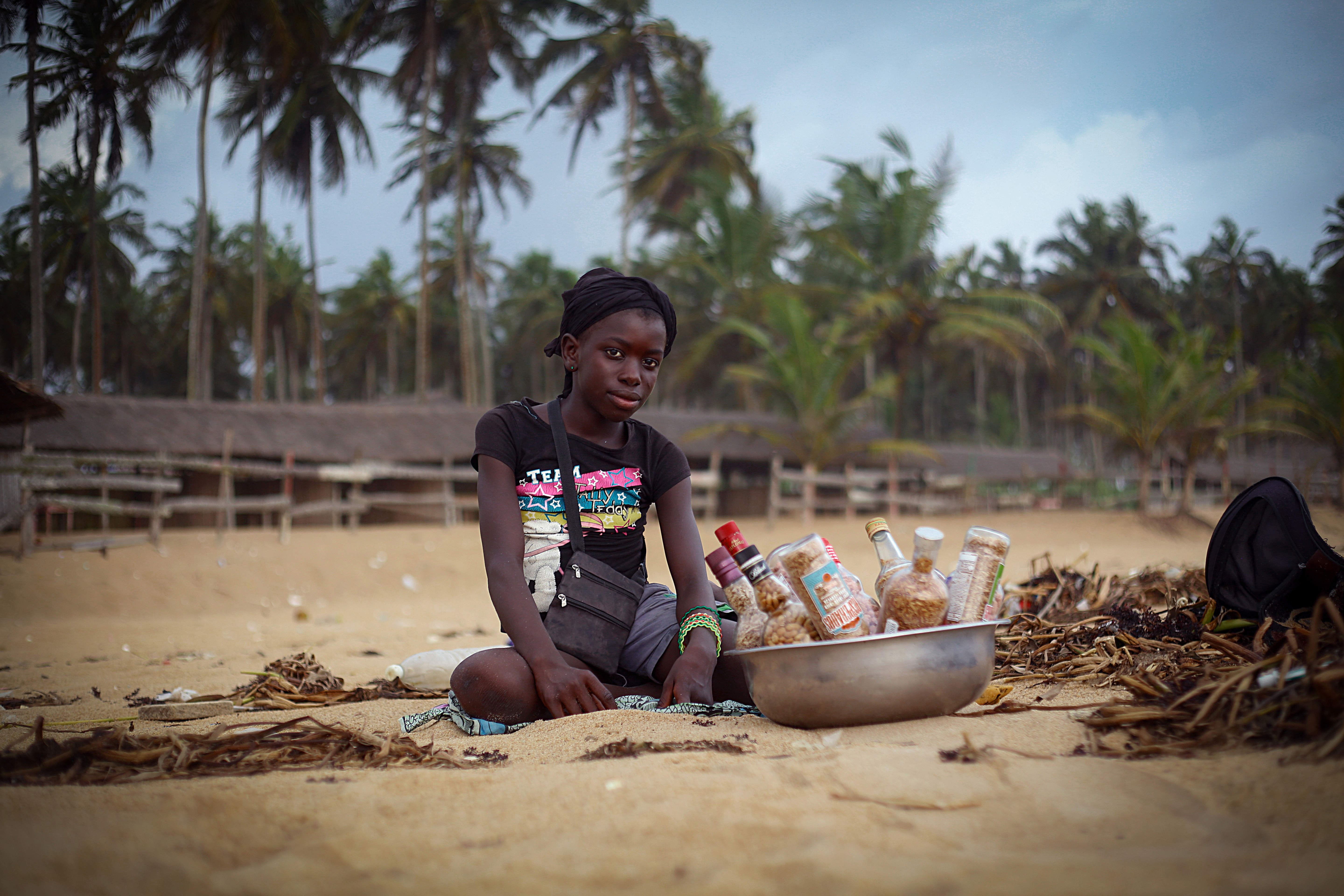
Vendeuse ambulante à Grand-Bassam dans le sud de la Côte d'Ivoire.

Les activités exercées par les enfants varient selon les continents et les cultures.
Une constante demeure à travers l'histoire et se poursuit actuellement : les enfants au travail sont issus de familles pauvres, la pauvreté étant une des causes bien établies du travail des enfants. Très souvent, ils font aussi partie d’une classe sociale « basse » comme en Inde où les enfants au travail sont fréquemment des dalits ou d’une caste inférieure ; en Europe de l’Est, ils font souvent partie d’une minorité (comme les Roms) ; en Amérique latine comme en Afrique, les enfants des rues, plus vulnérables, sont davantage au travail. Cette vulnérabilité touche aussi les immigrants pauvres arrivant en Amérique du Nord ou en Europe.
Un autre point commun à ces enfants est de quasiment toujours travailler dans des secteurs de faible technologie (on ne trouve virtuellement aucun enfant dans les entreprises à haute technologie), et en particulier dans les secteurs où il y a un important besoin de main-d'œuvre, comme l’agriculture familiale, les grandes plantations ou les ateliers textiles. Dans les manufactures, il y a souvent besoin de main-d’œuvre peu qualifiée mais en grand nombre ; la recherche de main-d’œuvre peu chère conduit alors à utiliser le travail d’enfants.

### Répartition sectorielle

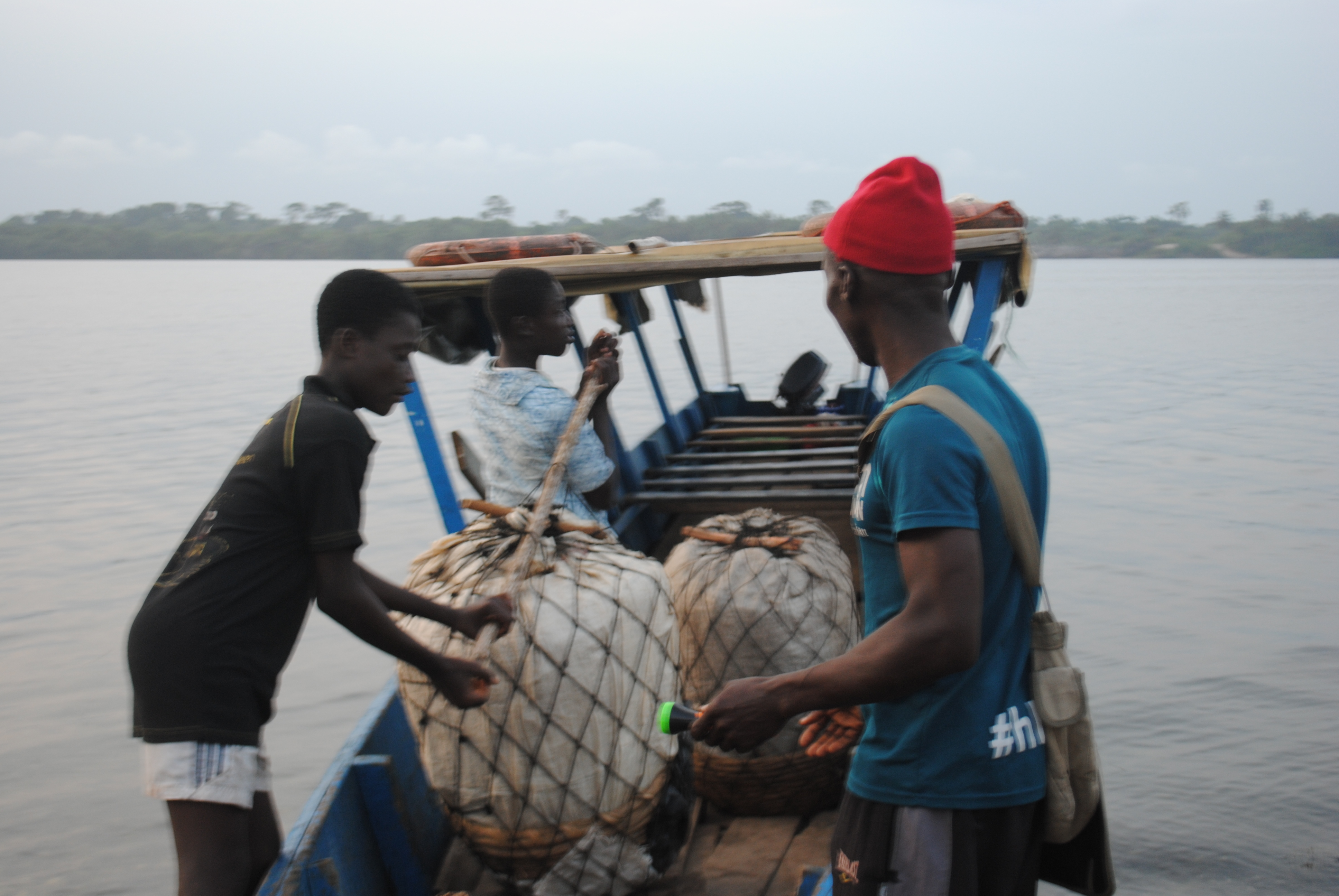
Enfant chargeant un bateau de pêche.

Le classement du travail par type d’activité pratiquée peut être trouvé dans une étude de 1996 et répartit le travail des enfants en grands secteurs : 70,4 % dans l’agriculture, la chasse ou la pêche, 8,3 % dans le commerce de gros ou au détail ou dans la restauration et les hôtels, 8,3 % dans les manufactures, 6,5 % dans les « services communautaires, sociaux ou personnels », 3,8 % dans les transports, les entrepôts et la communication, 1,9 % dans la construction et 0,9 % dans les industries extractives (minières notamment). Les « pires formes de travail » sont traitées dans la partie suivante.
Ces résultats vont à l’encontre de l’image courante d’enfants travaillant majoritairement en usines ou en ateliers de confection : si cette activité existe, elle reste faible par rapport au travail dans la sphère familiale et dans l’agriculture.

#### Agriculture

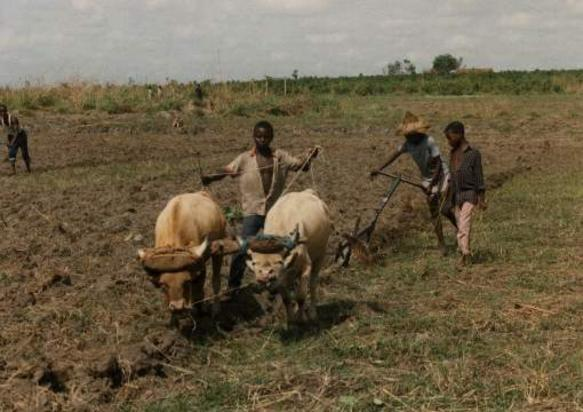
Enfants et jeunes menant une charrue à bœufs, en Sierra Leone.

Selon les pays, les enfants qui travaillent dans l’agriculture peuvent représenter 90 à 95 % des enfants au travail, la moyenne étant de 70 à 74 % ; la part des enfants augmente quand l’économie d’un pays est basé sur l’agriculture. On distingue les enfants qui travaillent aux champs avec leurs parents et ceux qui sont employés sur de grandes plantations ou exploitations. Le premier cas est fréquent dans les pays dont l’économie est essentiellement basé sur l’agriculture, les enfants sont alors souvent responsables de la garde du bétail et de petits travaux. Si les abus restent possibles, ils sont moins nombreux puisque les enfants restent dans le cadre familial. Leurs activités peuvent inclure la participation aux récoltes et à la pêche, à la chasse, la garde des bêtes, le repiquage du riz ; les filles sont plus souvent chargées de chercher de l’eau, de s’occuper des bébés, de préparer les repas. Quand ces enfants vont à l’école, l’absentéisme augmente lors des récoltes.

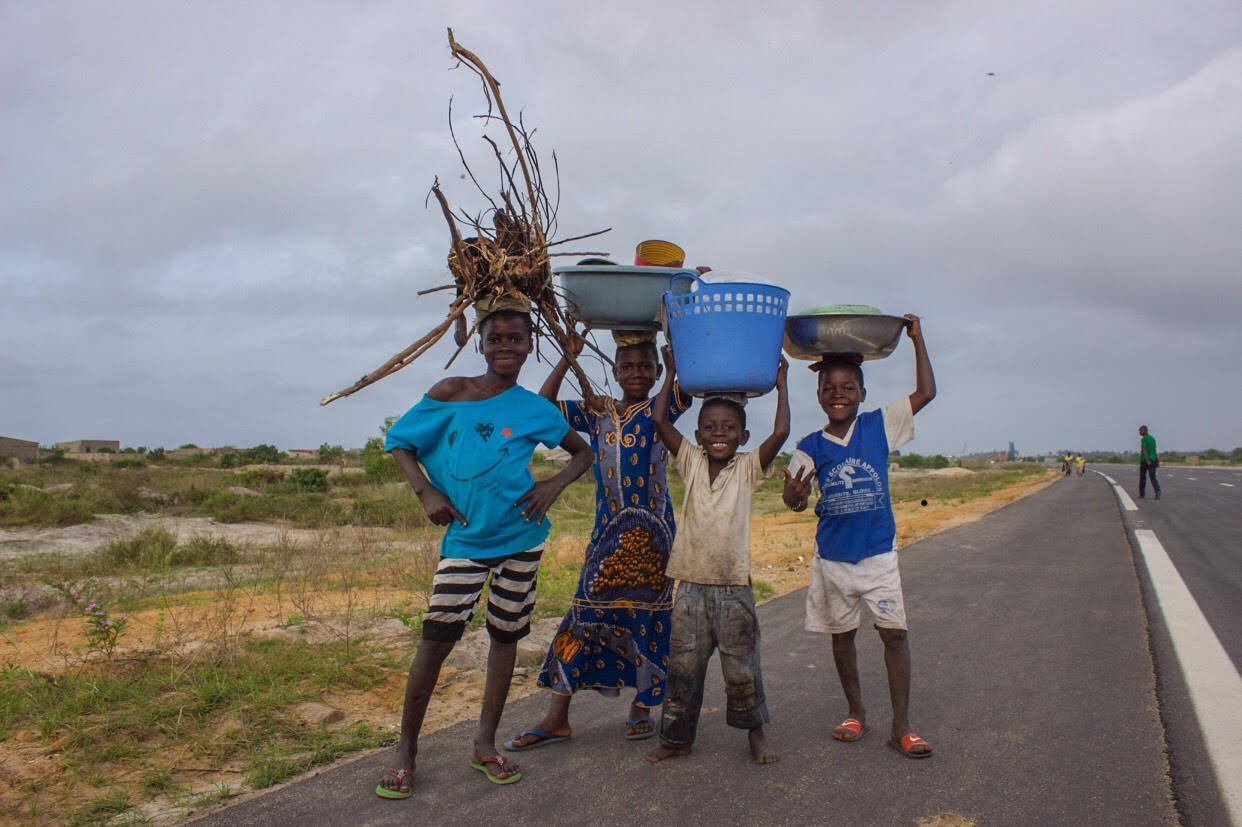
Retour du champ

Les enfants employés sur des plantations ont généralement des conditions de vie plus dures : leurs activités sont liées à celles de leurs parents qu’ils aident, pour la cueillette du thé, du café, pour l’entretien de plantes ou l’application d’engrais. Les techniques d’agriculture modernes exposent les enfants aux mêmes dangers que l’industrie en raison de la chaleur, de la poussière, des risques liés aux machines agricoles et des dangers représentés par les produits toxiques comme les pesticides. Cependant, les enfants des grandes plantations représentent moins de 5 % des enfants travailleurs. Les moins de 15 ans atteignent 25 à 30 % de la main-d’œuvre dans les plantations au Mexique, au Kenya ou au Brésil.

#### Industrie et construction

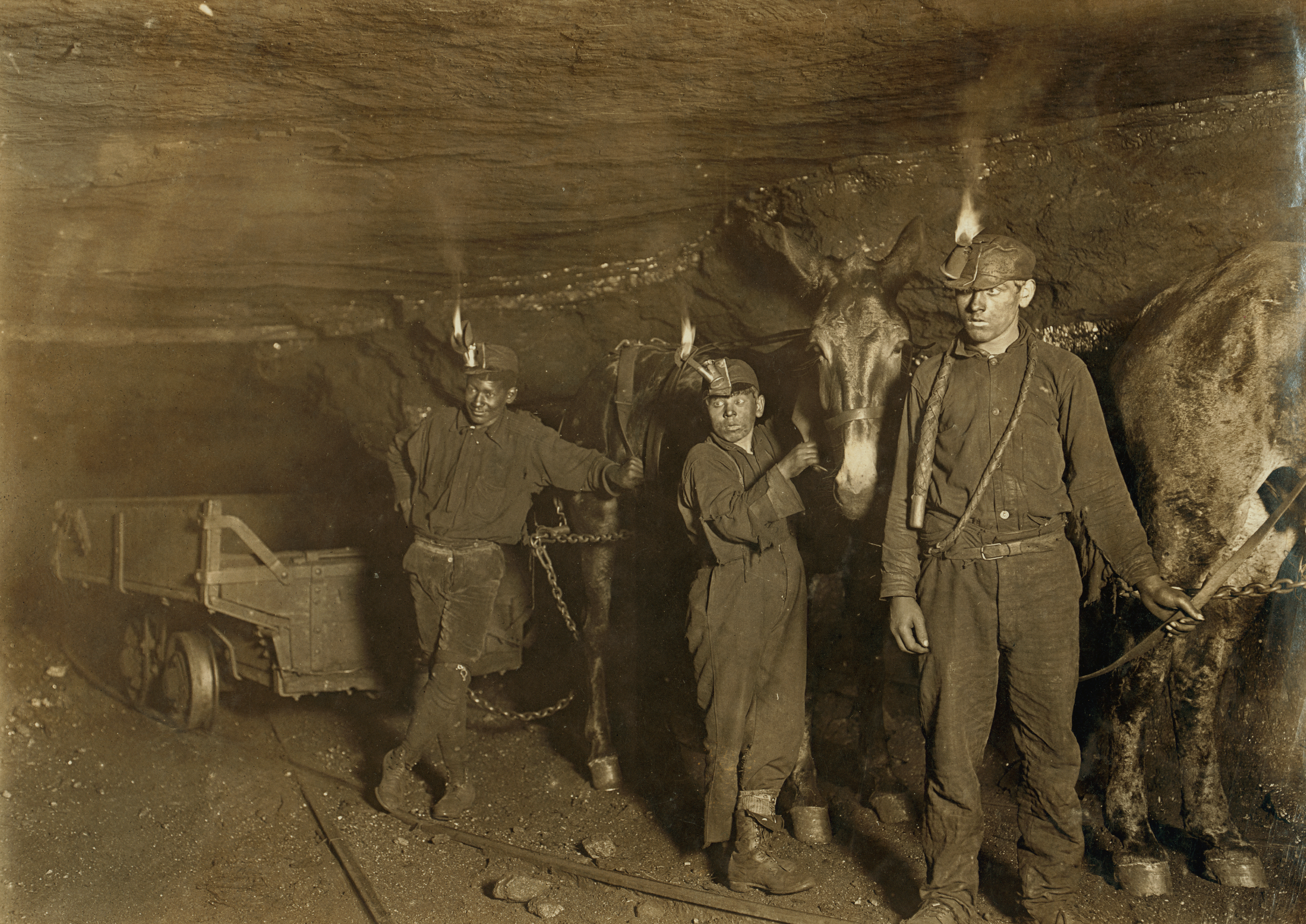
Mineurs aux États-Unis (Gary, Virginie-Occidentale) en 1908.

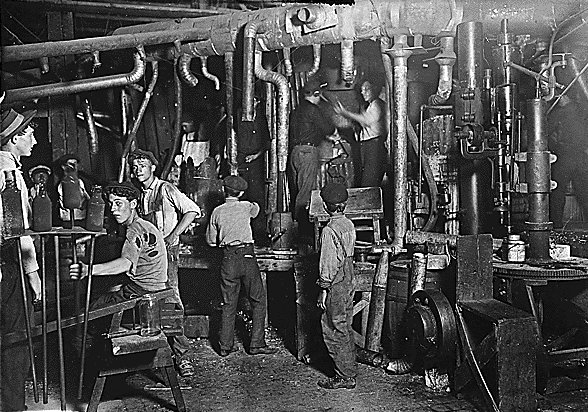
Enfants et adolescents dans une usine de verre au XIXe siècle dans l'Indiana.

Si l’industrie n’est pas le secteur dominant, il est souvent le plus connu d’une part car il s’agit fréquemment de travail dangereux et d’autre part car c’est le travail d’enfants dans les manufactures de la révolution industrielle qui a rendu visible ce phénomène et a mené à sa réglementation. Dans les pays développés, c’est l’image la plus courante lorsque l’on évoque le travail d’enfants des pays en développement. L’emploi d’enfants en dessous de 12 ans n’est pas rare dans la construction pour les petites tâches de nettoyage et de transport ; c’était encore le cas en Europe du Sud (notamment en Italie) dans les années 1980.
Ce secteur inclut les manufactures et usines, les briqueteries, les chantiers de construction, les mines et carrières, mais aussi les ateliers textiles et les filatures, les tanneries, les poteries, les usines de savon, d’allumettes, voire de produits chimiques quand une extraction manuelle est requise.

#### Secteur informel

Un enfant travaillant comme « homme-sandwich » donnant l’heure à Mérida au Mexique.

Le secteur informel désigne les activités non réglementées, souvent de petite taille, effectuées par un individu ou une famille. Il est répandu principalement en milieu urbain où le chômage est important : dans les pays en développement, l’OIT estime qu’il représente 60 % de la main-d’œuvre urbaine et une part importante du PIB (25 % au Nigeria, près de 50 % aux Philippines). Il est intimement lié à l’exode rural et à la formation des bidonvilles. Les principales activités que l’on retrouve sont la vente à petite échelle (boissons, fruits, cigarettes), l’artisanat (réparations), les services (cirage de chaussures, lavage de voitures, ramassage d'ordures), le transport (conducteur de Rickshaw, porteur).
Ces travaux sont surtout destinés à la survie à court terme. Le secteur informel n’est pas sans lien avec le formel, par exemple lorsque des vendeurs de rue travaillent pour le compte d’un commerce, faisant ainsi partie de la chaîne de production. Le secteur informel inclut aussi les enfants des rues exploités pour la revente de drogue ou par la mendicité (ce qui concerne 600 000 enfants d’après l’OIT). Si nombre des enfants travaillant dans le secteur informel ont un foyer, ceux qui vivent dans la rue sont encore plus vulnérables ; l’Unicef estime ainsi que le nombre d’enfants des rues se compte par dizaines de millions dans le monde.

#### Activités domestiques

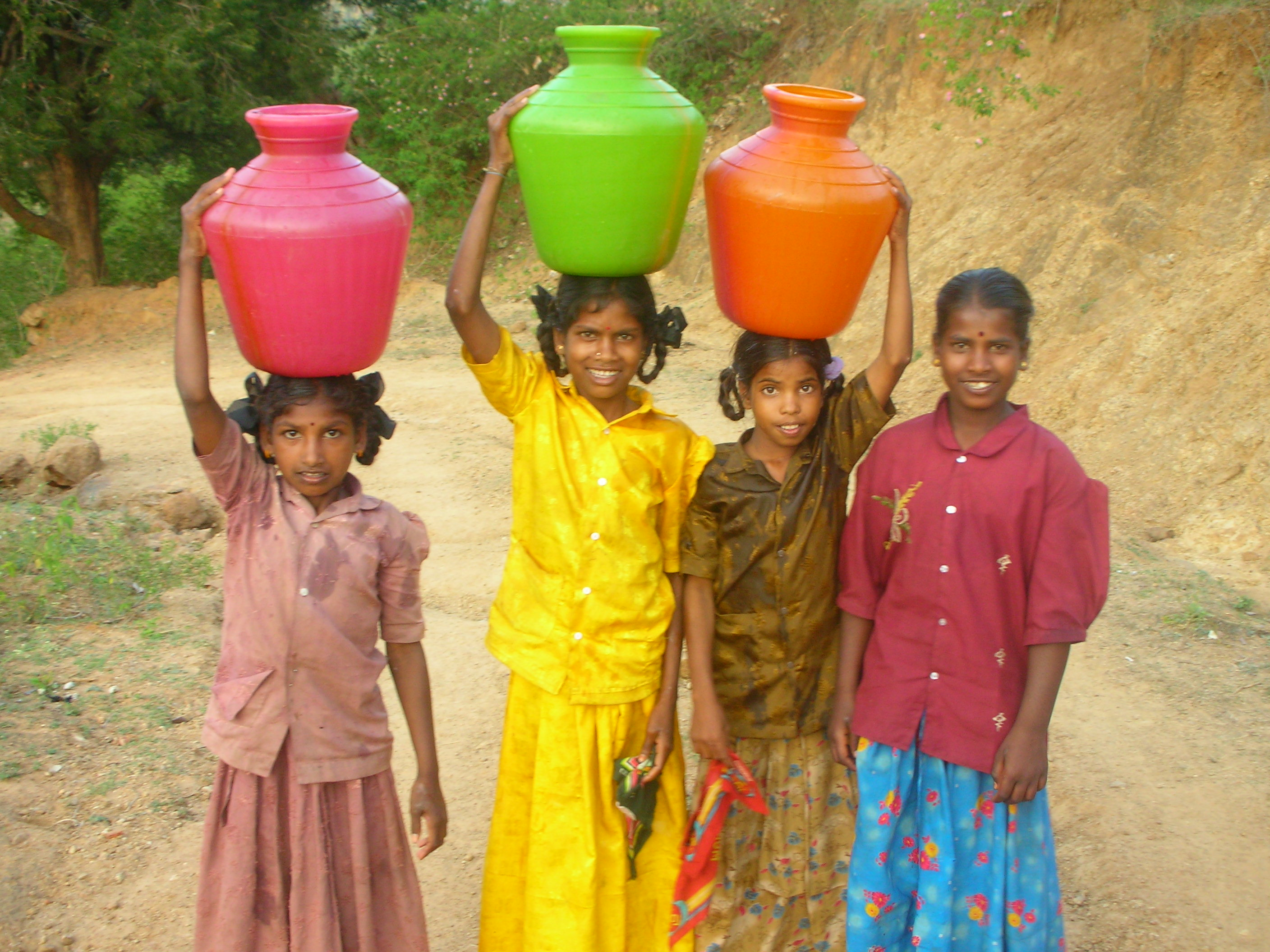
Filles portant des jarres d’eau en Inde.

Le travail domestique est la forme de travail la plus cachée et la plus difficile à estimer puisqu’elle prend place au sein des foyers. Si l’implication d’un enfant dans les tâches domestiques est généralement considéré comme bénéfique et participant à son éducation, dans de nombreux pays, des enfants sont employés comme domestiques par une autre famille que la leur, voire sont exploités par leur propre famille ; ce dernier cas n’est toutefois pas inclus dans les enfants « économiquement actifs ».
Le nombre exact d’enfants dans ces conditions est inconnu : l’OIT avance pour l'année 2004 un chiffre de plusieurs millions, en grande majorité des filles.

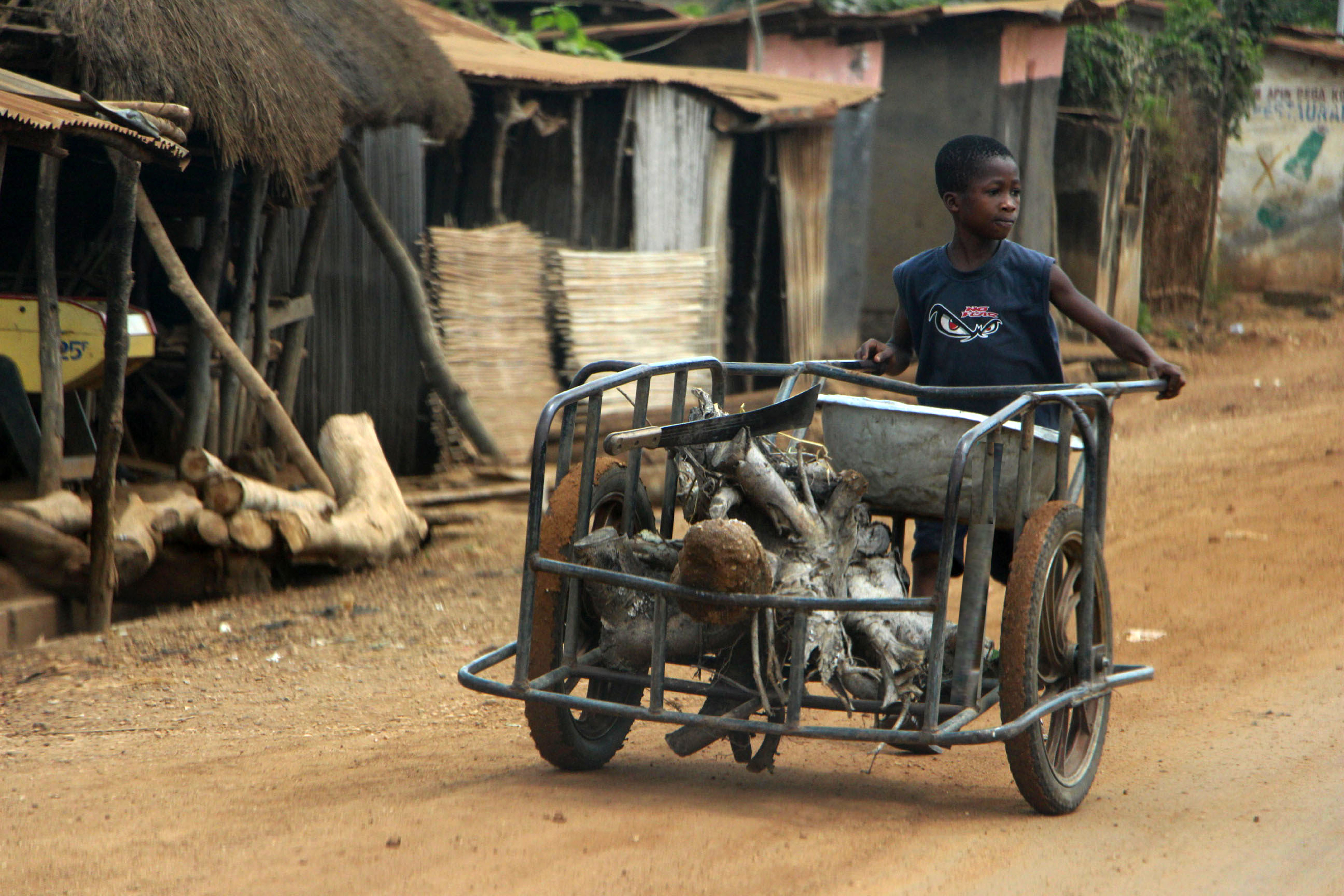
Enfant poussant un pousse-pousse au Bénin, 2016

Actualisé en 2013, le nombre des enfants travaillant comme domestiques chez des particuliers est fixé à 15,5 millions (sur un total de 305 millions d'enfants travaillant dans le monde). L'OIT estime qu’il y a plus de filles de 16 ans astreintes à un travail domestique que dans les autres formes de travail. Certaines évaluations permettent d’obtenir un ordre de grandeur sur un phénomène présent dans beaucoup de régions du monde et particulièrement en Afrique, mais aussi en Asie et au Moyen-Orient. Parmi les estimations chiffrées avancées par l'OIT: 482 000 enfants au Brésil, 300 000 uniquement à Dhâkâ, 700 000 en Indonésie, 200 000 au Kenya, 66 à 88 000 au Maroc, 200 000 en Haïti, etc.

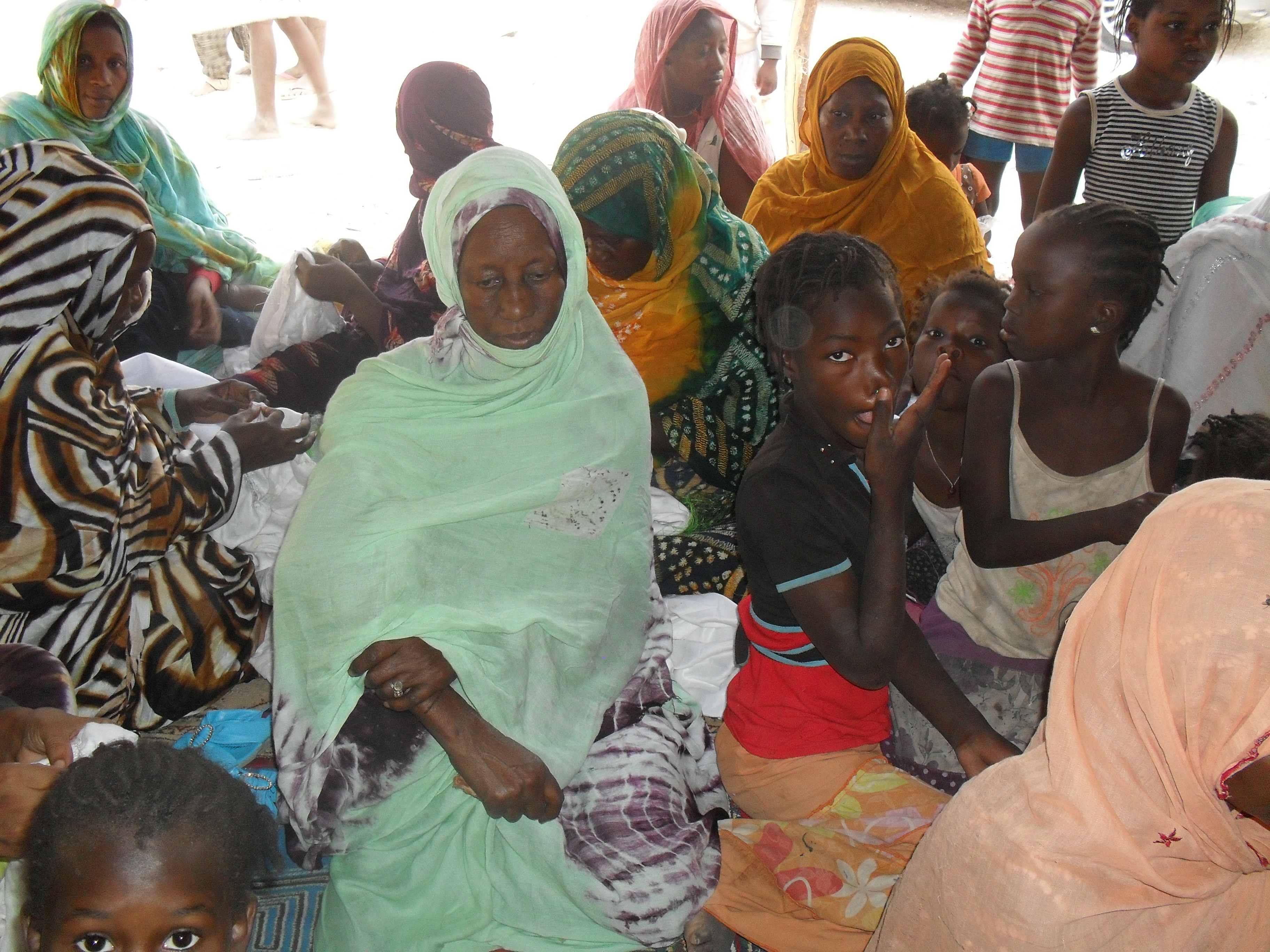
Campagne d'information auprès des familles pour lutter contre le travail des "petites bonnes" en Mauritanie.

Les raisons de l’entrée dans le travail domestique sont nombreuses : il est souvent perçu comme « normal » ou au moins ne posant pas de problème, il peut être institutionnalisé :
- Il représente une manière d’échapper à la misère comme pour les reste-avec haïtiens.
- Il peut aussi faire l’objet d’un trafic ou d’un remboursement de dettes. Ainsi, au Pakistan ou au Népal, des familles rurales ayant contracté des dettes doivent souvent louer leur enfant comme domestique pour les rembourser[56].
- En Éthiopie, le travail domestique donne lieu à un véritable « commerce international » : Chaque année des milliers de filles sont envoyées vers des pays du Moyen-Orient pour y travailler dans des conditions parfois très violentes[57].

### «Pires formes de travail»
On estimait en 2002 que 8,4 millions d’enfants se retrouvaient dans une des « pires formes de travail » telles que définies par l’OIT (convention 182, article 3). Ce chiffre est cependant une estimation basse car seuls les pays effectivement inclus dans l’enquête ont été comptés sans extrapolation aux autres pays, et les critères choisis sont relativement stricts. Le nombre réel d’enfants dans ces conditions peut en réalité être bien supérieur. L’OIT classe ces formes en cinq catégories : le travail forcé, le trafic d’enfants, l’industrie du sexe, les conflits armés et les activités illicites.

#### Travail forcé et esclavage

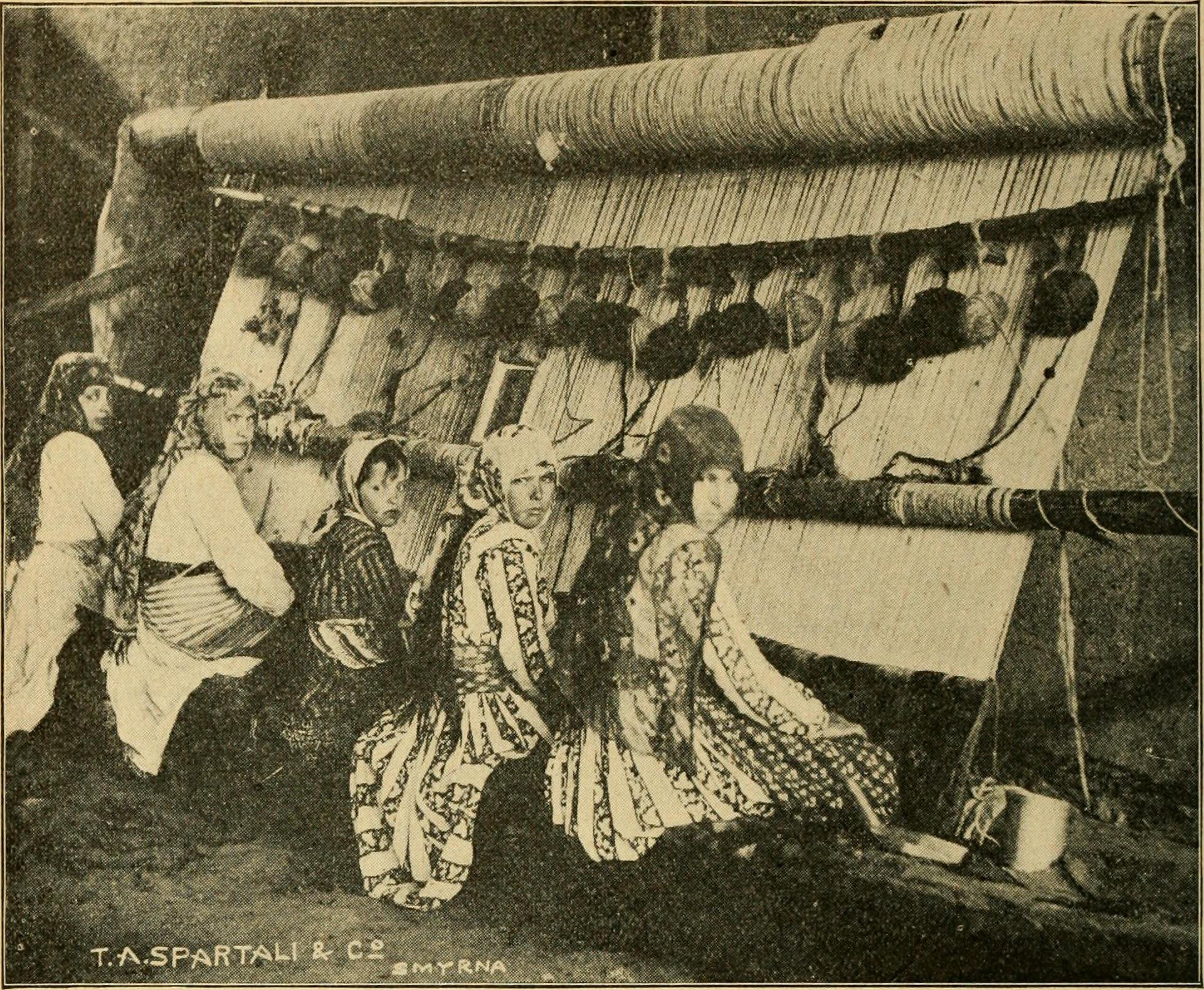
Fillettes travaillant au tissage des tapis à Smyrne en Turquie, 1907

Le travail forcé concerne environ 5,7 millions d’enfants dans le monde. Il se distingue des autres formes de travail des enfants par une certaine restriction des mouvements de l’enfant, une violence mentale ou physique, l’absence de consentement et / ou une forme de contrôle au-delà de la normale. L’esclavage va encore plus loin en réduisant la personne à l’état de marchandise appartenant à son « propriétaire ».
Si les estimations indiquent que la majorité de ces enfants se trouvent en Asie (5,5 millions), c’est aussi parce que les sources fiables manquent pour les autres régions, ce type de travail étant difficile à apprécier. Une autre raison est le caractère quasi institutionnel de la servitude pour dettes (bonded labour en anglais) comme le système de kamaiya au Népal : dans de tels systèmes, des parents peuvent placer un enfant dès 7 ou 8 ans pour un travail en usine afin d’obtenir un prêt ou de payer des dettes. Les différents rapports montrent que, dans la plupart des cas, ce travail tourne vite à l’esclavage.

Les exemples les plus connus sont au Népal, au Pakistan et en Inde. Dans ce dernier pays, la pratique est répandue dans l’agriculture et les industries de la cigarette, de la soie ou des tapis. Une étude portait sur les conditions de vie des milliers d’enfants travaillant dans l’industrie du tapis et les décrivait

« […] kidnappés, déplacés ou placés par leurs parents pour de faibles sommes d’argent. La plupart d’entre eux sont retenus en captivité, torturés et forcés à travailler 20 heures par jour sans une pause. Ces petits enfants doivent s’accroupir sur leurs orteils, de l’aube au crépuscule chaque jour, handicapant sévèrement leur croissance. Les activistes sociaux dans ce domaine n’arrivent pas à travailler en raison du contrôle proche de celui d’une mafia exercé par les gérants des ateliers de tissage. »

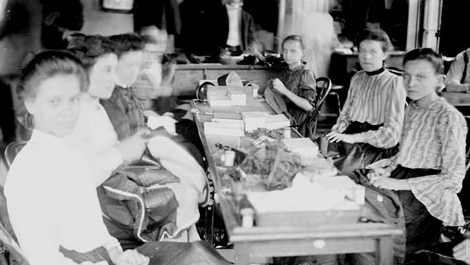
Dans un sweatshop à Chicago en 1903.

D’autres situations similaires se retrouvent au Brésil avec les plantations de canne à sucre et les charbonniers. En 1993, des enfants de 4 ans avaient été reportés au travail dans une plantation de coton à Paraná. En Mauritanie, malgré l’abolition de l’esclavage en 1980, il reste encore environ 400 000 personnes d’Afrique noire servant d’esclaves à des Berbères, les enfants comme les adultes. La fondation Walk Free publie un indice sur l’esclavage et produit des rapports pour certains pays.

#### Trafic d’enfants
Le trafic d'enfants inclut « le recrutement, le transport, le transfert, l’abri ou la réception d’un enfant à des fins d’exploitations ». L’OIT estime que 1,2 million d’enfants subissent un tel trafic dans le monde dont 550 000 rien qu’en Amérique du Sud. Mais ce 1,2 million n’est pas compté dans le total des « pires formes de travail » afin d’éviter un double compte : les enfants trafiqués subissent en général une autre forme d’exploitation.
Le but du trafic dépend de l’âge et du sexe des enfants : les garçons sont généralement trafiqués pour du travail forcé dans de grandes plantations ou le trafic de drogue tandis que les filles sont plutôt destinées à l’exploitation sexuelle ou domestique. Les enfants peuvent aussi être exploités dans des réseaux de mendicité organisée, envoyés pour des réseaux d’adoption illégaux ou pour des mariages forcés. Les trafics s’opèrent aussi bien à l’intérieur des pays, qu’entre différents pays ainsi qu’à l’échelle mondiale. Les réseaux sont à la fois nationaux, continentaux ou mondiaux ; l’OIT a ainsi identifié quelques grandes routes de trafic international : Amérique latine → Europe et Moyen-Orient ; Asie → Europe et Moyen-Orient ; Népal et Bangladesh → Inde ; Birmanie et Laos → Thaïlande ; Afrique de l’Ouest → Nigéria ; Afrique australe → Afrique du Sud ; Europe de l’Est → Europe de l’Ouest.

#### Exploitation sexuelle

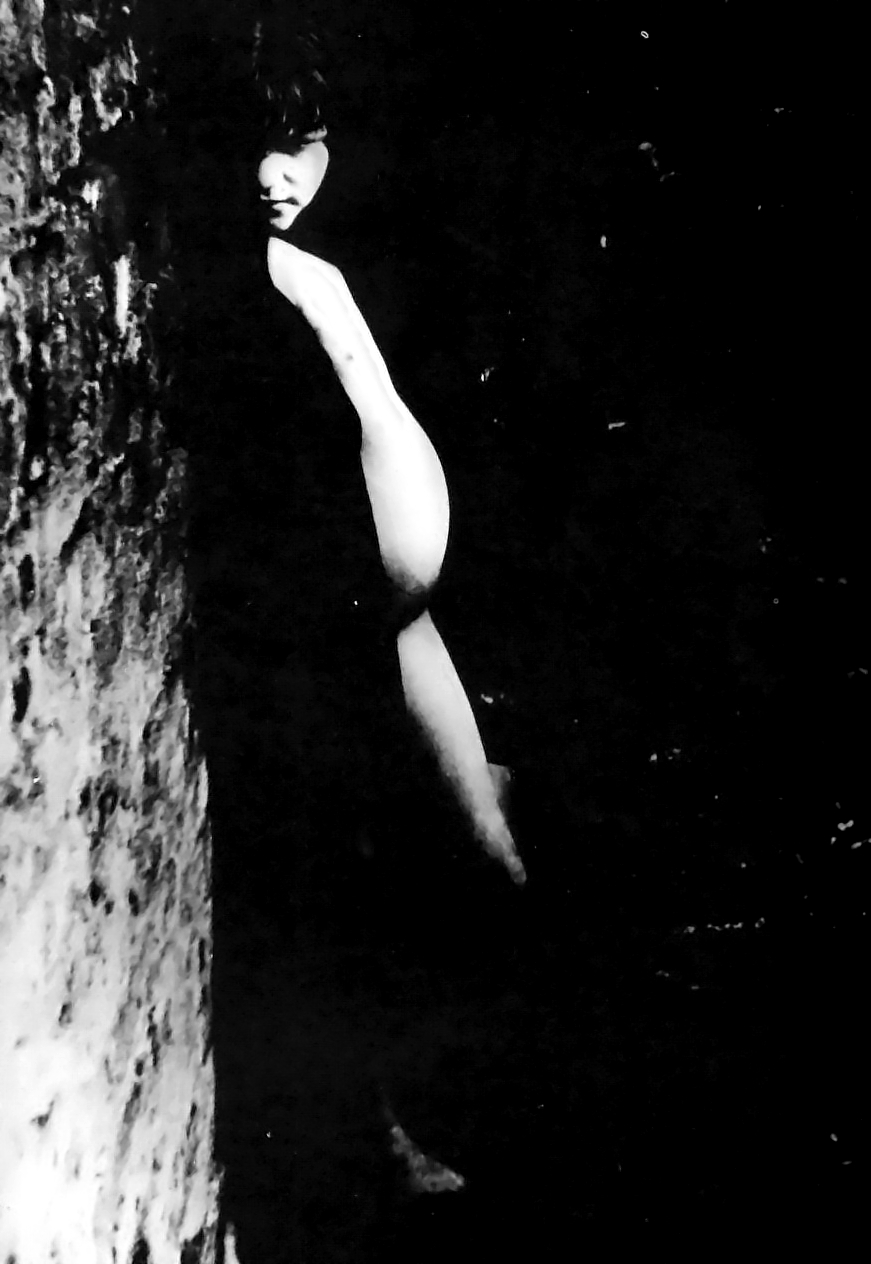
Enfant prostituée. Daguerréotype anonyme (1871) « Mary Simpson, une vulgaire prostituée de 10 ou 11 ans. Est connue sous le pseudonyme de Madame Berry depuis au moins deux ans. Enceinte de quatre mois »

D’après l’OIT, 1,8 million d’enfants sont impliqués dans le commerce sexuel mondial, la plupart entre 15 et 17 ans ; 750 000 se trouvaient en Amérique du Sud et Caraïbes, 590 000 en Asie / zone Pacifique et 420 000 dans les pays développés. Les formes de travail sont diverses : pornographie juvénile, prostitution, trafic sexuel et / ou tourisme sexuel. 98 % des enfants concernés sont des filles.
L’exploitation sexuelle des enfants apparaît dans les médias à l’occasion de scandales sur le tourisme sexuel, organisé en général pour des hommes venant de pays développés vers la Thaïlande, la République dominicaine ou le Brésil entre autres pays. Mais l’exploitation sexuelle est aussi organisée localement : aux États-Unis, on estime à plus de 100 000 le nombre d’enfants prostitués, soit environ 0,25 % des enfants américains. L’exploitation sexuelle peut être liée à d’autres formes d’exploitations : les fabriques indiennes de tapis citées plus haut sont connues pour servir de centres de recrutement pour des maisons closes. Les enfants prostitués sont exposés aux maladies sexuellement transmissibles, aux grossesses non désirées, aux drogues. Ils souffrent également de stigmatisations dans le reste de la société, et sont parfois même considérés comme « illégaux » et traités comme tels par les forces de l’ordre, par exemple quand le racolage est interdit.
La prostitution d’enfants répond à une demande, entretenue par certaines superstitions (avoir une relation sexuelle avec un enfant entretiendrait la virilité) et la crainte du sida (les enfants sont supposés être moins contaminés que les adultes, supposition souvent fausse).
La pornographie enfantine est définie par les Nations unies comme « toute représentation, par quelques moyens que ce soit, d’un enfant s’adonnant à des activités sexuelles explicites, réelles ou simulées, ou toute représentation des organes sexuels d’un enfant, à des fins principalement sexuelles », dans le protocole facultatif à la Convention des droits de l'enfant. Le développement d’Internet a aussi accru la demande pour ce type de pornographie dont on estime qu’elle concerne un million d’images en circulation, incluant également les images montrant des actes de sadisme, de dépravation sexuelle et / ou de relations entre enfants parfois très jeunes. Les études font état de graves troubles psychologiques pour les enfants victimes de pédophiles, dont des tendances suicidaires. Ce commerce génère deux à trois milliards de dollars US aux seuls États-Unis.

#### Enfants soldats

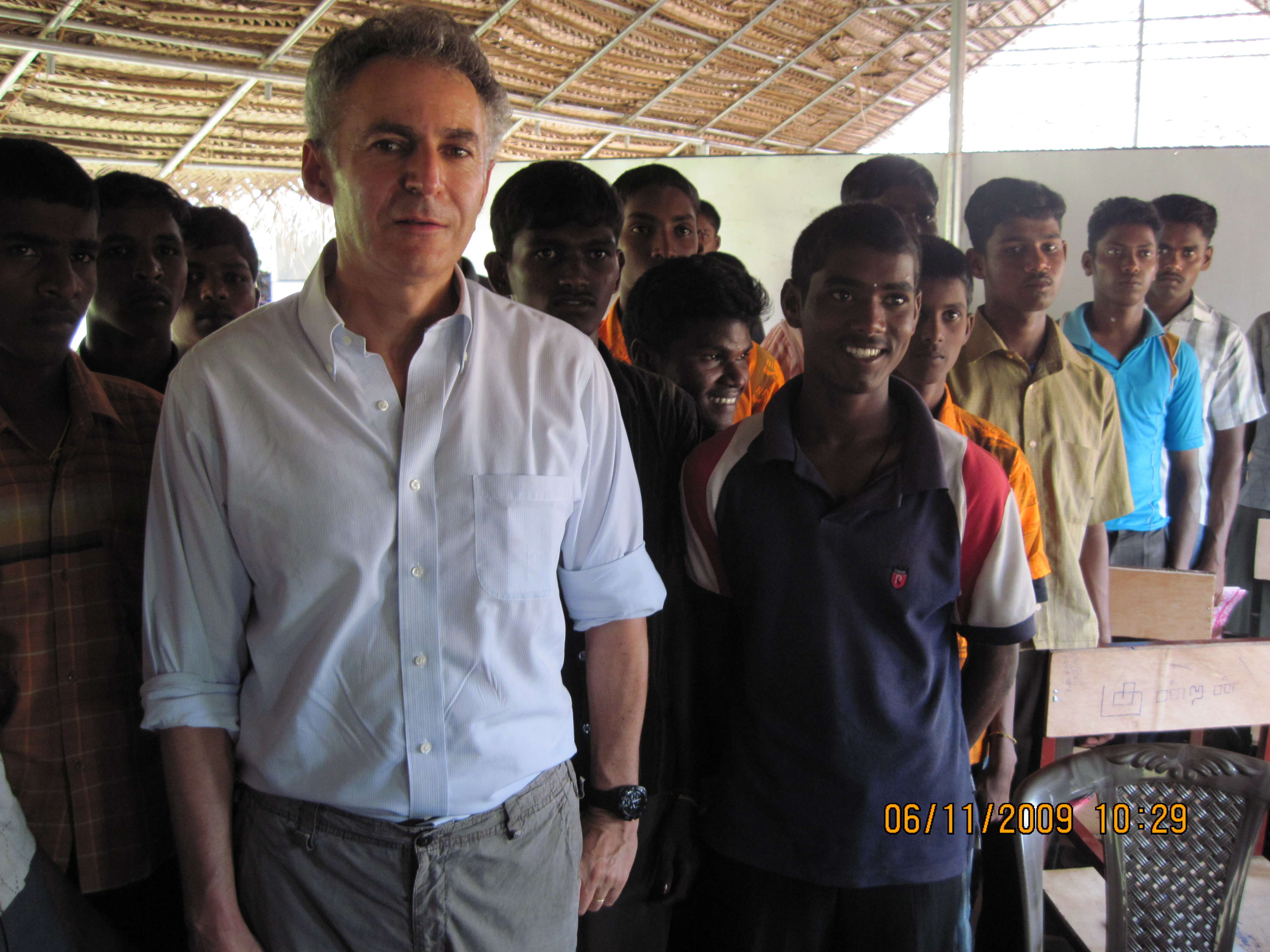
Enfants soldats dans un centre de réinsertion, Sri Lanka, 2009

Actuellement, il y aurait environ 300 000 enfants soldats dans le monde, impliqués dans une trentaine de conflits ; un tiers d’entre eux se trouvent en Afrique subsaharienne et dans les conflits réguliers en République démocratique du Congo, en Colombie (où entre 11 et 14 000 enfants feraient partie des forces paramilitaires) et en Birmanie (où 20 % de l’armée serait composée de mineurs d’après Human Rights Watch). La plupart d’entre eux ont entre 14 et 18 ans mais on compte aussi des enfants d’à peine 8 ou 9 ans qui s’engagent volontairement dans des milices et autres groupes paramilitaires. Si l’image la plus courante est celle de l’enfant-combattant fusil à la main, les enfants-soldats sont utilisés pour de nombreuses tâches : espionnage et reconnaissance, pose de mines, entraînements des soldats adultes mais aussi tâches ménagères, portage du matériel ou cuisine. Les filles sont de plus exposées aux abus sexuels.
Leurs motivations incluent la recherche d’un moyen de survie dans des régions souvent dévastées, l’expérience de membres de leurs familles tués ou mutilés par le conflit ou la faible éducation qui ne permet pas d’autre choix. De nombreuses filles s’engagent pour échapper aux abus sexuels ou à la servitude domestique, bien que leurs conditions de vie ne soient pas forcément meilleures en tant que soldats. La proportion de filles serait d’environ 40 %. Les motivations de leurs recruteurs sont différentes : les enfants-soldats sont « impressionnables, sensibles à l’autorité, moins portés à déserter ou à réclamer leur solde que des adultes ». L’Unicef affirme que la diffusion de petites armes légères a renforcé l’utilisation d’enfants.

## Les déterminants du travail des enfants
Pour Bénédicte Manier, le travail des enfants est causé par un ensemble de facteurs agissant en commun : la pauvreté des familles, la faible scolarisation, l’échec ou l’inefficacité des politiques sociales ainsi que certains facteurs socioculturels. Parmi ces facteurs, la pauvreté est régulièrement identifiée comme une raison essentielle.

### Causes socio-économiques

#### Effets de la pauvreté

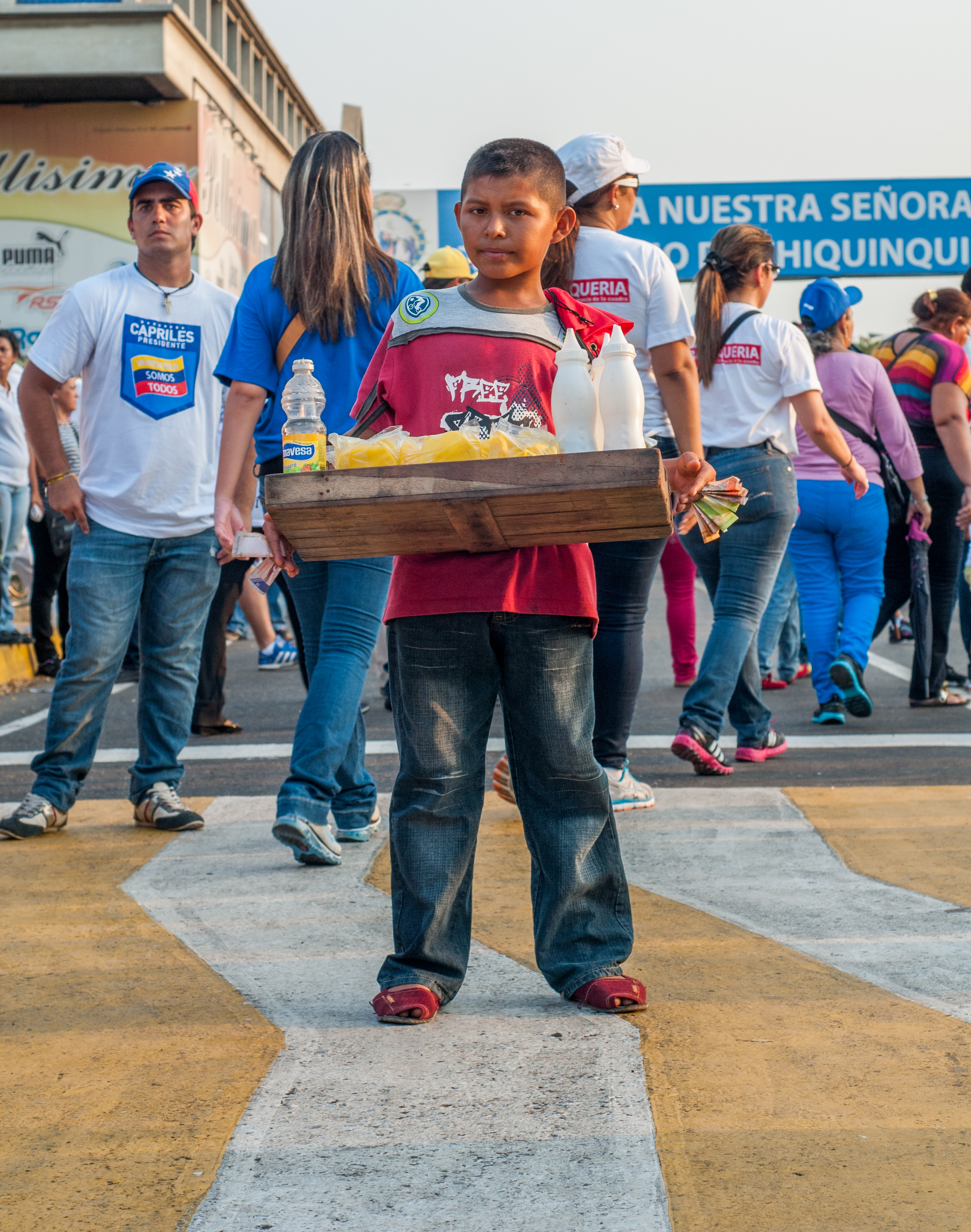
Vendeur de mangues à Maracaibo, Venezuela, 2013.

Le travail des enfants a été identifié comme une des stratégies de survie des populations pauvres : ces stratégies visent à assurer l’essentiel et en premier lieu l’alimentation du jour. Chaque membre de la famille étant une bouche à nourrir, tous sont appelés à contribuer au revenu familial. La pauvreté empêchant le pouvoir de décision à long terme et entraînant une lutte quotidienne pour sa survie, les familles peuvent être amenées à accepter n’importe quelle proposition les aidant à améliorer leur situation — l’analphabétisme encore fréquent dans les pays en développement pouvant les amener à croire des personnes peu scrupuleuses. Le lien entre pauvreté et travail des enfants se vérifie également dans les pays développés (où les enfants au travail font partie des couches défavorisées) et dans les pays ayant connu des crises économiques (l’Argentine en 2000, l’Asie du Sud-Est en 1997, l’Europe de l’Est) où les enfants au travail font partie des « nouveaux pauvres ».
La pauvreté des familles provient souvent elle-même du chômage ou du sous-emploi des parents : d’après l’OIT, en 2003, 180 millions de personnes sont au chômage et 700 millions sont sous-employées soit au total un tiers de la population active mondiale qui ne gagne pas le minimum vital. Si le secteur informel absorbe une partie de cette main-d’œuvre, il n’est pas illimité et les revenus qu’il dégage ne sont pas stables d’où le recours à un revenu d’appoint en faisant travailler les enfants. De plus, la demande d’emploi étant supérieure à l’offre, les employeurs peuvent davantage imposer leurs conditions et choisir d’embaucher des enfants (moins payés et plus dociles) que des adultes : dans de nombreuses situations, les enfants travaillent alors que les parents sont au chômage, entrant ainsi en « concurrence involontaire ».
La vulnérabilité s’ajoute à la pauvreté : les enfants au travail se situent fréquemment au bas de l’échelle sociale parmi les castes inférieures en Inde, les paysans sans terre au Brésil, les réfugiés, les minorités ethniques, etc. Les systèmes inégalitaires rendent plus facile l’exploitation d’enfants.
|  |  |
|  |  |

#### Le choix entre travail et scolarisation

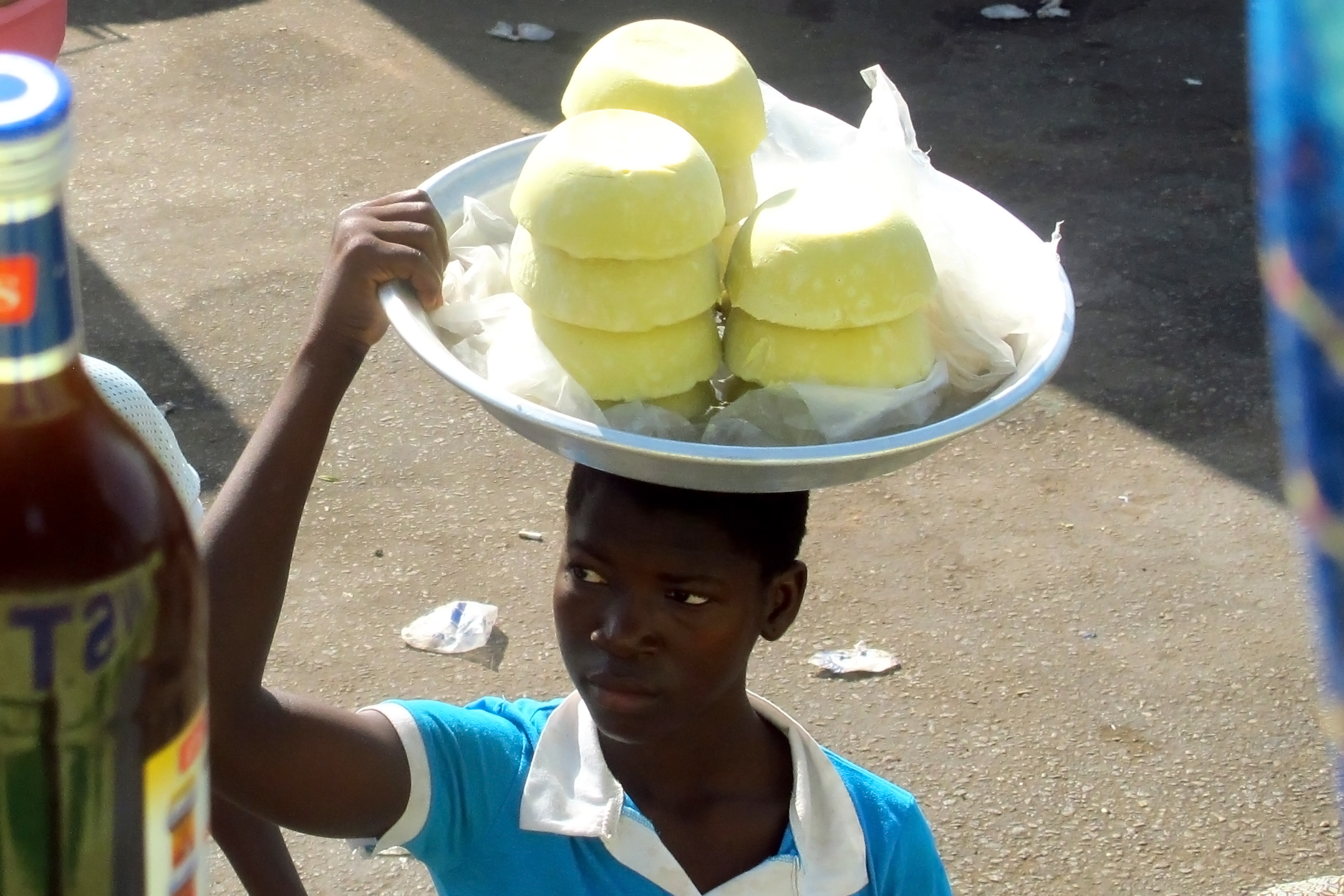
Jeune vendeuse de beurre de karité à Tafiré en Côte d'Ivoire, 2017

Appliquée aux décisions familiales, la théorie microéconomique analyse la scolarisation comme le résultat d’un arbitrage avec le travail. D’après Gary Becker, le résultat de cet arbitrage est que les enfants sont envoyés à l’école tant que le profit à terme anticipé de l’éducation est supérieur au coût d'opportunité, c’est-à-dire à la perte de revenu immédiate qu’implique la scolarisation. La possibilité du travail des enfants vient s’ajouter aux coûts de scolarisation, dans la mesure où elle représente un manque à gagner, tandis que la qualité de l’enseignement influe directement sur le profit anticipé de l'éducation.
Le coût de la scolarisation s'accroît donc avec les salaires. Des études ont montré que, dans les pays latino-américains, la hausse du niveau de salaire diminue les chances de scolarisation. Au Mexique, la hausse du niveau des salaires diminue les chances que l'enfant soit uniquement scolarisé sans travailler. Cet effet des salaires est parfois plus important dans les zones riches que dans les zones pauvres. Ainsi au Brésil dans les années 1990, le travail des enfants était plus important dans la région riche de São Paulo que dans celle pauvre de Bahia.
D’ailleurs, d’autres études montrent que le taux de chômage a un effet similaire. Les périodes de chômage, bien que synonymes de pauvreté, sont favorables à la scolarisation et au recul du travail des enfants, parce qu'elles réduisent le coût d'opportunité de la scolarisation. Cela montre que le coût d’opportunité de la scolarisation a un effet décisif sur le travail des enfants, et que la pauvreté ne suffit pas seule à l’expliquer.
Des mesures microéconomiques peuvent modifier cet arbitrage entre scolarisation et travail. Gary Becker, qui l'interprète comme l’opposition des intérêts économiques à court terme des parents et ceux à long terme de l’enfant, propose ainsi de payer les parents lorsque leurs enfants sont scolarisés. Cette mesure est appliquée au Mexique, où environ 2 millions de familles pauvres reçoivent en moyenne 25 dollars par mois lorsque leurs enfants sont scolarisés (le revenu moyen mensuel de ces familles est d'environ 100 dollars) ainsi qu'au Brésil, de façon similaire aux allocations familiales introduites en France au début du XXe siècle.

### Facteurs socioculturels

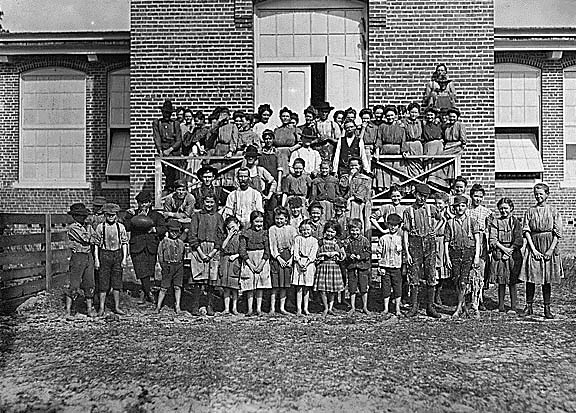
Enfants employés au Tifton Cotton Mills en Géorgie (États-Unis), 1909

La valeur attribuée à l'éducation par rapport à l'apprentissage ou au travail n'est pas la même selon les cultures : la « culture de l'école » a mis plus d'un siècle à s'implanter durablement en Europe et elle ne semble toujours pas acquise dans de nombreux pays en développement où les grands-parents et souvent les parents ne sont pas allés à l'école. Le travail des enfants, loin d'être vu comme un « fléau », y est valorisé car il permet souvent l'apprentissage tandis que le système éducatif ne mène pas forcément à un bon emploi ; cette conception est souvent celle des populations pauvres. La perception qu'en ont les enfants est aussi variable : il y a ceux qui souffrent de leur condition mais d'autres qui sont fiers d'aider leur famille ou d'apprendre un savoir-faire.
Le faible taux de scolarisation des filles (qui forment 60 % des enfants non scolarisés) provient quant à lui souvent de préjugés culturels, les filles étant « destinés à être mariées » et l'éducation étant alors une perte de temps et d'argent : il vaudrait mieux leur apprendre à effectuer les travaux domestiques. Ainsi, si le travail des filles commence plus tôt, il est aussi moins visible puisque restreint à la famille.
Les études empiriques montrent que le niveau d’éducation des parents, et plus particulièrement de la mère, est le plus important déterminant du travail ou de la scolarisation des enfants. Il aurait plus d’impact que le niveau de revenu, le coût d’opportunité et la qualité du système éducatif (ces variables sont toutefois toutes liées). L’explication de ce phénomène reste incertaine. Les mères éduquées ont une préférence plus grande pour l’éducation. Elles ont aussi une plus grande influence au sein de la famille, ce qui se révèle décisif lorsque leur préférence pour la scolarité n’est pas totalement partagée par le père. Enfin, dans la mesure où les mères passent davantage de temps avec leurs enfants, leur niveau d’éducation diminue le coût de celui de leurs enfants.

### Faiblesse de la scolarisation et des politiques sociales

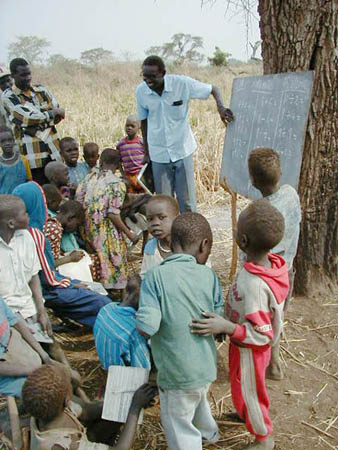
École rurale au Soudan.

Pour l'Unicef, 117 millions d'enfants ne sont pas scolarisés dans le monde, chiffre qui monte à plus de 400 millions en incluant les moins de 18 ans. De même que la scolarisation obligatoire a été un facteur important d'abandon du travail des enfants en Occident, les faibles taux des pays en développement et notamment de l'Afrique sub-saharienne empêchent ce phénomène de reculer. Même lorsqu'un enfant est inscrit à l'école, l'achèvement de sa scolarité n'est pas assuré : seul un enfant sur trois termine son cycle primaire dans le monde, les écoles atteignent difficilement les zones rurales et les bidonvilles des banlieues, les fournitures scolaires et la cantine coûtent cher aux parents, ce à quoi l'enfant peut contribuer par une activité rémunératrice. Mais ce travail peut lui-même empêcher l'assiduité d'où un cercle vicieux aboutissant à l'exclusion de l'école.
L'échec de l'éducation est lui-même imputé aux budgets insuffisants alloués à ce domaine alors qu'il occupe plus d'un cinquième du budget d'un pays comme la France, la part allouée à l'éducation dans les pays en développement ne cesse de régresser (- 30 % dans les années 1990) ; la corruption des gouvernements, la dette des pays pauvres, la faiblesse de l'aide au développement et la faiblesse des recettes provenant de leurs exportations ne leur permettent pas d'accroître ce budget. L'Internationale de l’éducation estime ainsi que 70 % des enseignants dans le monde sont pauvres, les obligeant alors à recourir à un travail supplémentaire pour couvrir leurs besoins, et que la pénurie d'enseignants atteint 2,7 millions de personnes.

### Rôle économique

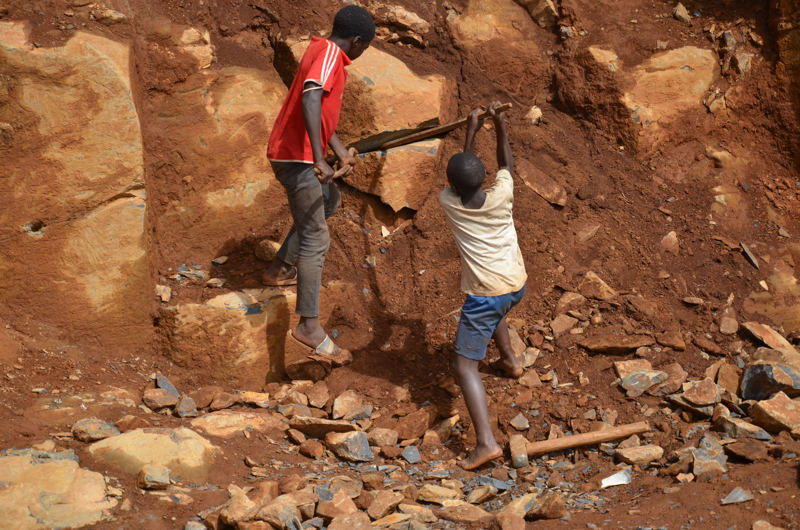
Enfants camerounais travaillant dans une carrière pendant les vacances

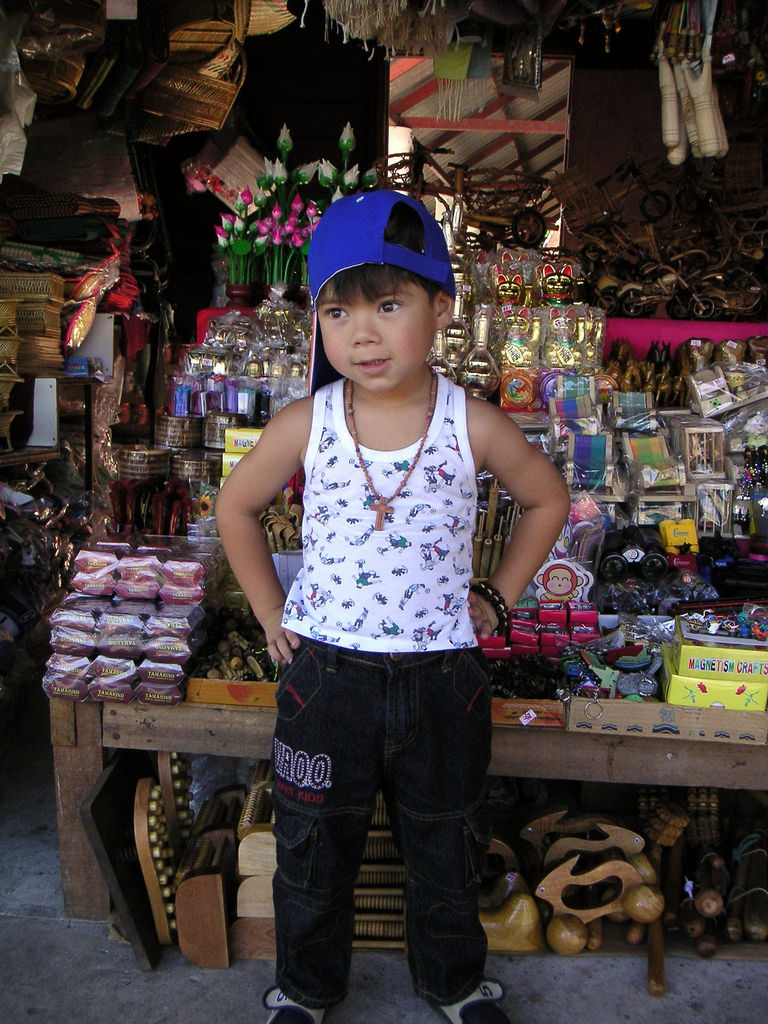
Enfant thaïlandais vendant des souvenirs, dernier maillon d'une chaîne de production pouvant s'étendre sur plusieurs pays.

Fournissant un travail, ces enfants participent à l'économie. Une grande partie de ce travail est « invisible », dans le sens où il est attesté, mais il n'est pas comptabilisé : c'est le cas du travail dans la sphère familiale, qui concerne encore souvent les femmes n'ayant pas d'activité professionnelle mais s'occupant de leur famille. Les enfants qui travaillent à l'extérieur de leur famille y apportent une contribution financière directe (participation au budget familial) et indirect (ils subviennent à leurs propres besoins et représentent une bouche de moins à nourrir). L'OIT estimait qu'un enfant actif peut apporter entre 20 et 25 % du revenu familial pour une famille pauvre.
La minorité des enfants salariés pèse un certain poids dans l'économie du pays : l'OIT estime que les enfants représentent près 5 % de la population active en Amérique latine, mais 14 % au Kenya. Il n'existe que des ordres de grandeur pour leur poids par secteur : ainsi, au Pakistan, l'industrie du tapis rapportait 109 millions de dollars en exportations en 1995-96 d'après le patronat ; selon la SACCS (South Asian Coalition on Child Servitude), 500 000 enfants y travailleraient (sur 1,5 million de salariés), un chiffre sujet à caution mais qui donne un ordre de grandeur.
Les enfants impliqués dans le commerce, notamment dans le travail informel de vente dans les rues, se retrouvent souvent à être le dernier maillon d'une chaîne de production, quand ils vendent des boissons fraîches de grandes marques, des journaux, des friandises, etc., entrant parfois en concurrence avec les commerces établis. De même, les récupérateurs de déchets font partie du système de recyclage informel, en apportant les ordures à des récupérateurs professionnels. De fait, la principale motivation pour employer des enfants est d'ordre économique : un enfant est moins cher et plus docile qu'un adulte, avec des salaires deux à six fois moins élevés qui permettent de réduire les dépenses salariales.

### Coûts et bénéfices
Un des arguments avancés contre l'abolition du travail des enfants est le fait que celui-ci, en améliorant la rentabilité des entreprises, contribue à l'industrialisation et donc au développement économique du pays. L'OIT a conduit une étude en 2004 sur les coûts et les bénéfices liés à l'abolition du travail des enfants. Sa conclusion est claire :

« Bien que certains avantages importants, tels qu’un renforcement des chances de développement personnel, sont difficilement mesurables en termes monétaires, nos calculs permettent clairement de conclure que l’élimination du travail des enfants représente un investissement global très rentable. »

Plus précisément, cette étude portait sur la réalisation du programme IPEC dans les pays en développement et en transition. Les coûts du projet sont l'amélioration de l'éducation (infrastructure, enseignants, fournitures…), le transfert de revenus (c'est-à-dire les programmes visant à compenser la perte pour les familles du revenu dégagé par l'enfant, sous forme de prestations sociales), les interventions non scolaires (visant les pires formes de travail, les enfants très pauvres et/ou de castes inférieures, les facteurs culturels dont les différences liées au genre), et le coût d'opportunité (les bénéfices perdus à la suite du retrait des enfants de leur travail). Les bénéfices économiques attendus sont une capacité de production accrue grâce à une meilleure éducation, et une réduction des coûts de santé grâce à l'arrêt des pires formes de travail. En utilisant des données nationales et l'expérience de programmes déjà en place, l'étude a pu estimer le total des coûts et bénéfices :
| Région                     | Pays en transition | Asie    | Amérique latine | Afrique sub-saharienne | Afrique du Nord Moyen-Orient | Ensemble |
| -------------------------- | ------------------ | ------- | --------------- | ---------------------- | ---------------------------- | -------- |
| Éducation                  | 8,5                | 299,1   | 38,7            | 107,4                  | 39,6                         | 493,4    |
| Transfert de revenus       | 0,7                | 6,3     | 1,2             | 1,5                    | 1,1                          | 10,7     |
| Autres interventions       | 0,4                | 2,4     | 5,8             | 0,6                    | 0,2                          | 9,8      |
| Coût d'opportunité         | 16,0               | 151,0   | 30,9            | 30,1                   | 18,8                         | 246,8    |
| Coûts totaux               | 25,6               | 458,8   | 76,6            | 139,5                  | 59,7                         | 760,3    |
| Meilleure éducation        | 145,8              | 3 307,2 | 403,4           | 721,8                  | 500,2                        | 5 078,4  |
| Santé améliorée            | 4,0                | 14,0    | 3,8             | 2,1                    | 3,9                          | 28,0     |
| Bénéfices totaux           | 149,8              | 3 321,3 | 407,2           | 723,9                  | 504,1                        | 5 106,3  |
| Bénéfices économiques nets | 124,2              | 2 862,4 | 330,6           | 584,4                  | 444,4                        | 4 346,1  |
| Paiements de transferts    | 13,1               | 125,8   | 23,5            | 29,1                   | 22,1                         | 213,6    |
| Bénéfices financiers nets  | 111,1              | 2 736,6 | 307,1           | 555,4                  | 422,3                        | 4 123,5  |

L'OIT a conclu de cette étude que l'élimination du travail des enfants, généralement poursuivie pour des raisons éthiques, est également valable d'un point de vue économique ou financier : les bénéfices dépasseraient de 6 à 7 fois les coûts. Cette étude rejoint celles de la Banque mondiale qui tendent à montrer qu'investir dans l'éducation est une opération rentable à long terme pour les pays concernés. En Afrique sub-saharienne, les bénéfices financiers nets dépassent la moitié du revenu national brut annuel. Cependant, l'étude ne reste qu'une estimation, portant sur un programme théorique durant 20 ans ; et les coûts restent supérieurs aux bénéfices pendant les 15 premières années, les bénéfices s'envolant en revanche à partir de la 16e année. L'OIT appelle à juste titre ce projet un « investissement transgénérationnel ».

## Vers l'abolition?

### Évolution du droit

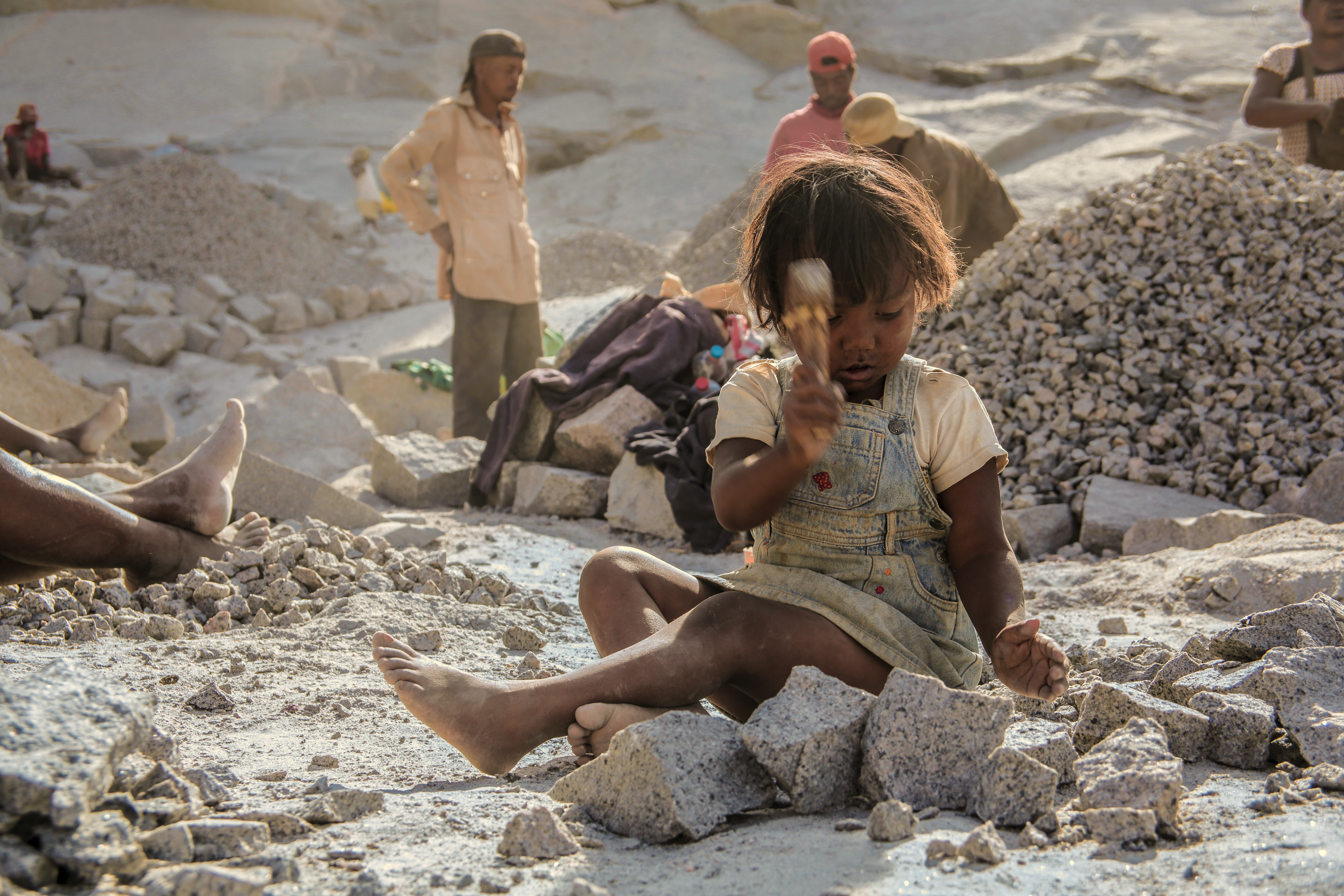
Fillette imitant ses parents, casseurs de pierres sur la carrière d'Ambatobe à Tananarive (Madagascar), 2016

Au niveau international, le travail des enfants est régi par plusieurs conventions de l'OIT dont les principales sont actuellement la convention no 138 sur l'âge minimum de travail (datant de 1973 et remplaçant plusieurs conventions précédentes sur l'âge minimum dans divers secteurs d'activités) et la convention no 182 sur les pires formes de travail (voir la carte à ce sujet plus haut). La chronologie permet de retracer les premières conventions de l'OIT qui, depuis 1919, portaient généralement sur l'âge minimum dans différents secteurs d'activité. Ces conventions servent effectivement de « code du travail » international et de référence pour les ONG. L'ONU joue également un rôle important, notamment avec la Convention relative aux droits de l'enfant et les conventions portant sur l'esclavage et les enfants-soldats. Deux conférences ont été organisées spécifiquement sur ce sujet par l'ONU, à Amsterdam en 1997 et à Kampala en 1998.
Au niveau national, les lois évoluent lentement dans le sens du durcissement et d'un rehaussement de l'âge légal, la convention 138 accordant une certaine marge de manœuvre dans ce domaine pour les travaux légers dans les pays en développement. L'âge minimum varie ainsi de 14 à 16 ans dans ces pays mais avec quelques exceptions notables comme au Bangladesh où 12 ans suffisent pour travailler en magasin ou dans les plantations de thé ou encore en Haïti où l'on peut être légalement domestique dès 12 ans (quand bien même cette tâche n'y est guère « légère », comme dans le cas des reste-avec). Cependant, tous les pays n'ont pas signé les conventions de l'OIT et les sanctions restent encore faibles : les pays développés disposent généralement d'une inspection du travail mais dont les moyens restent inégaux ; ces inspections sont inexistantes dans de nombreux pays pauvres. L'OIT peut émettre des recommandations lorsqu'un pays ne se conforme pas aux conventions.
Le changement vers l'abolition se heurte à plusieurs obstacles : d'une part, l'ampleur du phénomène est telle que les quelques actions médiatisées (retrait d'une centaine d'enfants d'une mine par exemple) n'est rien par rapport aux centaines de milliers d'ateliers, d'exploitations agricoles, etc. concernées et d'autre part, les ONG tant internationales que locales dénoncent régulièrement des problèmes de corruption et d'inertie politique maintenant le système en place, notamment face aux pressions des industriels.

### Débat autour de l'abolition
L'application des lois n'est jamais suffisante : tous les acteurs du domaine s'accordent pour dire que ce sont les transformations socio-économiques qui peuvent affecter durablement le travail des enfants, au premier rang desquelles la lutte contre la pauvreté. Si la convention 182 de l'OIT a clairement défini les « pires formes de travail » comme une priorité et si l'esclavage et l'exploitation sexuelle des enfants sont unanimement condamnés, le débat est toujours présent sur les formes « acceptables » ou « tolérables » de travail des enfants.
D'une part, les « abolitionnistes » — et notamment la CISL — prônent une interdiction complète du travail des enfants, ceux-ci devant être scolarisés. Elle passerait par un durcissement des lois, la répression des employeurs et un développement des politiques d'éducation. Les arguments rejoignent ceux des abolitionnistes européens de la fin du XIXe siècle qui ont lentement réussi en imposant la scolarisation.[réf. nécessaire]
D'autre part, les « non-abolitionnistes » — comprenant des ONG de terrain, souvent locales, et des syndicats d'enfants travailleurs — estiment que l'abolition est une utopie à court et moyen terme et qu'empêcher un enfant de participer à sa survie et celle de sa famille serait contre-productif. L'abolition est ainsi vue comme un dogme occidental, peu adapté à la réalité et à la culture locale. Les non-abolitionnistes proposent plutôt d'encadrer ce travail pour supprimer l'exploitation et permettre un minimum de scolarisation en même temps. Pour Manier, « en visant à réguler et non à proscrire, cette approche pragmatique comporte toutefois le risque de conforter le phénomène ». Au-delà des divergences, la lutte contre la pauvreté fait partie des objectifs communs aux deux camps.
Certains arguments sont encore avancés mais ne résistent guère à l'analyse. Le patronat du XIXe siècle suggérait que la petite taille des enfants leur permettait des tâches trop difficiles aux adultes, une idée encore entendue de nos jours. L'emploi d'enfants était aussi considéré comme un facteur de « paix sociale » en évitant aux enfants pauvres de tomber dans la délinquance. Cette idée a été battue en brèche par la montée de la scolarisation et par le fait que la délinquance est elle-même liée au monde du travail : des activités illicites comme le trafic de drogue, le proxénétisme ou le vol sont souvent organisés, avec une relation employeur-employé.[réf. nécessaire]

### Actions

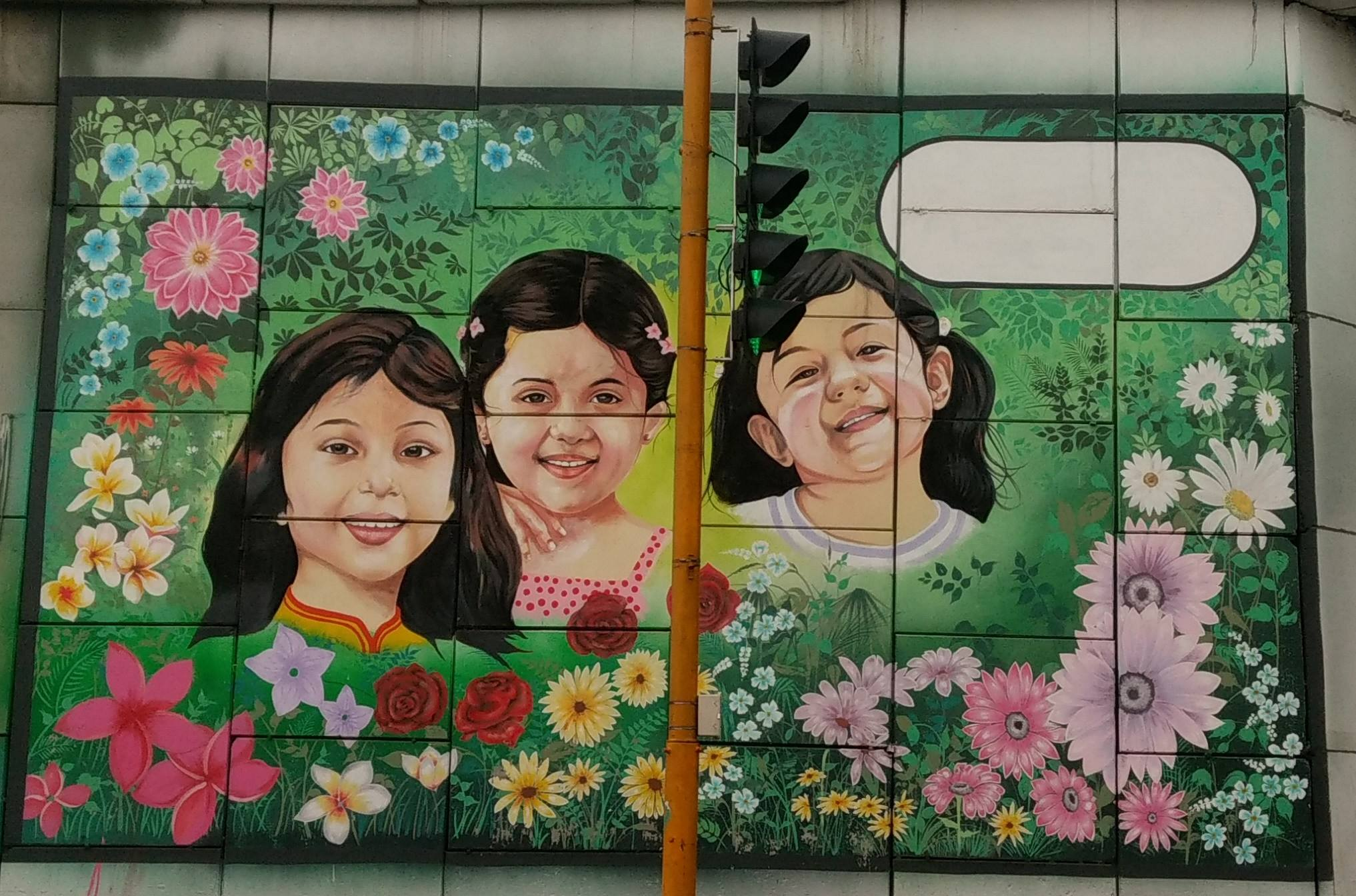
Save Girl Child, Beti Bachao, campagne du gouvernement indien.

Les actions de lutte contre le travail des enfants incluent les mesures législatives prises par les gouvernements nationaux, la sensibilisation de l'opinion publique, les actions ciblant les entreprises en amont dont la « consommation citoyenne » et le boycott, les actions de terrain et le syndicalisme des enfants. On peut mentionner également, les codes de conduite et les protocoles adoptés de manière plus ou moins volontaire de « chartes » et de « protocoles » par les entreprises, à la suite des pressions exercées par l'opinion politique, les ONG et les syndicats, ainsi que des programmes d'action de la part d'organisations intergouvernementales comme, notamment, l'Organisation internationale du travail (OIT) et l'UNICEF.

#### Dans les pays développés
Depuis l'année 1982, les ONG, les syndicats et d'autres associations se sont mobilisés pour révéler et dénoncer les conditions de travail d'enfants, et en particulier dans les fabriques de vêtements ou de jouets en Asie. Ils utilisent différents outils (pétitions, campagnes d'opinion, affiches, Internet à partir des années 1990) pour attirer l'attention des médias, le point culminant ayant sans doute été la marche mondiale contre le travail des enfants en 1998. Le résultat de ces actions est une surveillance accrue de certains entreprises (notamment Nike ou Disney), la création d'organisations de consommateurs (aux États-Unis, la National Consumers League) ainsi que quelques mesures gouvernementales — ne ciblant toutefois que les pires formes de travail.
À la suite de la pression de ces organisations, certaines entreprises se dotent d'une « charte éthique » et autres codes de bonnes pratiques. Certaines de ces actions sont sincères, notamment la certification SA 8000, issue des conventions de l'OIT. À la suite des révélations médiatiques sur le travail et le trafic des enfants dans les plantations de cacao, il y a eu la signature en 2001 par les principaux acteurs de l'industrie chocolatière et des confiseries du Protocole Harkin-Engel, menant entre autres à la création et par la création en 2002 de l'International Cocoa Initiative, dont l'objectif est « d’éliminer les pires formes de travail des enfants et de travail forcé dans la culture et la transformation des fèves de cacao ». Cependant, la pratique fréquente de l'externalisation des activités empêche de contrôler efficacement les mécanismes de production. D'autre part, la « consommation citoyenne » s'est développée : elle utilise le commerce équitable pour s'assurer que les produits achetés ont été fabriqués dans des conditions respectueuses du droit des travailleurs, et le boycott pour faire pression sur les entreprises. Ces deux actions ont leurs limites : les labels « commerce équitable » recouvrent des critères variables et parfois contestés ; le boycott peut mener à des licenciements massifs d'enfants travailleurs. L'exemple le plus connu est celui du Bangladesh en 1992 : le projet de loi du sénateur américain Harkin d'interdire l'import de marchandises fabriquées par des enfants entraîne le licenciement « préventif » de près de 50 000 enfants au Bangladesh, où la majorité de la production part vers les États-Unis et où 100 000 enfants travaillent alors dans l'industrie textile.
Le travail des enfants progresse aux États-Unis. Ainsi, entre 2018 et 2023, les infractions à la législation sur le travail des enfants ont augmenté de 69 % selon le ministère du travail américain. Les entreprises se tournent de plus en plus notamment vers des enfants migrants venus d'Amérique centrale afin de disposer d'une main-d’œuvre peu regardante sur les horaires et les salaires. Une dizaine d'États dirigés par le Parti républicain ont assoupli ou cherchent à assouplir la législation sur le travail des enfants, héritée du New Deal, pour répondre aux demandes des industriels.

#### Dans les pays en développement

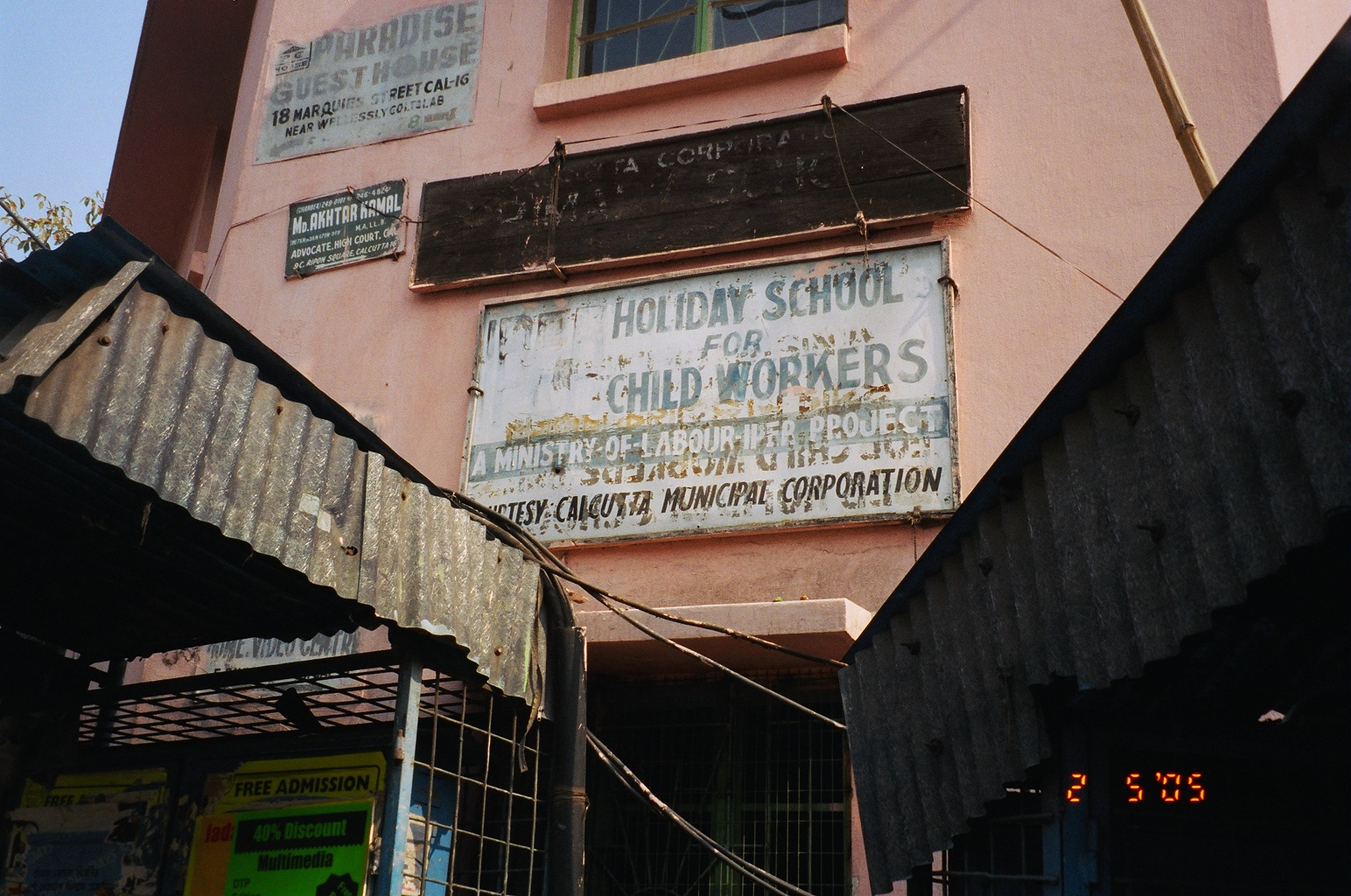
École de vacances pour enfants au travail, à Calcutta. Ce genre d'initiative publique relève d'un certain pragmatisme face à l'ampleur du phénomène.

Les actions entreprises dans les pays occidentaux n'ont cependant qu'un faible impact : ils n'affectent que les enfants impliqués dans le commerce international, c'est-à-dire une minorité (d'après l'OIT, 8 % des enfants au travail le sont dans les manufactures, et une partie seulement d'entre eux dans des sous-traitants de firmes internationales ; d'autres sources estiment que seuls 5 % des enfants actifs se trouvent dans des activités d'exportation, au niveau mondial). Sur le terrain, plusieurs milliers d'ONG et d'associations agissent sur les causes premières du travail des enfants. Leurs actions incluent la lutte contre la pauvreté au sens large du développement, l'accueil d'enfants des rues dans des abris et centres d'hébergement, la construction et la maintenance d'écoles tout comme la mise en place d'activités éducatives ou de formations professionnelles. Certains programmes plus innovants, souvent financés par l'Unicef, essayent l'enseignement itinérant, à la maison ou sur des bateaux, ou encore des prestations sociales liées à l'assiduité scolaire, au Brésil. Une initiative plus récente est celle des syndicats d'enfants. Si le mouvement pionnier s'est créé en 1976 (le MANTHOC péruvien), ce n'est que dans les années 1990 que d'autres syndicats ont continué à se créer en Inde, en Afrique et dans le reste de l'Amérique latine. Leurs projets communautaires rejoignent ceux des ONG, mais avec le bénéfice d'un rapport de force avec les employeurs permettant de meilleures conditions de travail, ainsi que celui d'une identité nouvelle. Ces mouvements sont souvent anti-abolitionnistes, tout en réclamant un travail digne et en rejetant l'exploitation.

#### Sur le plan intergouvernemental et international
Dans le but de rassembler ces efforts, l'OIT a mis sur pied en 1992 le programme IPEC (International Programme on the Elimination of Child Labour, « Programme international pour l'abolition du travail des enfants »), visant en priorité les pires formes de travail, celui des filles et des moins de 12 ans. En plus des évaluations globales citées plus haut, le programme coordonne les acteurs autour de plans d'action et tente de trouver des solutions économiques avec les employeurs. Dans son rapport de 2006, l'IPEC estime que « les efforts engagés un peu partout dans le monde pour combattre ce fléau ont donné d’importants résultats », mais qu'une importante mobilisation reste nécessaire.

## Galerie

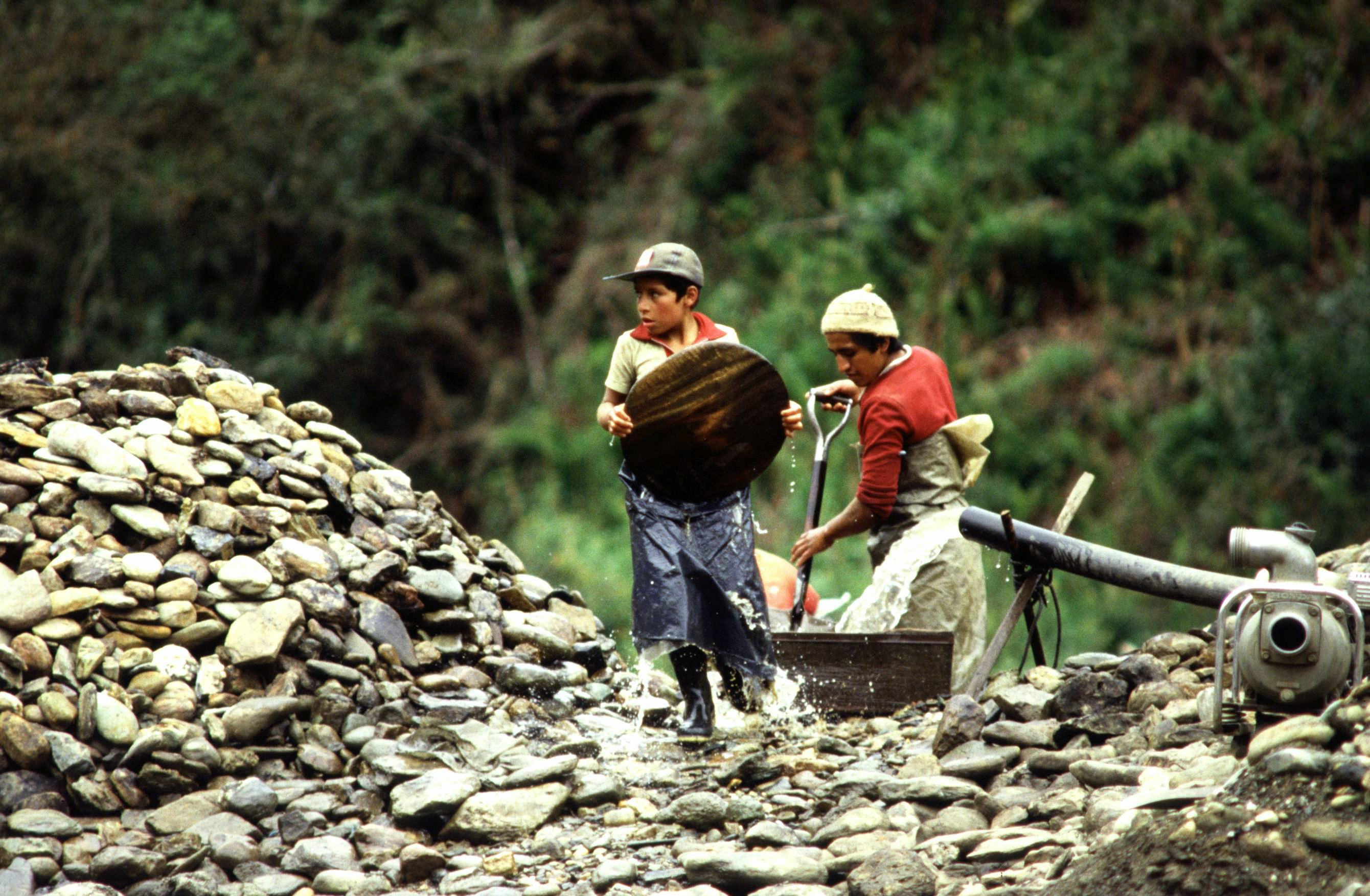
En Équateur, 1990
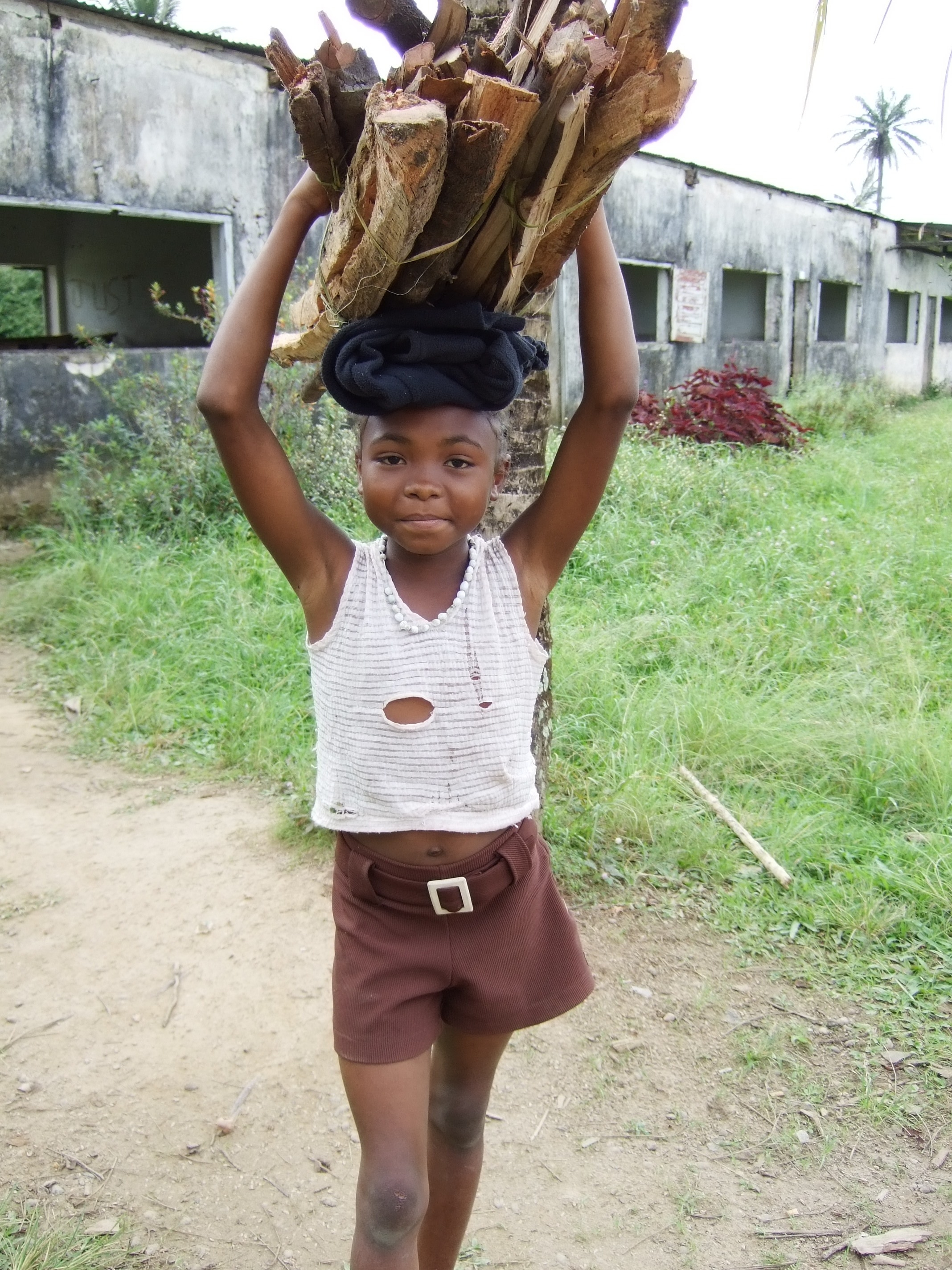
À Madagascar, 2007
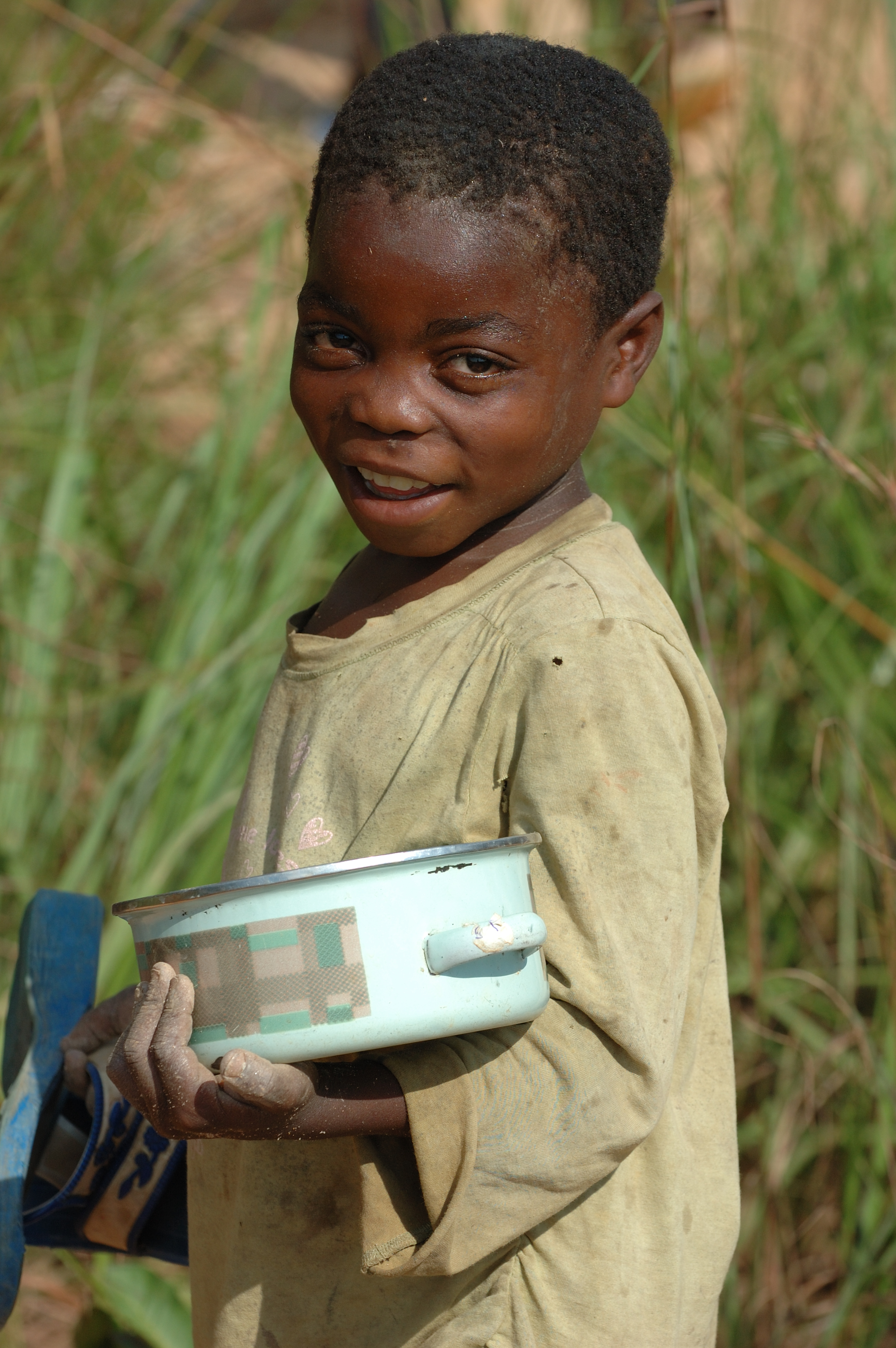
Au Congo, 2007
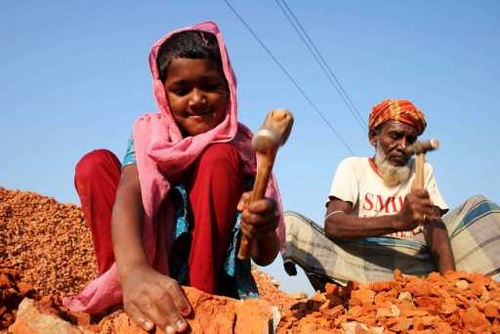
Au Bangladesh, 2008
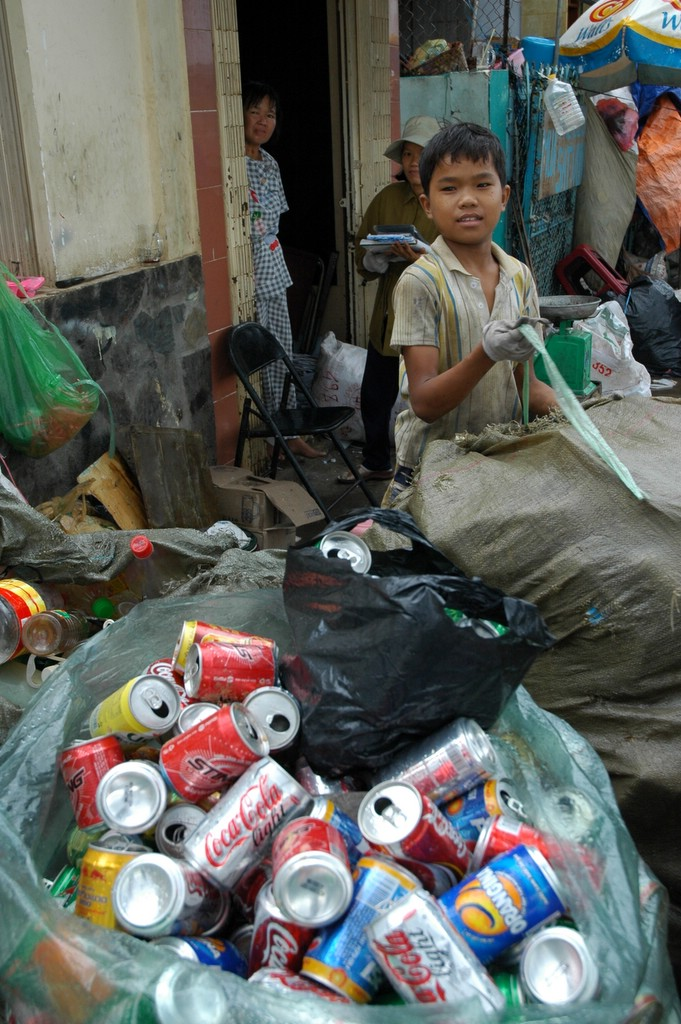
Au Vietnam, 2008
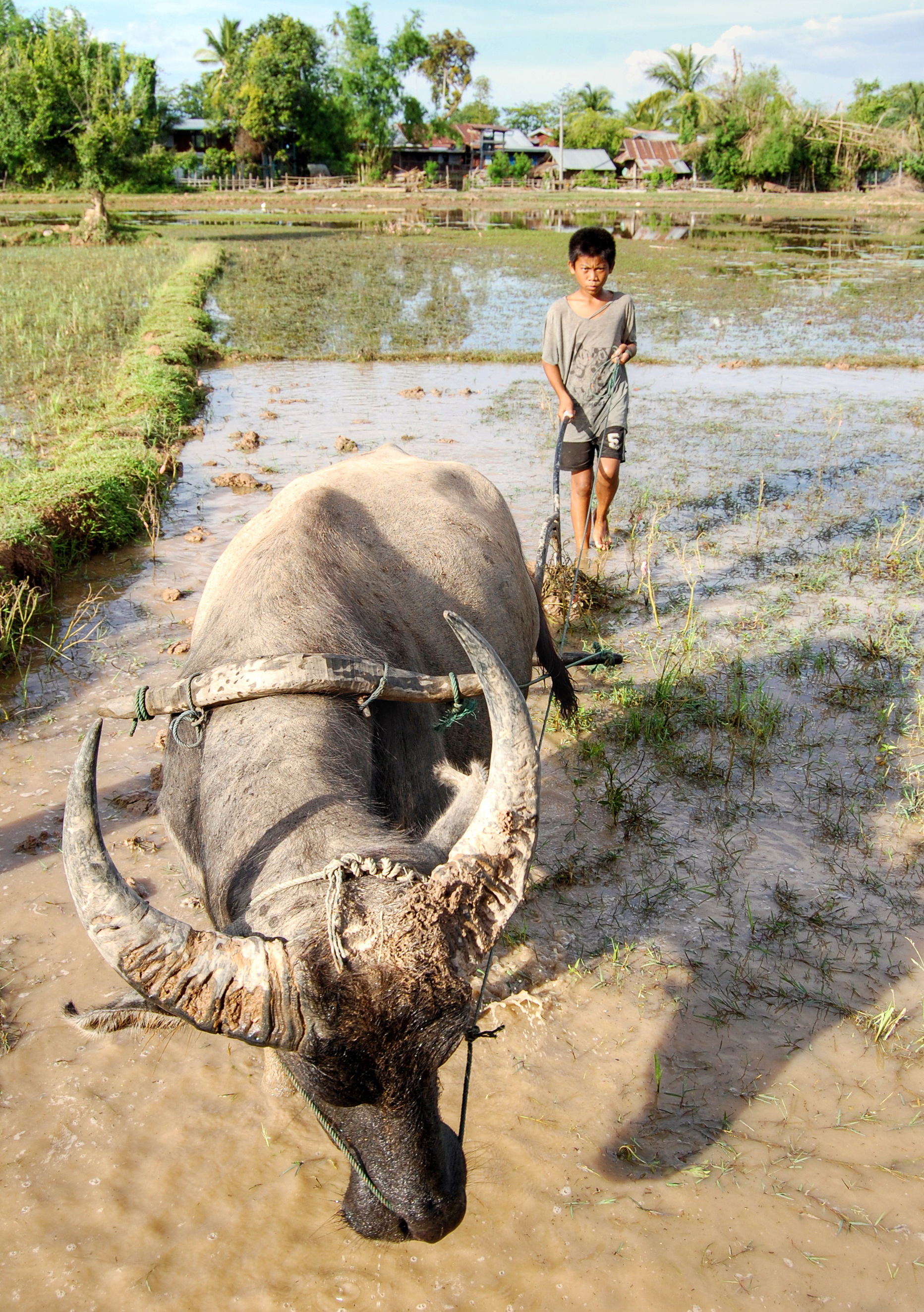
Au Laos, 2009
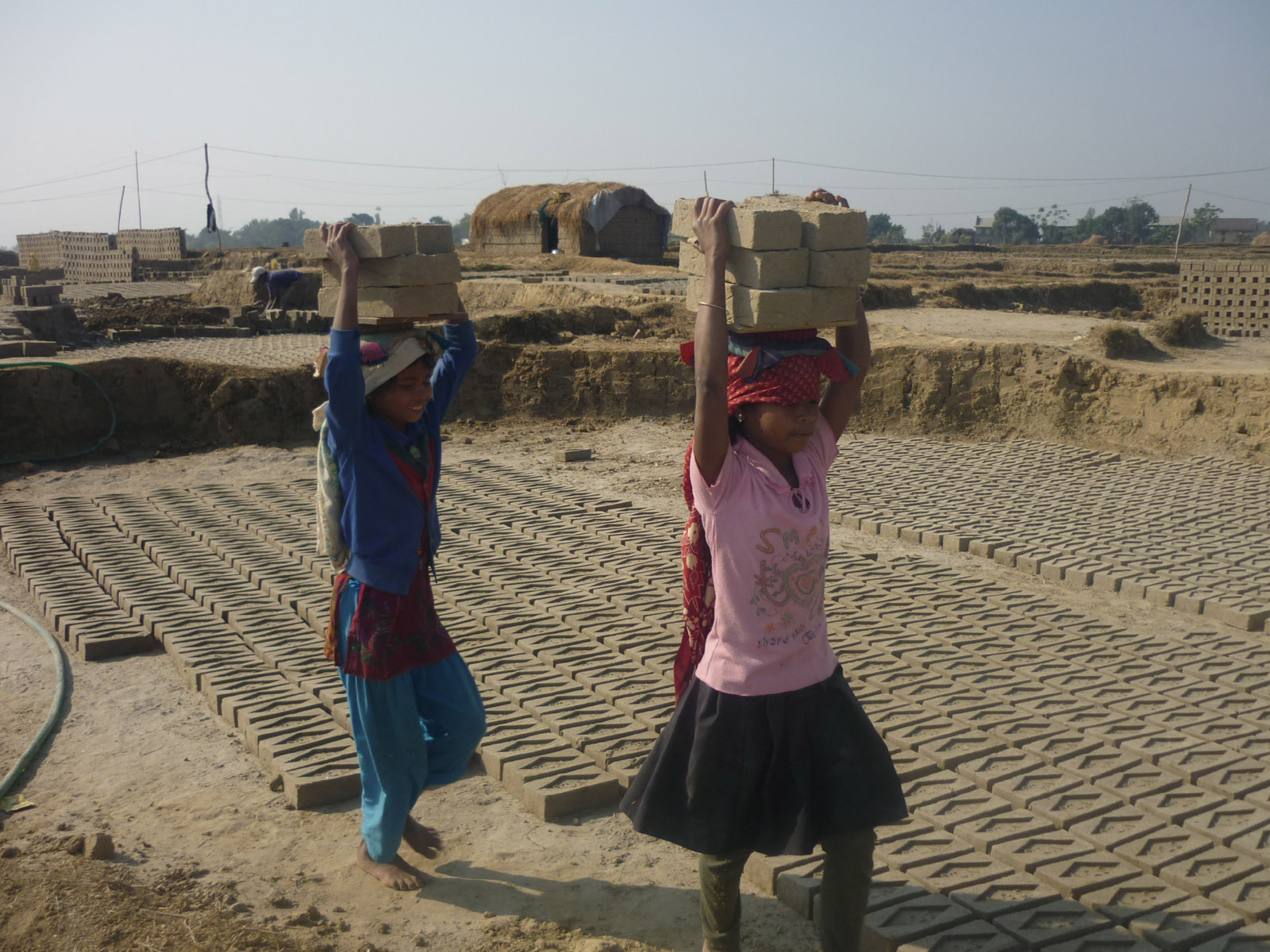
Au Népal, 2010
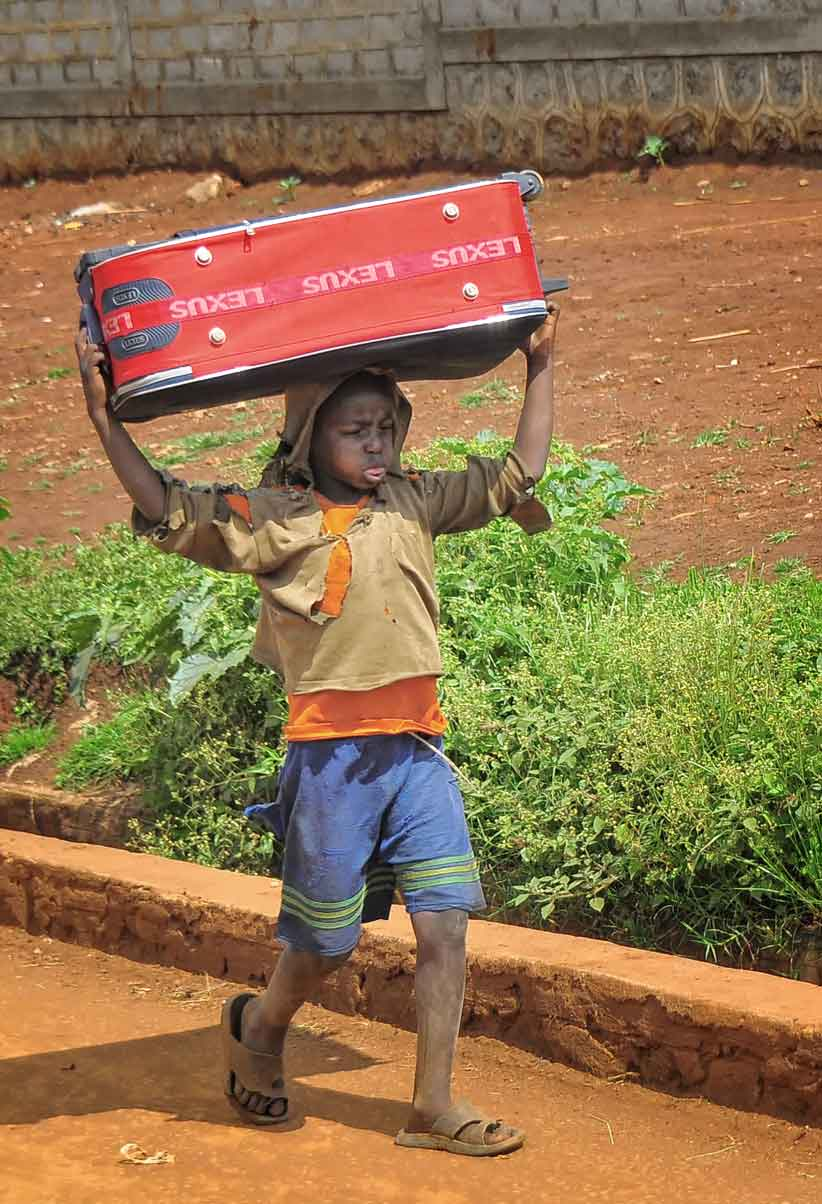
En Éthiopie, 2012
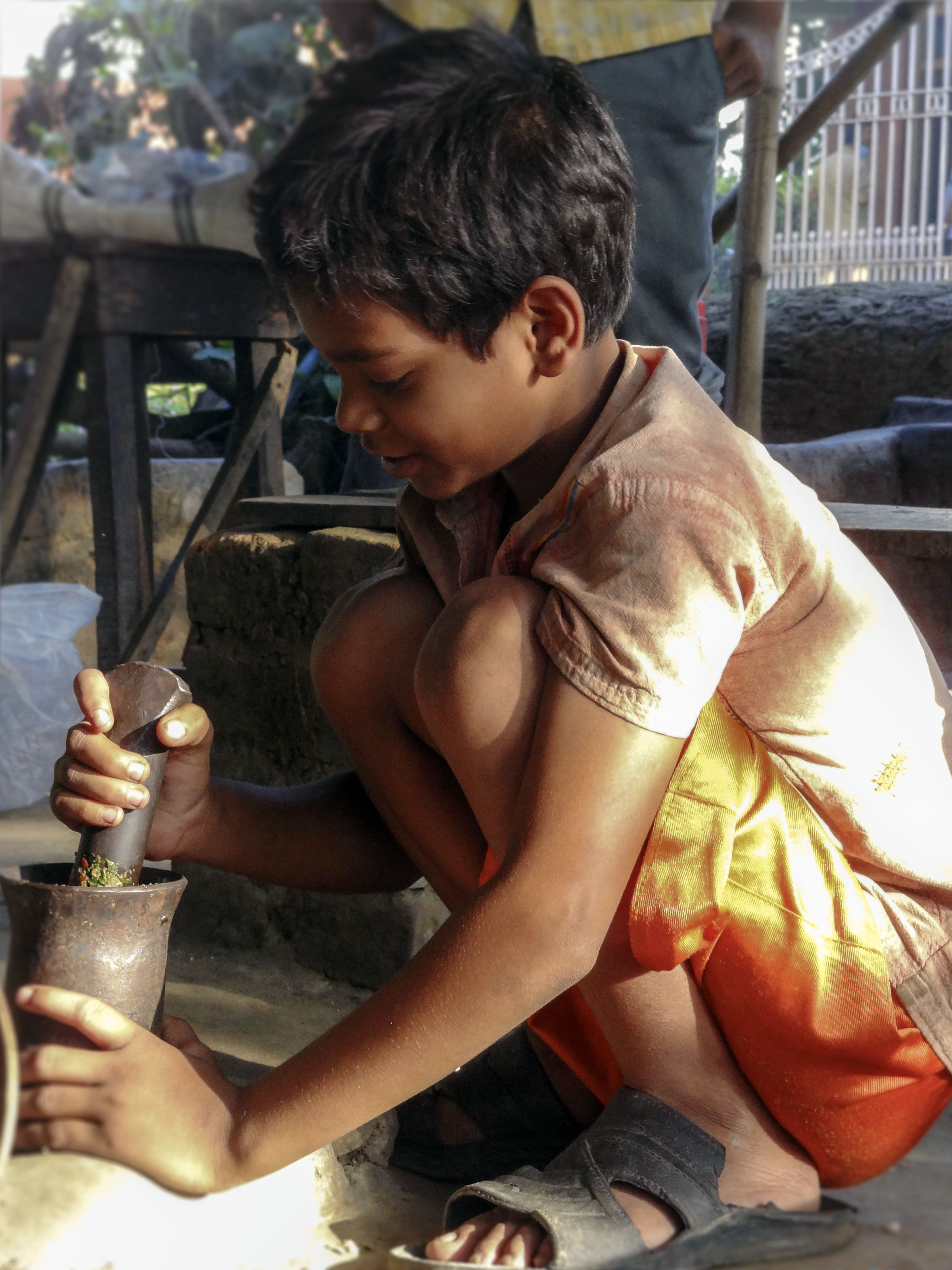
En Inde (?), 2012
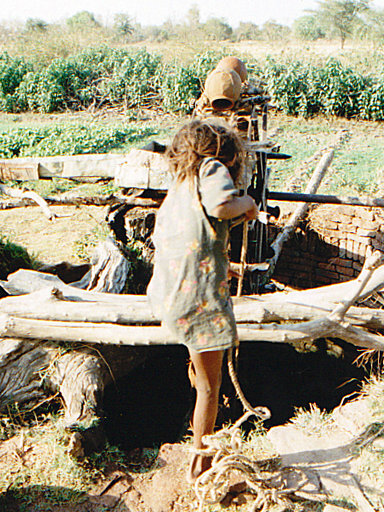
En Inde, 2012
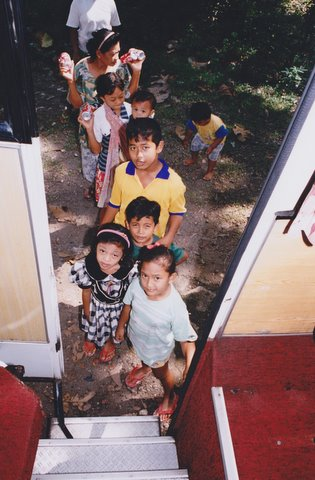
En Indonésie, 2012
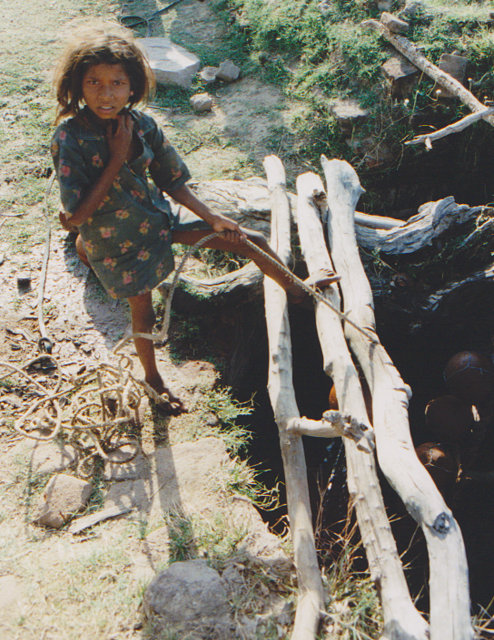
Au Népal, 2012
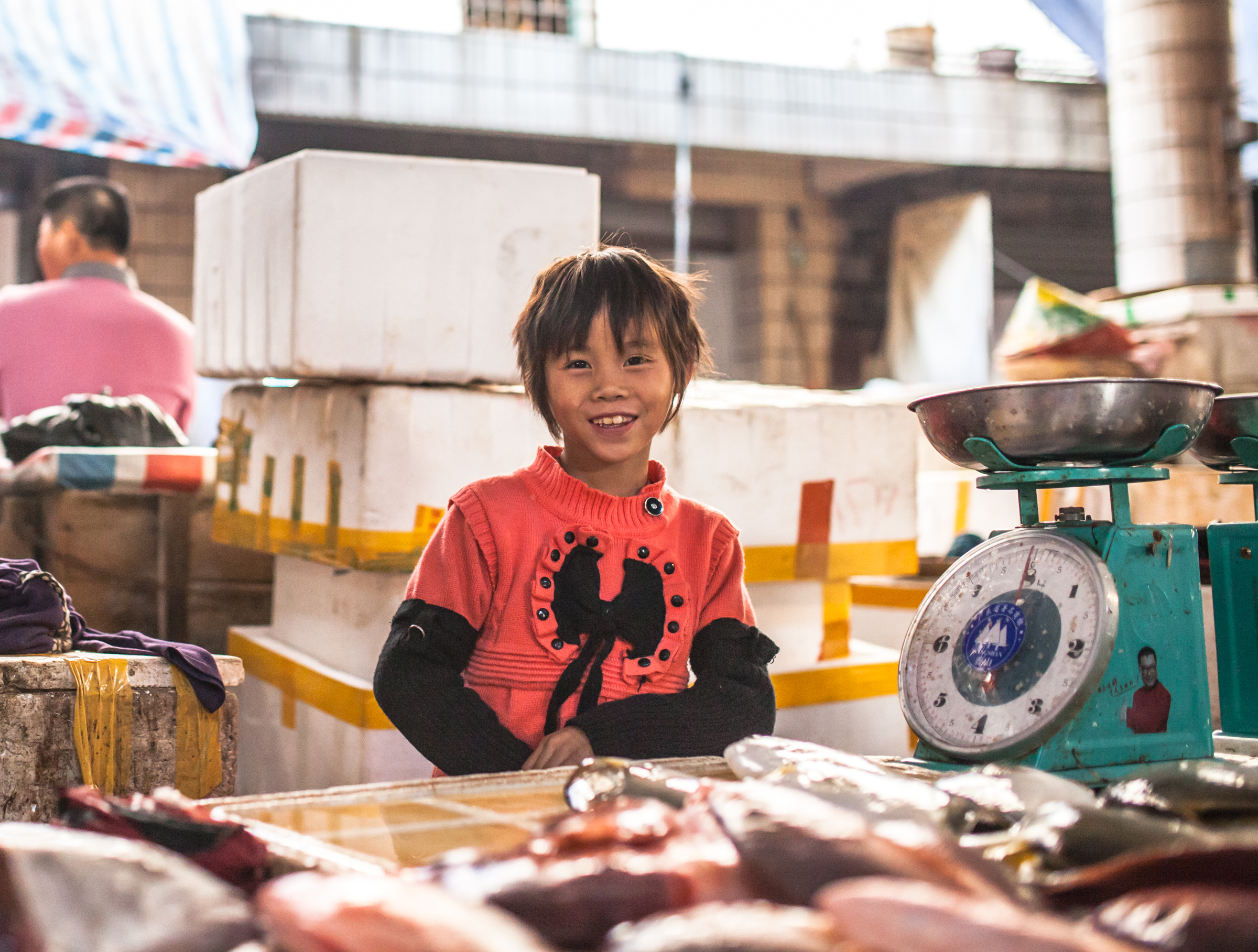
En Chine, 2013
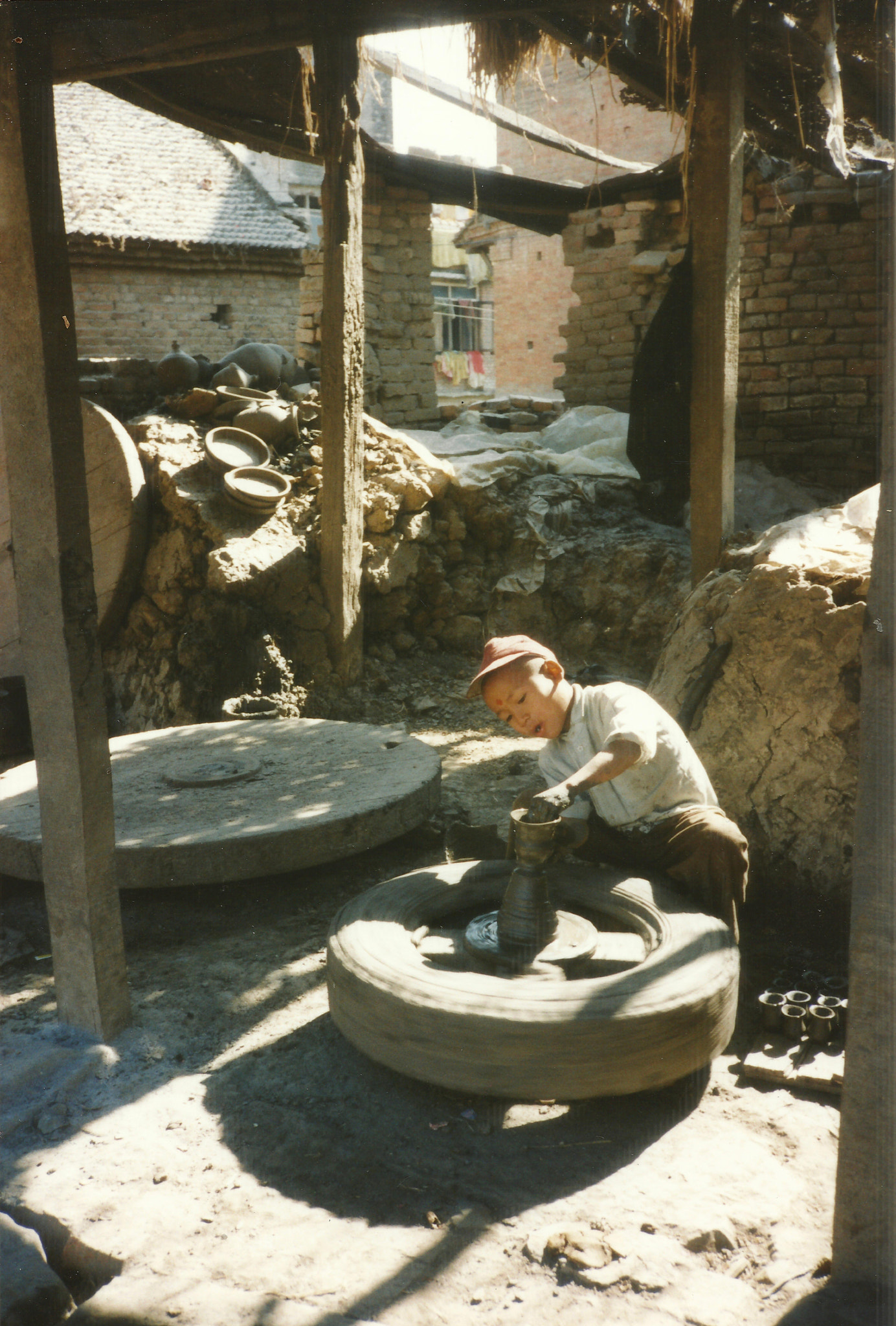
Au Népal, avant 2014
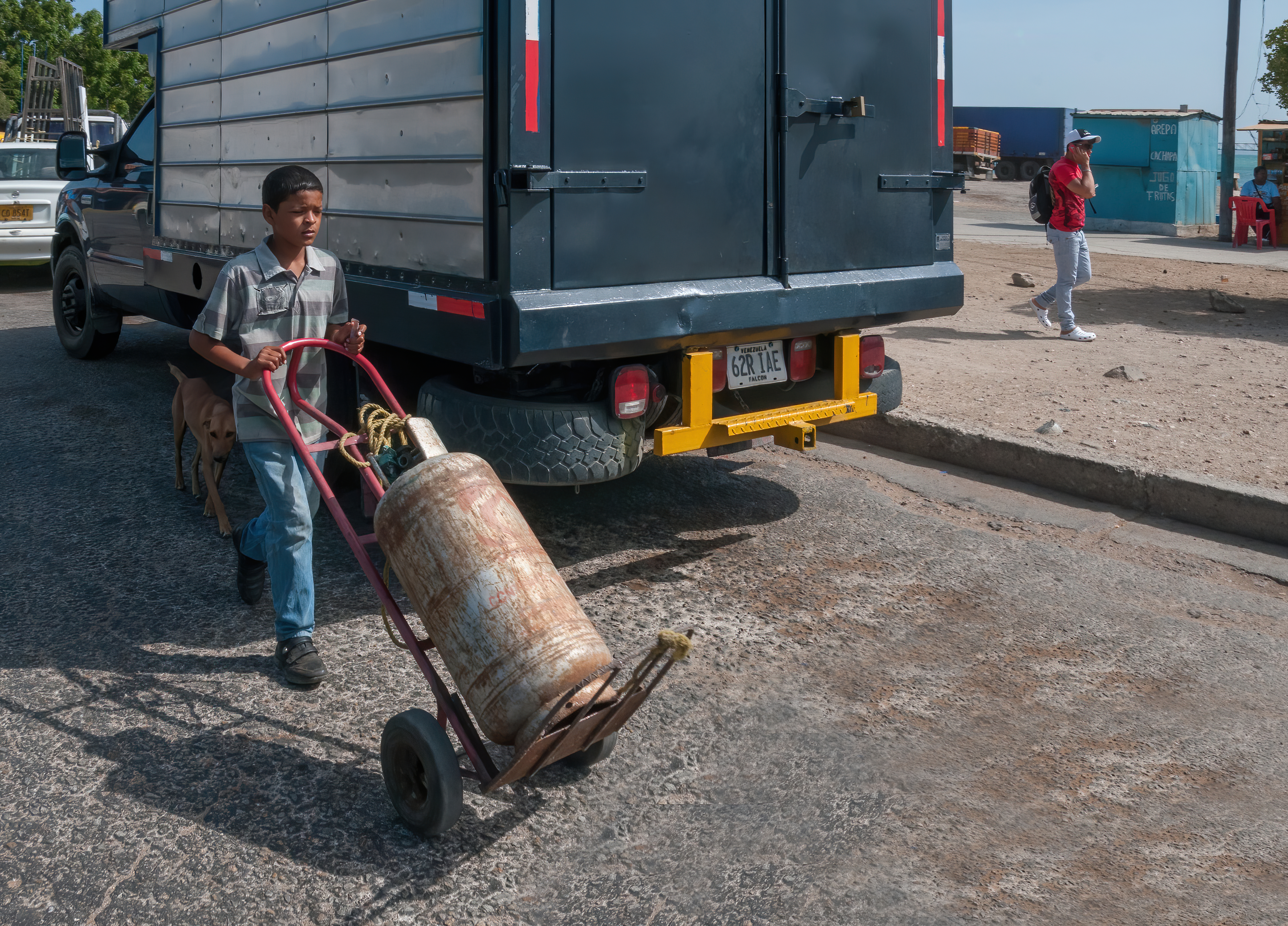
Au Venezuela, 2014
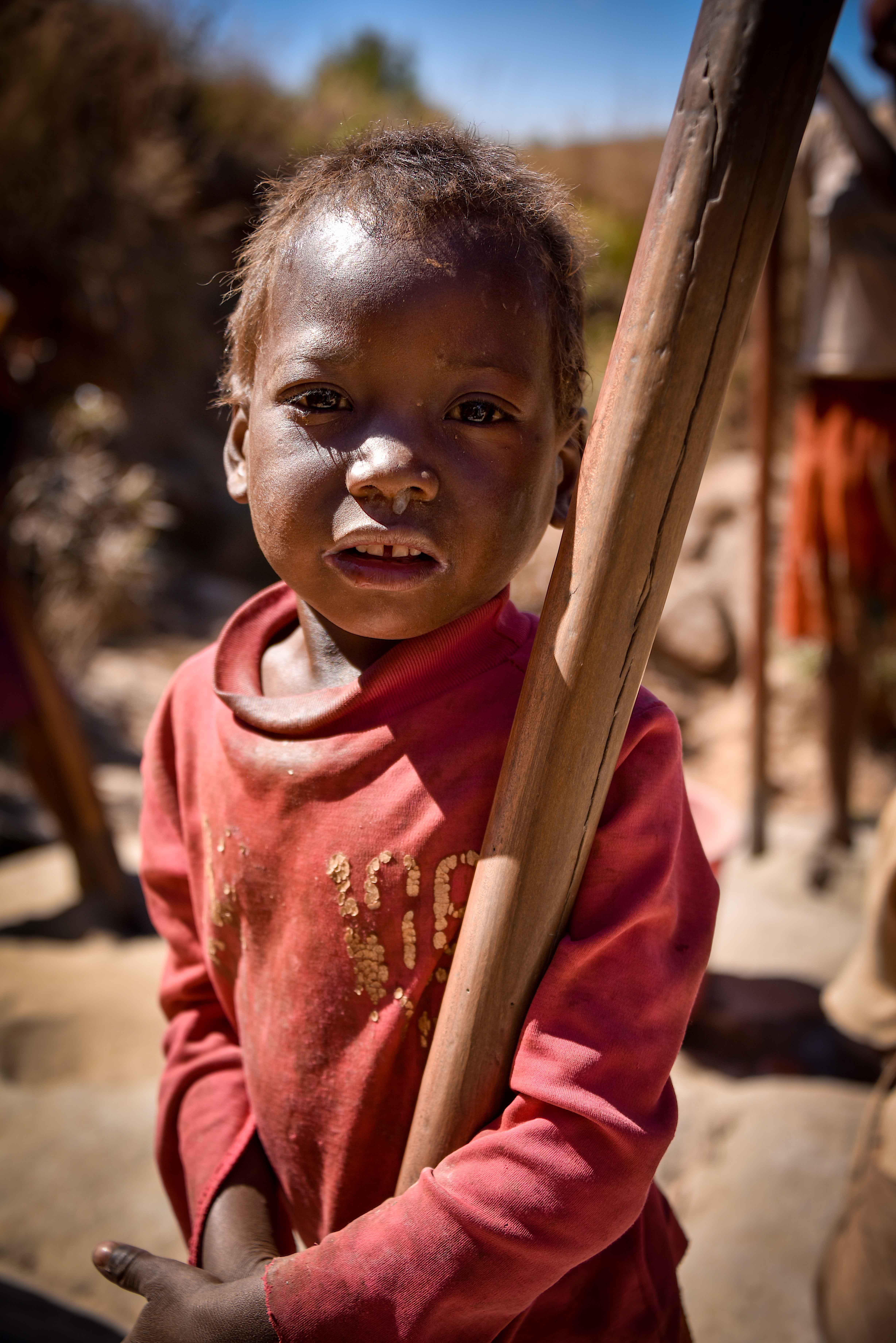
À Madagascar, 2016
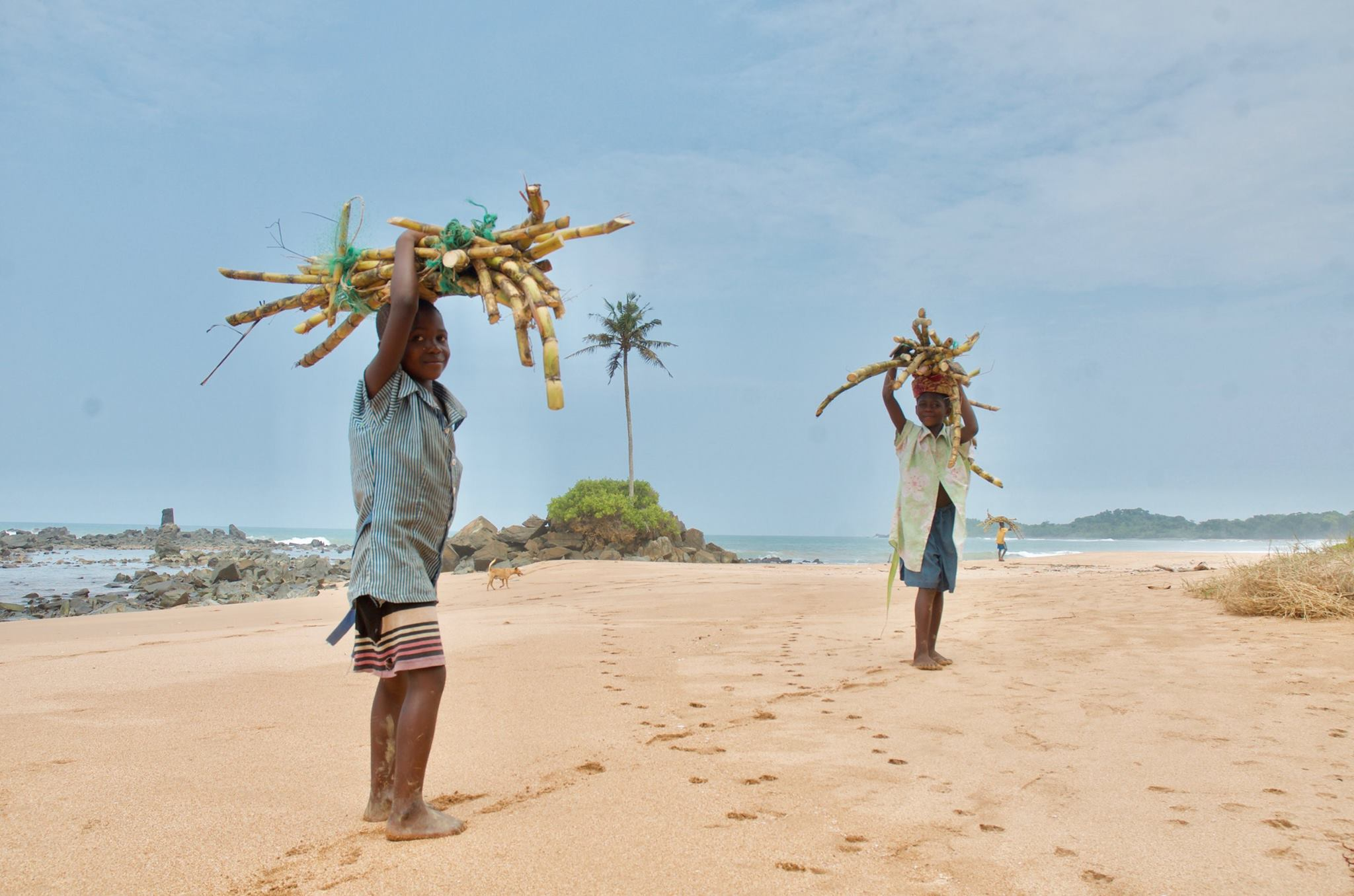
Au Nigeria, 2017

### Filmographie
- Iqbal, documentaire de Cinzia Torrini, Italie, 1998 ; fiction inspirée de la vie de Iqbal Masih, enfant esclave au Pakistan (102 minutes).
- Nous avons partagé le pain et le sel de Atiq Rahimi, 2001, sur l'Afghanistan.
- The Big One de Michael Moore, États-Unis, 1998, dans lequel le réalisateur rencontre Philip Knight, PDG de Nike, et l'interroge sur les pratiques de son entreprise, notamment sur l'emploi d'enfants (86 minutes).
- L'association « Films pour un seul monde » de la fondation suisse Éducation et développement [présentation en ligne] propose une collection de documentaires sur le travail des enfants [présentation en ligne] ainsi qu'un DVD « Travail des enfants », à but pédagogique pour des jeunes dès 10 ans [présentation en ligne].
- Salaam Bombay! de Mira Nair (113 minutes).
- Enfants forçats de Hubert Dubois (73 minutes).
- Je travaille, moi, Monsieur ! documentaire de Caroline Pothier et Grégory Salomonovitch sur les enfants des rues de Cusco (30 minutes).